# Pedro Enríquez de Castilla
Pedro Enríquez de Castilla (c. 1355 - Orense, 2 de mayo de 1400) fue un magnate castellano e hijo ilegítimo de Fadrique Alfonso de Castilla, maestre de la Orden de Santiago.
Fue conde de Trastámara, Lemos, Sarria, Viana y El Bollo, señor de Traba y Castro Caldelas, y también pertiguero mayor de Santiago, comendero mayor de los obispados de Mondoñedo y Lugo y de numerosos monasterios gallegos, como el de Santa María de Meira y San Juan de Poyo, lo que le convertía en el magnate «más poderoso» o «gran señor de Galicia» y en continuador de la saga de miembros de la realeza o vinculados con ella, como el infante Felipe de Castilla, Pedro Fernández de Castro, Fernán Ruiz de Castro y Enrique de Trastámara, que tuvieron grandes posesiones y ejercieron destacados cargos en ese territorio.
En el último periodo de su vida ejerció el cargo de condestable de Castilla y consiguió los señoríos de Ponferrada, Villafranca del Bierzo, Alba de Tormes y Paredes de Nava, y aunque todas sus posesiones fueron confiscadas en 1384 y en 1394, consiguió recuperarlas en ambas ocasiones. Y el prestigioso medievalista Juan Torres Fontes señaló que «su actividad en el terreno político fue grande, aunque siempre sin suerte y en un segundo piano, (y) nada hizo en el aspecto militar y menos aún ejerció su oficio de condestable, sólo útil para cobrar los emolumentos que le correspondían».
Fue nieto del rey Alfonso XI de Castilla.

## Orígenes familiares
Fue hijo ilegítimo, al igual que su hermana Leonor Enríquez de Castilla, de Fadrique Alfonso de Castilla, maestre de la Orden de Santiago y señor de Haro, y por parte paterna era nieto del rey Alfonso XI de Castilla y de su amante Leonor de Guzmán, pero existe una gran confusión en cuanto a la identidad de su madre, que sin embargo según la mayoría de los historiadores pertenecía a la familia Angulo de Córdoba.

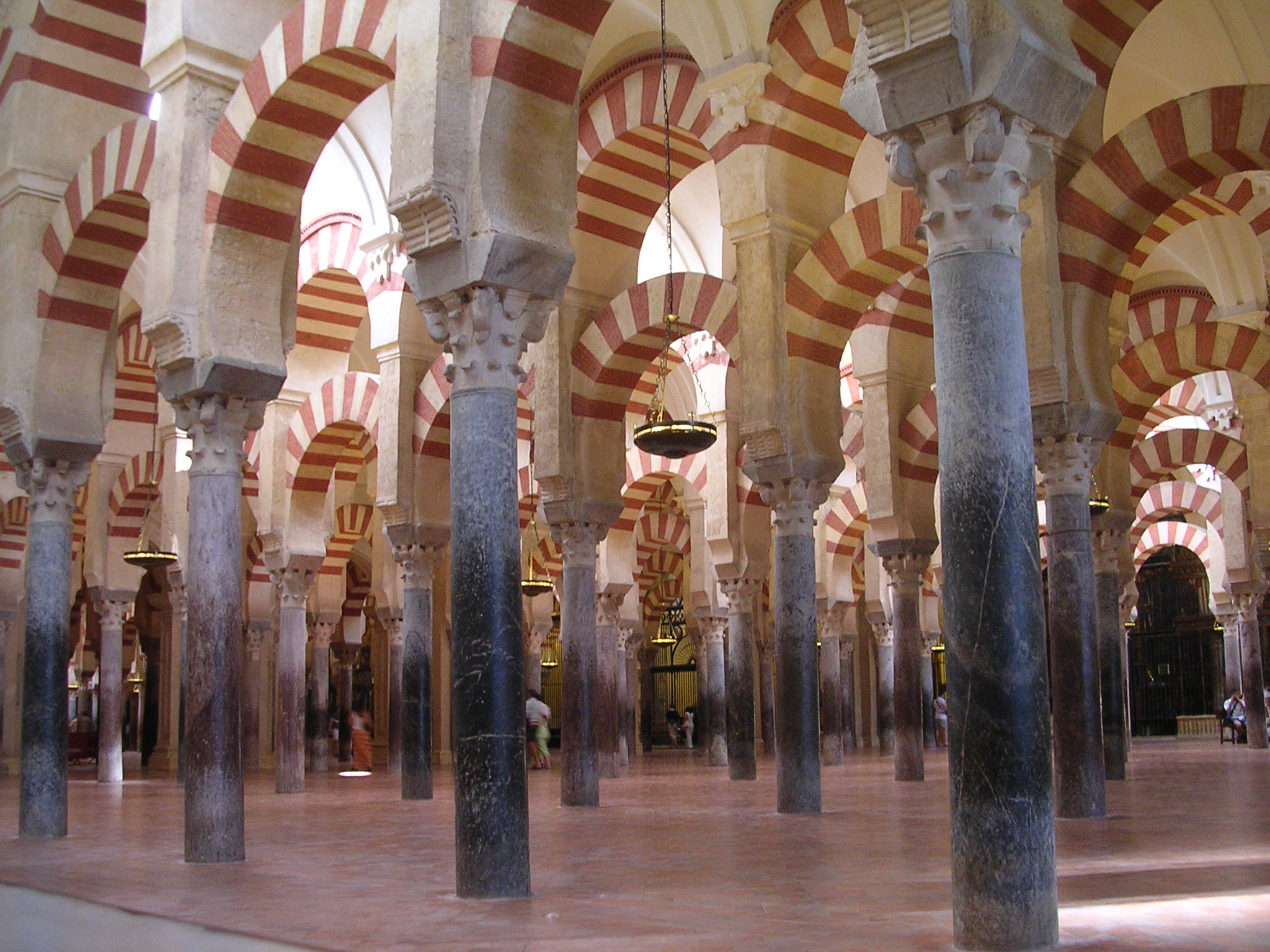
Interior de la Mezquita-catedral de Córdoba.

Algunos autores aseguran que la madre de Pedro y de su hermana Leonor se llamaba Inés o Constanza de Angulo, y otros afirmaron que esta dama era hija de los nobles cordobeses Lope Alfonso de Angulo y de Elvira Díaz de Aguayo, que falleció en 1370, y que otorgó testamento el 16 de mayo de ese mismo año en Córdoba ante Juan González y Antón Ruiz, afirmando que era la madre del conde Pedro Enríquez y del futuro almirante de Castilla Alfonso Enríquez, aunque otros autores indican que en él solo manifestó ser la madre del conde Pedro Enríquez, como ya señaló en el siglo XVIII el padre Francisco Ruano en su obra Casa de Cabrera en Córdoba, donde mencionó que Leonor Enríquez, el conde Pedro y el almirante Alfonso eran hijos de la misma mujer, Constanza de Angulo.
La madre del conde Pedro Enríquez y de su hermana Leonor, según otros autores, se llamaba Leonor o Leonor Manuel de Angulo, y José Pellicer aseguró que fue señora de Mansilla e hija de Luis Manuel y de Beatriz Angulo de Córdoba. La hermana del conde Pedro, Leonor Enríquez, fue señora de Salinas de Añana y esposa de Diego Gómez Sarmiento, que fue mariscal de Castilla, adelantado mayor de Castilla y de Galicia y repostero mayor del rey Juan I de Castilla.
El conde Pedro fue además hermano o hermanastro por parte paterna, aunque la mayoría de los historiadores afirman esto último, del almirante Alfonso Enríquez, que según la mayoría de los autores era hijo de una judía a quien llamaban «la Paloma» por su belleza. Pero hay constancia, a pesar de que ello no es mencionado por la mayoría de los autores, de que Pedro Enríquez tuvo también otro hermano llamado Alfonso Enríquez que fue cazador mayor del rey Juan I de Castilla, aunque Martínez Sopena afirmó que pudo tratarse de una confusión por parte del cronista Fernão Lopes. Y el conde Pedro Enríquez era sobrino del rey Enrique II de Castilla, primo carnal del rey Juan I, y tío de Enrique III, durante cuyos reinados ocupó un destacado lugar debido a su parentesco con ellos y a sus inmensas posesiones concentradas sobre todo en Galicia y en el reino de León.

## Biografía

### Infancia y juventud

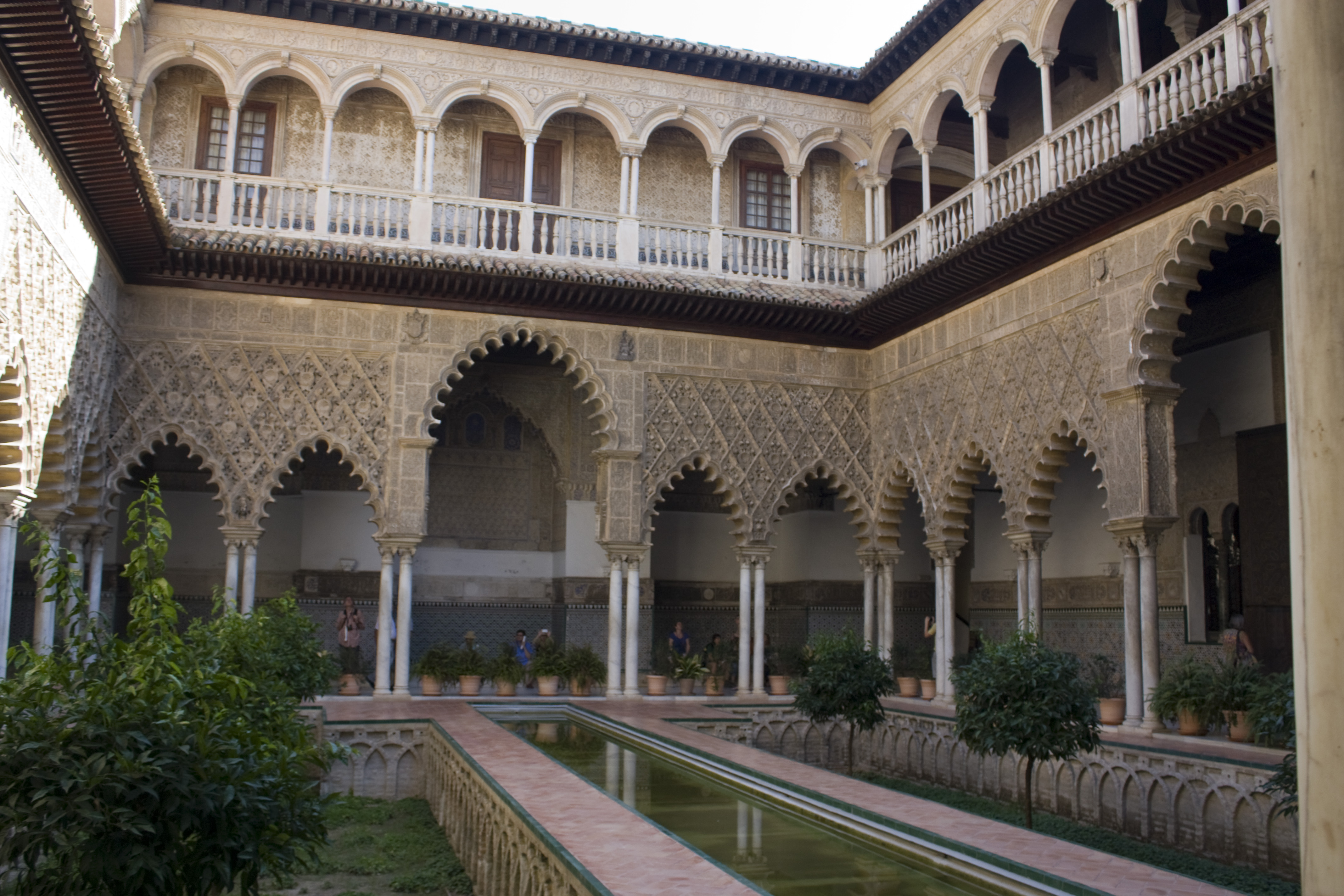
Patio de las Doncellas en los Reales Alcázares de Sevilla.

Se desconoce su fecha exacta de nacimiento, aunque debió de ocurrir alrededor del año 1355, según afirmó Jaime de Salazar y Acha. Su padre, Fadrique Alfonso de Castilla, que fue maestre de la Orden de Santiago, señor de Haro y adelantado mayor de la frontera de Andalucía, fue asesinado el día 29 de mayo de 1358 en Sevilla por orden de su hermanastro, Pedro I de Castilla, cuando Pedro Enríquez debía contar con unos tres años de edad. Además, Fernán Pérez de Guzmán describió del siguiente modo en sus Generaciones y semblanzas la apariencia y personalidad del conde Pedro Enríquez:

Fué este Conde D. Pedro de assaz buen cuerpo y gesto, un poco grueso, é franco, é gracioso, é acogedor de los buenos: pero en sus maneras é costumbres concordábase con la tierra donde vivia, que es en Galicia. Fue hombre que amó mucho a mujeres. No ovo fama de muy esforzado; no sé si fué por su defecto, o porque no ovo dó lo probar. El fué el segundo Condestable de Castilla.

La descripción anterior, como señaló Correa Arias, descalificaba no solo al conde Pedro sino también a toda la nobleza gallega y a la propia Galicia, difundiendo así una idea sobre ese territorio que se extendería posteriormente por toda Castilla, y el eclesiástico e historiador Antonio López Ferreiro afirmó, como subrayó Eduardo Pardo de Guevara y Valdés, que el conde Pedro Enríquez «dió muestras de ser más experto en el manejo de la lengua que en el de la espada», y también que «el ejercicio de las armas nunca fué la pasión favorita del Conde D. Pedro Enríquez». Y Pardo de Guevara y Valdés señaló, al compararlo con otros de los personajes retratados por Fernán Pérez de Guzmán en sus Generaciones y semblanzas, que:

La descripción desde luego para nada evoca el prototipo del caballero medieval; nada dice, por ejemplo, que fuera esforcado y sabio en las guerras, como don Pedro Suárez de Quiñones, o diligente o de buena ordenanza, como don Lorenzo Suárez de Figueroa, ni tan siquiera que fuera de razón breve e corta, pero discreto e atentado, como su hermano el almirante don Alfonso Enríquez.

En la Crónica del Rey don Pedro, como destacó Pardo de Guevara y Valdés, consta que Pedro Enríquez, al igual que otros miembros de la realeza como los condes Tello y Sancho de Castilla y Alfonso Enríquez, estuvo presente en 1367 en la aldea de Añastro, cercana al municipio de Treviño, poco antes de que se librara la batalla de Nájera. Y también consta en dicha Crónica que durante esa batalla, en la que las tropas de Pedro I de Castilla derrotaron completamente a sus adversarios, Pedro Enríquez combatió junto a Enrique de Trastámara, que mandaba el cuerpo principal del ejército, y junto a uno de los hijos ilegítimos de este último, el conde Alfonso Enríquez, aunque este y Pedro Enríquez fueron apresados durante la batalla al igual que Sancho de Castilla, conde de Alburquerque, y otros muchos nobles, entre los que figuraba el célebre cronista Pedro López de Ayala. Y su victoria en la batalla de Nájera y la huida al reino de Francia de Enrique de Trastámara permitieron a Pedro I asentarse firmemente, aunque momentáneamente, en el trono castellano.

### El reinado de Enrique II de Castilla (1369-1379)

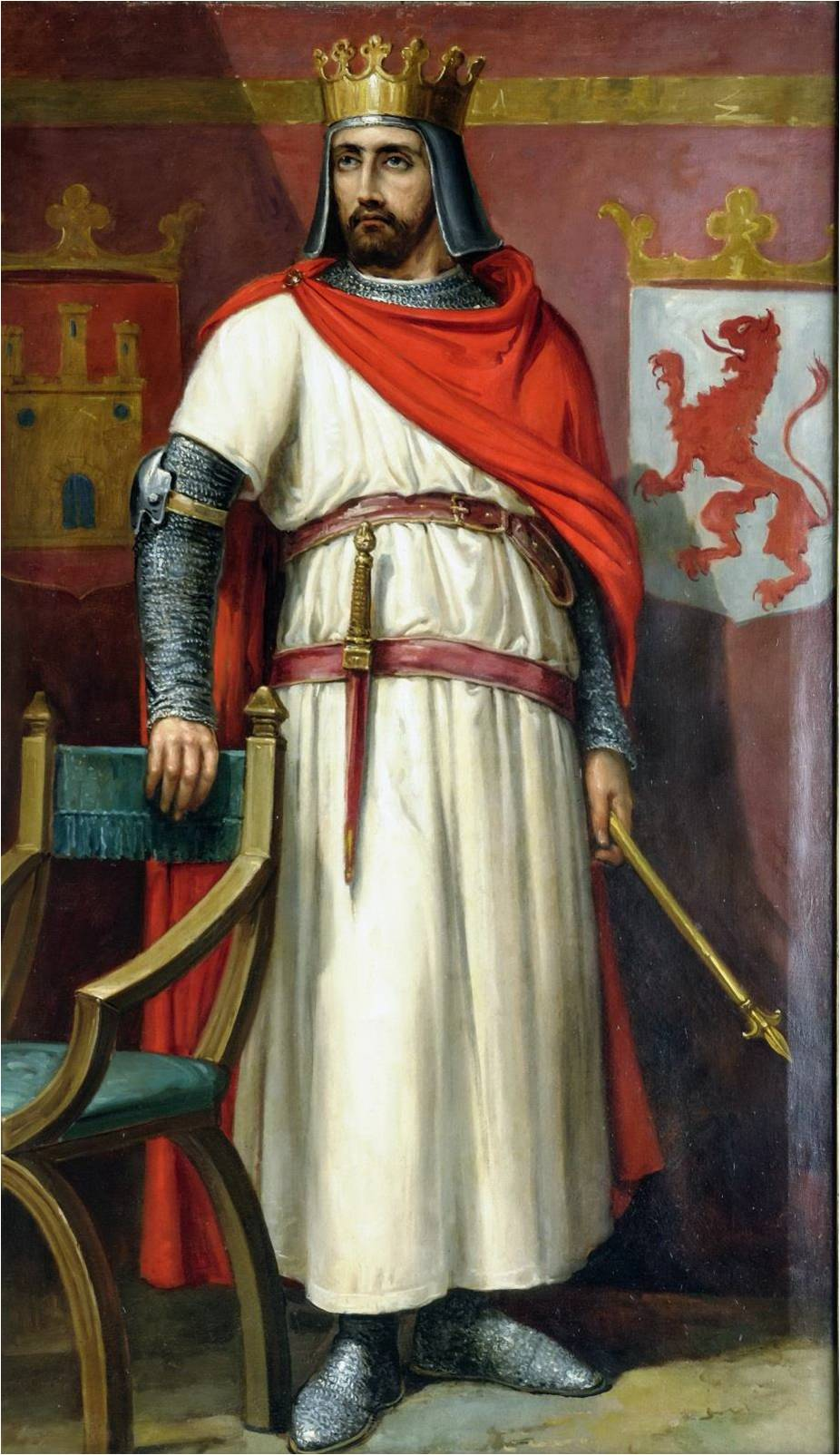
Retrato imaginario de Enrique II de Castilla. José María Rodríguez de Losada. (Ayuntamiento de León).

Tras el asesinato de su padre Pedro Enríquez había quedado bajo la protección de su tío carnal, Enrique de Trastámara, y fue el primero de sus hermanos que alcanzó un «gran estado en la Corte» castellana, como señaló Menéndez Pidal de Navascués. Y en 1369, y siendo ya rey de Castilla, Enrique II prohijó a Pedro y a su hermano o hermanastro Alfonso, el futuro almirante, y les permitió usar el apellido Enríquez, por lo que ambos, según Fernando Suárez Bilbao, disfrutaron jurídicamente de un rango equivalente al que tenían el duque de Benavente, Fadrique de Castilla, y el conde de Noreña, Alfonso Enríquez, que eran hijos ilegítimos de Enrique II. Conviene señalar que el apellido patronímico «Enríquez», con el que se conoce al conde Pedro y a muchos de sus familiares, ha sido usado por numerosos historiadores, como señaló Pardo de Guevara y Valdés, «para denominar de forma genérica» a muchos miembros de la Casa de Trastámara, aunque dicho autor subrayó el hecho de que en su época únicamente «correspondió» utilizarlo a los hijos del rey Enrique II. Y González Crespo afirmó que tanto Pedro como su hermano o hermanastro Alfonso llegaron a ocupar, debido a sus vínculos familiares con la realeza, «los primeros puestos en la nueva nobleza trastamarista».
Se desconoce la fecha exacta en que fue nombrado conde de Trastámara y Lemos por su tío Enrique II, ya que algunos autores antiguos, como fray Malaquías de la Vega, afirmaron que lo fue en 1367, otros que en 1370, y otros que debió serlo en 1371, antes de ese año, o con total seguridad en el mismo, aunque lo importante, como señaló Pardo de Guevara, es que a principios de la década de 1370 el conde Pedro Enríquez, gracias a las grandes mercedes que recibió del rey, y especialmente en el reino de Galicia, pasó a ser el «indiscutible abanderado» de los nobles de ese territorio. Su condición de miembro de la familia real le convertía también en el «representante» de la realeza en Galicia, como señaló Muñoz Gómez.
El condado de Trastámara había pertenecido a Enrique II antes de su subida al trono, y tras convertirse en rey este último también concedió grandes posesiones a su hija Leonor de Trastámara, que posteriormente sería reina consorte de Navarra por su matrimonio con Carlos III, a sus hijos ilegítimos Alfonso Enríquez y Fadrique de Castilla, y al marqués de Villena, Alfonso de Aragón el Viejo, que era nieto del rey Jaime II de Aragón. El «antiguo» condado de Trastámara, como señaló Correa Arias, fue siendo progresivamente controlado por la Corona, y hasta que se le concedió a Pedro Enríquez, los mayores señores de Galicia habían sido los miembros de la Casa de Castro. Pero aun así el nuevo conde tuvo que compartir los resortes del poder con el adelantado mayor de Galicia y con los merinos mayores de dicho territorio o sus sustitutos, que eran los representantes de la Corona y a veces miembros de la familia real, aunque en vida de Pedro Enríquez el adelantamiento mayor de Galicia siempre estuvo en poder de la familia Sarmiento.
Pardo de Guevara y Valdés subrayó el hecho de que los títulos y las inmensas posesiones que Pedro Enríquez recibió de Enrique II no se debieron ni a sus cualidades ni tampoco «a su valor personal, sus dotes cortesanas o sus excepcionales servicios a la Corona», sino al cariño y predilección que su tío sentía hacia él, ya que desde el asesinato de su padre había quedado a su cargo. Uría Maqua, por su parte, señaló que Enrique II concedió a sus familiares más cercanos «títulos y tierras», aunque no cargos. Arcaz Pozo afirmó que con la subida al trono de Enrique II, tanto el conde Pedro Enríquez, por su condición de sobrino del rey y de pertiguero mayor de Santiago, como Pedro Ruiz Sarmiento, que fue adelantado mayor de Galicia entre los años 1379 y 1384, pasaron a ser los más destacados miembros de la «nobleza nueva» o «trastamarista» de la región y los «jefes políticos de la nueva nobleza gallega», ya que bajo la protección de ambos comenzaron a medrar y a subir en la escala social numerosos caballeros de la pequeña nobleza como, entre otros muchos, Fernán Pérez de Andrade, que mantuvo muy buenas relaciones con Pedro Enríquez y a quien acompañaría posteriormente en su campaña de abusos y extorsiones contra iglesias y monasterios gallegos, Juan Rodríguez de Biedma, Alvar Pérez Osorio, García Rodríguez de Valcárcel, Juan Pérez de Noboa, Martín Sánchez de las Mariñas, Alfonso Vázquez de Vaamonde y Juan Núñez Pardo de Cela, cuyas familias consiguieron el control de extensas zonas de Galicia y protagonizaron la llamada revolución nobiliaria gallega, bajo el amparo del rey Enrique II y gracias a las célebres «mercedes enriqueñas».
El 29 de enero de 1372 el arzobispo de Santiago de Compostela, Rodrigo de Moscoso, nombró a Pedro Enríquez pertiguero mayor de Santiago, cargo que hasta entonces había estado en poder del conde Fernán Ruiz de Castro, y «la entrega de la pértica» tuvo lugar en presencia del cabildo catedralicio compostelano y bajo las mismas condiciones con las que el arzobispo compostelano Berenguel de Landoria la había concedido en 1328, durante el reinado de Alfonso XI de Castilla, a Pedro Fernández de Castro. El conde Pedro, que seguramente fue nombrado pertiguero mayor por voluntad del rey, realizó el juramento acostumbrado en presencia del arzobispo Moscoso, y también hizo pleito homenaje sobre las manos del caballero Andrés Sánchez de Gres, siendo testigos, entre otros, el alguacil Ramil Núñez de las Cuevas, Gonzalo Díaz de Mesía, Fernán López de Medín, Gómez Prego y Juan Fernández de Benavente.

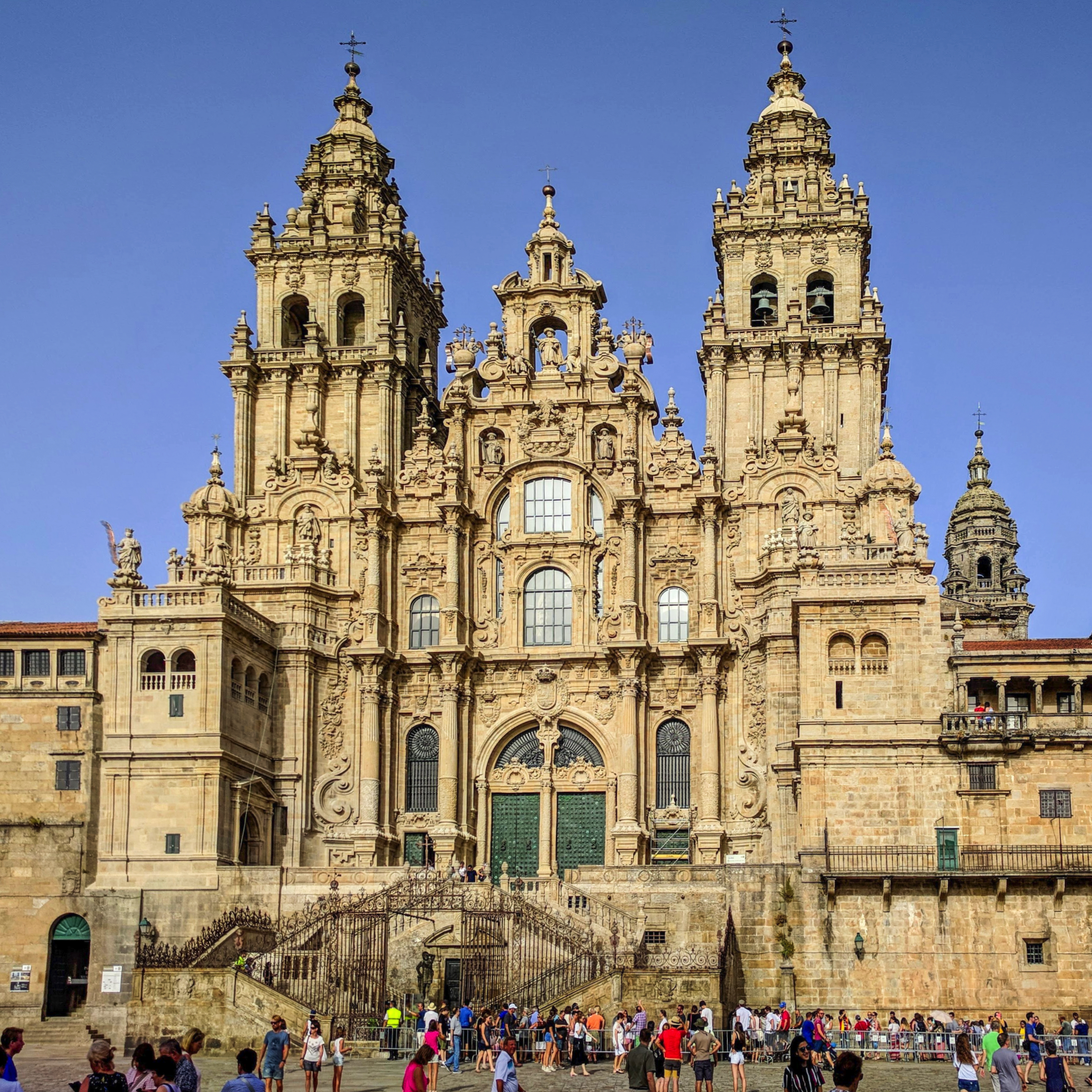
Fachada del Obradoiro de la catedral de Santiago de Compostela.

El 10 de abril de 1372, y hallándose en Tuy, el conde Pedro Enríquez confirmó a Vasco Pérez de Vaamonde la posesión de las feligresías de «Santa María do Castro e de San Mamed de Nodar e de San Pedro de Anafreita», que pertenecían al alfoz de la villa de Otero de Rey y le habían sido concedidas a dicho noble por Enrique II como recompensa por su apoyo en la Guerra Civil Castellana. El 6 de septiembre de 1373 Pedro Enríquez concedió a Alfonso Vázquez de Vaamonde, que según Pardo de Guevara y Valdés probablemente sería nieto de Vasco Pérez, y a su esposa Leonor los cotos de Molgas, San Vicencio y Piñeiro por los servicios que le habían prestado, halándose probablemente relacionadas entre sí ambas donaciones según dicho historiador y siendo la última confirmada por Juan I de Castilla en las Cortes de Burgos de 1379.
El 18 de mayo de 1372, y hallándose en Santiago de Compostela, el conde Pedro cedió la villa coruñesa de Puentes de García Rodríguez, que pertenecía al condado de Trastámara, y junto con todos sus términos, alfoz, jurisdicción, señorío y todos sus derechos al escudero García Rodríguez de Valcárcel, que era hijo de Juan Freire de Andrade y de Constanza García y a quien el rey deseaba recompensar por sus servicios. Pedro Enríquez recibió como compensación de manos del rey la villa coruñesa de Cedeira.
En el aspecto heráldico conviene señalar que tanto el conde Pedro Enríquez como su hijo y heredero, Fadrique Enríquez, utilizaron, al contrario que la mayoría de los nobles, dos escudos de armas diferentes, como señalan varios historiadores, ya que en Galicia utilizaron frecuentemente uno en el que aparecía un castillo y un león y los «palos vibrados u ondados» que indicaban la posesión del condado de Trastámara, aunque esto último ha sido cuestionado por algunos autores pero ha quedado demostrado plenamente por otros. Sin embargo, fuera de Galicia ambos individuos utilizaron un «castillo mantelado de leones», que es su escudo más conocido y casi idéntico al utilizado por el almirante Alfonso Enríquez, hermano o hermanastro del conde Pedro, aunque exactamente a la inversa, ya que el del almirante consiste en un león mantelado de castillos.
En 1376 el rey Enrique II le entregó a Pedro Enríquez la villa de Sarria junto con «sus pueblas, e alfoz, e términos, e jurisdicción e vasallos, rentas, pechos e derechos», según consignó fray Malaquías de la Vega en su Cronología de los Jueces de Castilla, aunque en un documento de mayo de 1372 expedido en Santiago de Compostela y citado por Pardo de Guevara y Valdés Pedro Enríquez ya aparece como «conde de Trastámara, de Lemos e de Sarria, del Bollo e de Viana, e señor de Robreda e pertiguero mayor de Santiago». Y según dicho historiador la concesión de tantas mercedes al conde Pedro por parte de Enrique II pudo deberse a:

Un plan estudiado y medido con antelación. Exactamente como si el rey don Enrique se hubiera propuesto recrear el antiguo orden jerárquico gallego y propiciar, tras analizar cuidadosamente cada uno de los pasos a seguir, el resurgimiento de aquel impresionante dominio territorial que habían encabezado los carismáticos Castro, pero ahora bajo un titular tan afecto a la Corona como lo era su sobrino don Pedro. Premeditado o no, el hecho fue que este don Pedro, convertido entonces en conde de Trastámara, Lemas y Sarria, así como en flamante Pertiguero mayor de Santiago, actuó ya desde estos primeros momentos al estilo del viejo comes Galliciae. Sus dominios se extendían sobre una buena parte de Galicia y, al tiempo que representaba a la nueva monarquía, trató también de imitarla en muchos de sus gestos, para lo cual gustó en rodearse de toda una constelación de caballeros, entre los cuales empezó pronto a sembrar afectos y lealtades por medio de continuas y espléndidas donaciones.

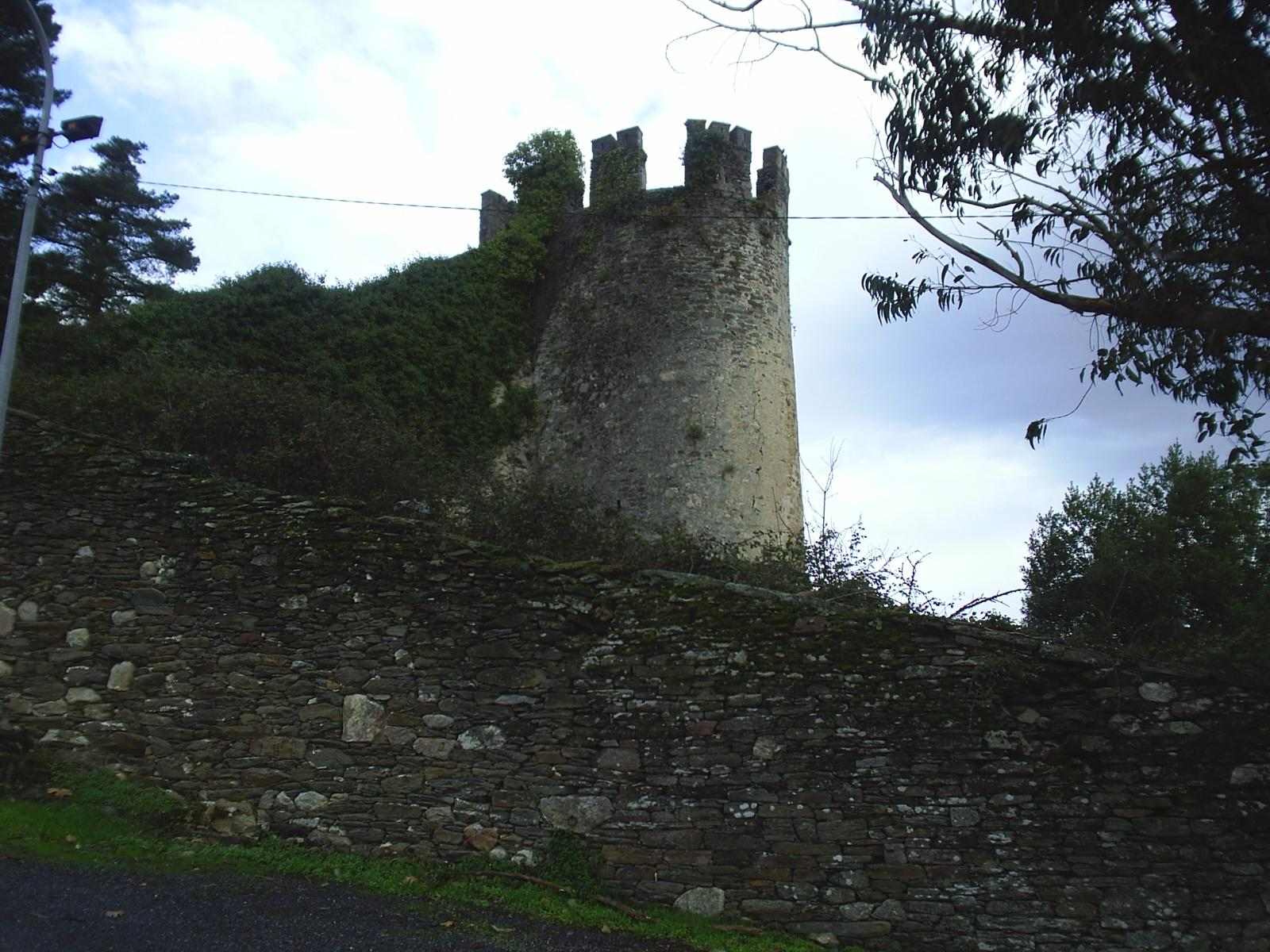
Torre del Batallón del castillo de Sarria (Provincia de Lugo).

De ese modo Pedro Enríquez consiguió la posesión, «aunque no por largo tiempo», de las tierras de los condados de Trastámara, Lemos y Sarria, que según dicho autor siempre había sido «el sueño» de los miembros de la familia Castro, aunque a esta inmensa acumulación de poder siempre se había opuesto la «política real castellana». Además, el modo de actuar del conde Pedro Enríquez como si fuera el «gran señor de Galicia», en palabras de Pardo de Guevara y Valdés, hacía imprescindible la posesión de cuantiosos recursos que ni siquiera sus enormes posesiones podían aportarle, y por ello comenzó a apropiarse, al igual que otros muchos nobles de Galicia, de las posesiones de la Iglesia, ya que a fin de obtener el control de dicho territorio intentó crear una extensa red de nobles a los que recompensó generosamente. A causa de ello el conde comenzó a actuar como el «despiadado» comendero de numerosos monasterios de Galicia, entre los cuales ya figuraban en esos momentos los de San Juan de Poyo, San Julián de Moraime y Santa María de Sobrado.
La encomienda era un sistema de protección frecuentemente empleado por los monasterios gallegos, aunque con el paso del tiempo, como señalan algunos autores, se convirtió en la «coartada perfecta» para que los nobles extorsionasen a aquellos que debían proteger e incluso se apoderasen de los bienes eclesiásticos y los ocupasen imponiendo tributos a sus propietarios. En Galicia el problema de las encomiendas, debido al aislamiento de la zona, a la introversión de sus nobles y al rumbo político que siguieron el conde Pedro Enríquez y su hijo y heredero Fadrique, fue especialmente virulento.
Fernán Pérez de Andrade, contando seguramente con el permiso o incluso animado por el conde de Trastámara, intentó recaudar en 1376 y 1377 entre los hidalgos de Trasancos y Pedroso algunos tributos de los que estaban exentos por su condición de nobles, y el mismo noble también intentó hacer eso en los «cotos privilegiados» de Balón y Mougá, posiblemente respaldado también por el conde de Trastámara, quien en 1379 cedió a Ruy Soneira de Rioboo, que era un «fidalgo notorio» y vasallo suyo, las feligresías de Corcoesto y de San Martín de Rioboo. En la Crónica de Enrique II, que fue citada por Uría Maqua, consta que el conde de Trastámara acompañó al infante Juan de Castilla, que era el hijo y heredero de Enrique II, cuando invadió en 1378 el reino de Navarra con su ejército, y también que en esa campaña participaron el conde Alfonso Enríquez, hijo ilegítimo de Enrique II, y Alfonso de Aragón el Viejo, que era marqués de Villena y nieto del rey Jaime II de Aragón.

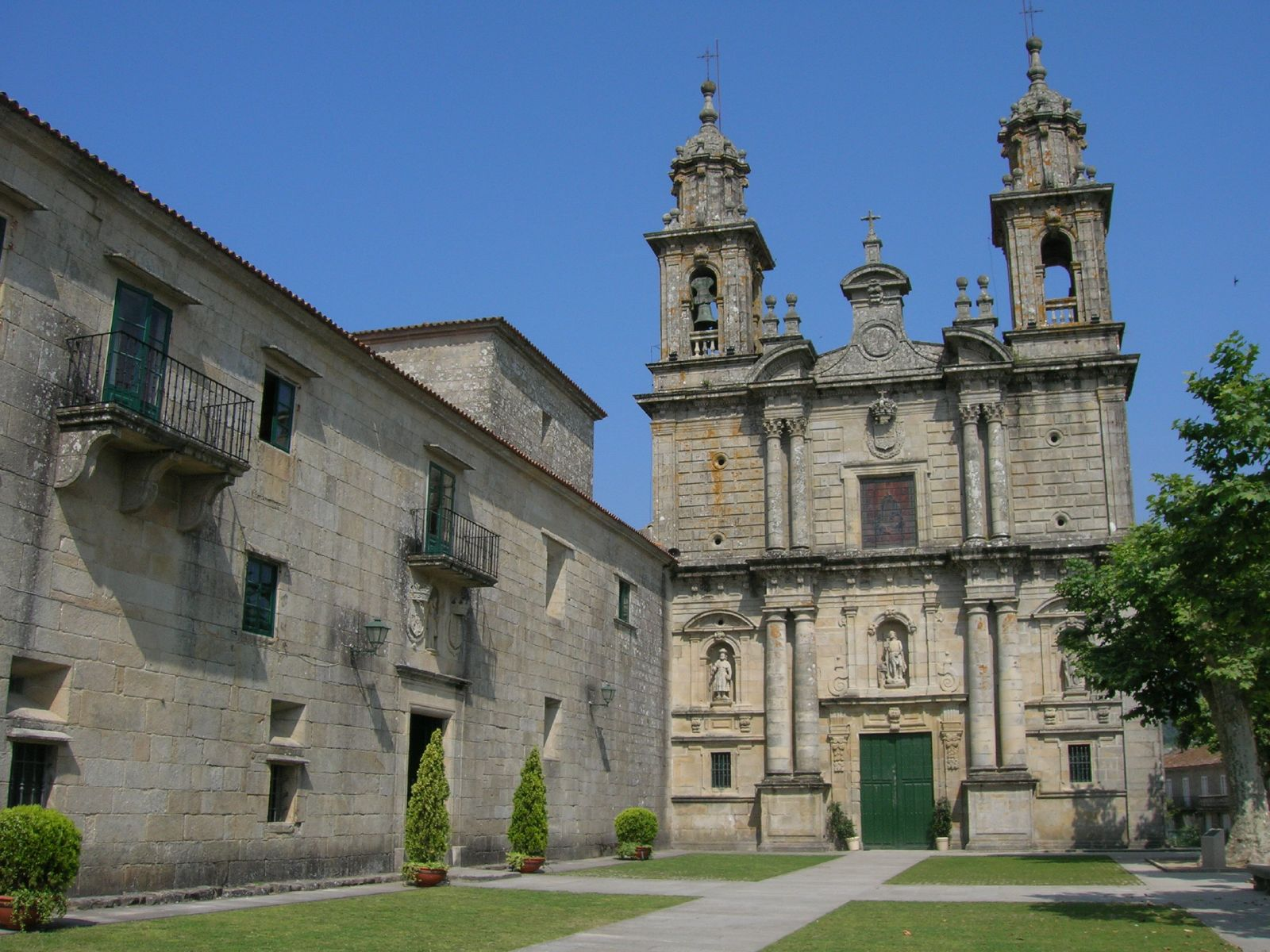
Monasterio de San Juan de Poyo (Provincia de Pontevedra).

Enrique II confirmó en abril de 1379, y mientras se hallaba en Briones, todas las donaciones y limosnas que el conde Pedro y otros individuos habían realizado a favor del monasterio de Sancti Spiritus de Mellid, y al mismo tiempo el monarca pasó a ser el protector de todas las posesiones del mencionado monasterio, de su hospital, y de sus frailes, y ordenó al adelantado mayor de Galicia, Pedro Ruiz Sarmiento, que observara e hiciera observar estas mercedes, que serían confirmadas por los Reyes Católicos el 9 de abril de 1481 en Valladolid. De una bula de julio de 1448 se deduce, como señaló Mejuto Sesto, que gracias al conde de Trastámara se pudo construir «por entero» el monasterio de Sancti Spiritus de Mellid, que donó al mismo la feligresía de Santa María y todas las posesiones que la Orden del Temple había tenido en Abeancos, Ventosa y Mellid, y también que donó al mismo monasterio todo el coto de Basandre y el lugar de Vila Nova, que también habían sido de los templarios y le habían sido cedidas al conde por su tío Enrique II el día 11 de abril de 1375, y al mismo tiempo el conde revocó cualquier otra donación que sobre esos bienes pudiera haber hecho a Vasco Gómez das Seixas, lo que provocó un pleito entre este último y el monasterio de Sancti Spiritus. Además, las donaciones que Pedro Enríquez hizo al monasterio fueron confirmadas por Enrique II en abril de 1379 y por Juan I de Castilla el día 8 de agosto de 1379, y poco después el conde ordenó a Martín Cabanas que entregara a fray Alonso de Mellid, que era una destacada figura de los terciarios franciscanos en Galicia, y en nombre del monasterio de Sancti Spiritus, todos esos bienes junto con los de Mellid y Vila Nova, y conviene señalar que la primera parte de las obras en ese monasterio se llevaron a cabo entre 1372 y 1375 con el apoyo del conde de Trastámara, aunque desde 1375 hasta principios del siglo XV los Ulloa fueron los promotores de la construcción.
La muerte de Enrique II de Castilla, ocurrida el día 29 de mayo de 1379 en Santo Domingo de la Calzada, privó al conde Pedro Enríquez, como señaló Pardo de Guevara y Valdés, de su principal protector, ya que el rey Juan I de Castilla, el hijo y heredero de Enrique II, consideraba a su primo Pedro Enríquez, debido a sus enormes posesiones en Galicia, un grave riesgo «para la paz del Reino», por lo que planeó acabar con sus ansias expansionistas. Por otra parte, en un privilegio que Juan I otorgó a la villa de Madrid en 1379, y como advirtió Falcó y Osorio, el conde apareció entre los confirmantes como: «D. Pedro, primo del rey, Conde de Trastámara, Lemos y Sarria».

### El reinado de Juan I de Castilla (1379-1390)

#### Violencias y abusos en Galicia (1380-1383)

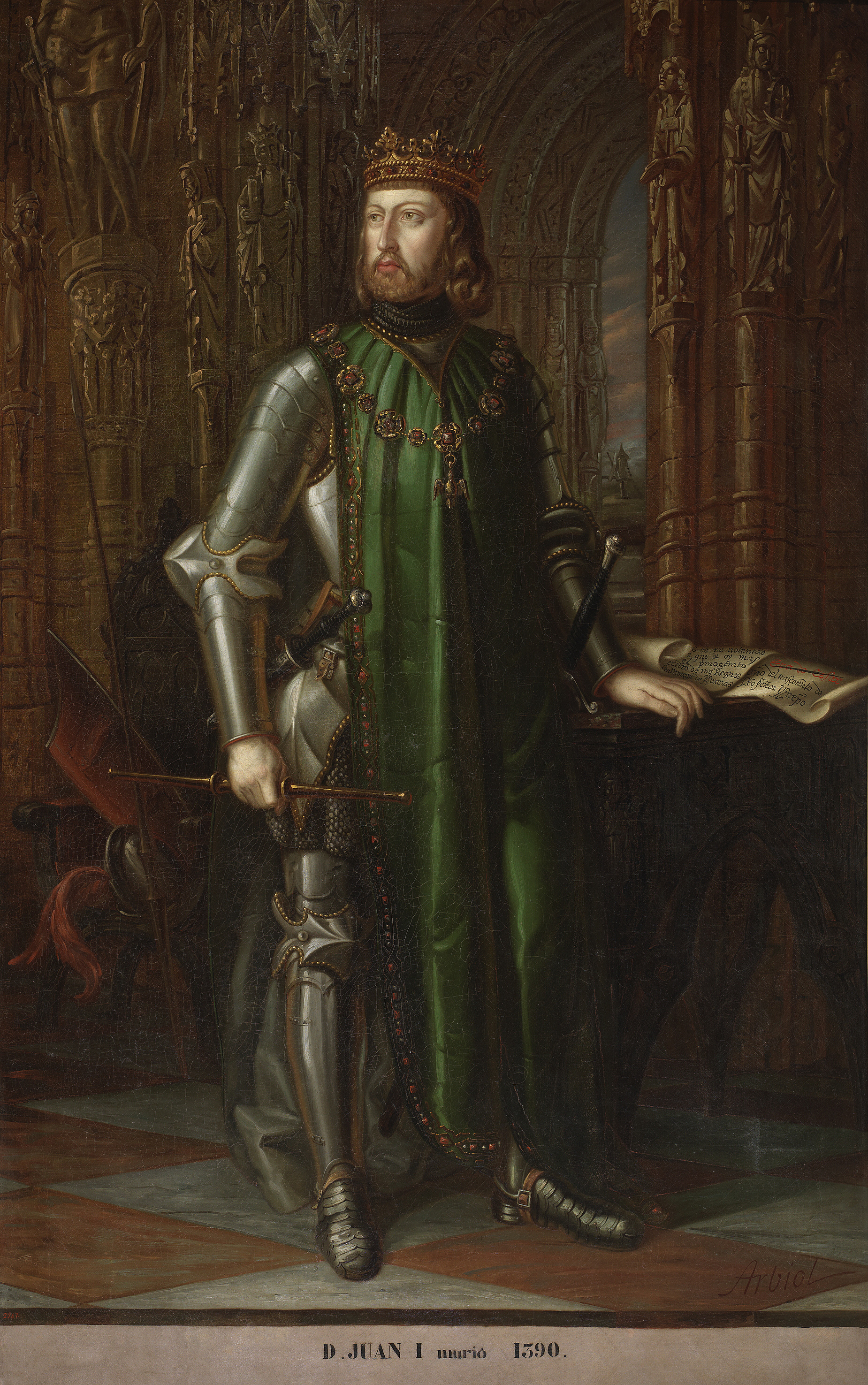
Retrato imaginario del rey Juan I de Castilla. Vicente Rodríguez y Arbiol. (Congreso de los Diputados de España).

En esta época el abad del monasterio de San Esteban de Ribas de Sil se quejó al rey de los abusos cometidos por Pedro Enríquez y por su vasallo Juan Pérez de Novoa en su monasterio, ya que el primero, contra los deseos del abad, se había adueñado de veinte casares en la zona de Lemos y de la encomienda de un coto, «embolsándose veinte moyos de pan y vino por los mismos», y además exigió a los vasallos del cenobio entregas de «pan y dineros» y les obligó a construir una cerca en su villa de Monforte de Lemos. El vasallo del conde, Juan Pérez de Novoa, que era comendero del monasterio de San Esteban, se apoderaba en esa época de cien maravedís anuales por protegerlo, de otros mil que impuso como tributo a los habitantes del coto de San Esteban, y de las rentas de seis de los casares del monasterio.
Las extorsiones y abusos del conde Pedro Enríquez y de Juan Pérez de Novoa, que actuaba en representación del primero en calidad de comendero, también se llevaron a cabo en el monasterio de Santa Cristina de Ribas de Sil. El conde también practicó esos abusos y extorsiones en los monasterios de Santa María de Sobrado, Santa María la Real de Osera, San Salvador de Lérez, Santa María de Meira, y en algunos cotos sujetos a la diócesis de Lugo. El conde y Álvaro Pérez Osorio, Alfonso López de Saavedra y Fernán Pérez de Andrade se repartieron posiblemente entre ellos las posesiones del monasterio de Santa María de Meira y cada uno de ellos comenzó a ejercer «su particular protectorado» en las tierras que les correspondían, llegando a afirmar Mariño Veiras que:

Poderosos nobles se erigen en encomenderos de porciones del patrimonio monástico en contra de la voluntad de los monjes: el conde D. Pedro, pertiguero mayor de la tierra de Santiago, domina el coto de Meira; Fernán Pérez de Andrade domina los montes de Sor y Roupar; Álvaro Pérez Osorio, la tierra de San Tirso de Abrés; y Alfonso López Saavedra, la de Trabada...

En el caso del monasterio de Meira, las malas cosechas y las enfermedades, entre otros factores, provocaron una grave crisis que se tradujo en un grave descenso de las rentas que el monasterio y por tanto sus comenderos recibían de los campesinos, por lo que los nobles comenzaron a extorsionar a los monjes y a los vasallos del cenobio en lugar de protegerlos. La situación llegó a tal grado de opresión que el abad de Santa María de Meira se quejó al rey de que los comenderos se apoderaban ilegalmente de:

Dineros et pan et otras cosas et fasendolos servir por sus cuerpos asi en las labores de sus heredades como de castiellos e fortalezas que fasian et en todo servidumbre así como sy fueren sus vasallos exenptos.

El conde de Trastámara y Pedro Ruiz Sarmiento, que era el adelantado mayor de Galicia, iniciaron una dura política de «expoliación», como señaló Correa Arias, contra los bienes de toda clase de personas ya fueran seglares o religiosos, y ambos cometieron frecuentemente y en «connivencia» toda clase de desmanes contra los monasterios de Osera, Meira, Pallares y Guntín, entre otros muchos, y el adelantado mayor también les exigió a los vasallos y clérigos de la diócesis de Lugo el pago de algunos impuestos. Al mismo tiempo, la mayor parte de las «suculentas» posesiones del célebre Fernán Pérez de Andrade se hallaban en el territorio del antiguo condado de Trastámara, y junto con el conde Pedro Enríquez, los Andrade tomaron parte en las «campañas de rapiña y latrocinio» que llevó a cabo contra numerosos monasterios gallegos, pues hay que tener presente que el conde tenía además un gran poder y numerosos puntos de apoyo en las diócesis de Mondoñedo y Lugo, de las que era comendero mayor, y en el arzobispado de Santiago, donde ocupaba la pertiguería mayor. El apoyo que el conde y el adelantado mayor de Galicia proporcionaron a los miembros de la nueva nobleza gallega, como los Valcárcel, permitió a estos y a otros destacados caballeros el apoderarse de una cantidad de recursos «inagotable» perteneciente a los monasterios.
En las Cortes de Soria de 1380, que se reunieron en el verano de ese año, el rey Juan I de Castilla, tras haber recibido numerosas quejas de los prelados del reino por causa de los abusos cometidos por los comenderos en los monasterios, estableció en qué casos las encomiendas gozarían de legitimidad, abolió la mayoría de las mismas, y conminó a todos los comenderos a que en el plazo de tres meses presentaran los títulos de las encomiendas ante un tribunal del que formaba parte el célebre cronista Pedro López de Ayala, Juan Martínez de Rojas, y los oidores Pedro Fernández de Burgos y Álvar Martínez de Villarreal, a fin de que los cuatro sentenciaran «con urgencia la validez o nulidad» de las quejas presentadas por los eclesiásticos. César Olivera Serrano señaló que Juan I, debido a los abusos cometidos por los comenderos, «había decidido» abolir las encomiendas establecidas en numerosos monasterios de Asturias, Galicia, León y Castilla la Vieja, y también que el tribunal mencionado anteriormente falló en la mayoría de los casos a favor de los cenobios.

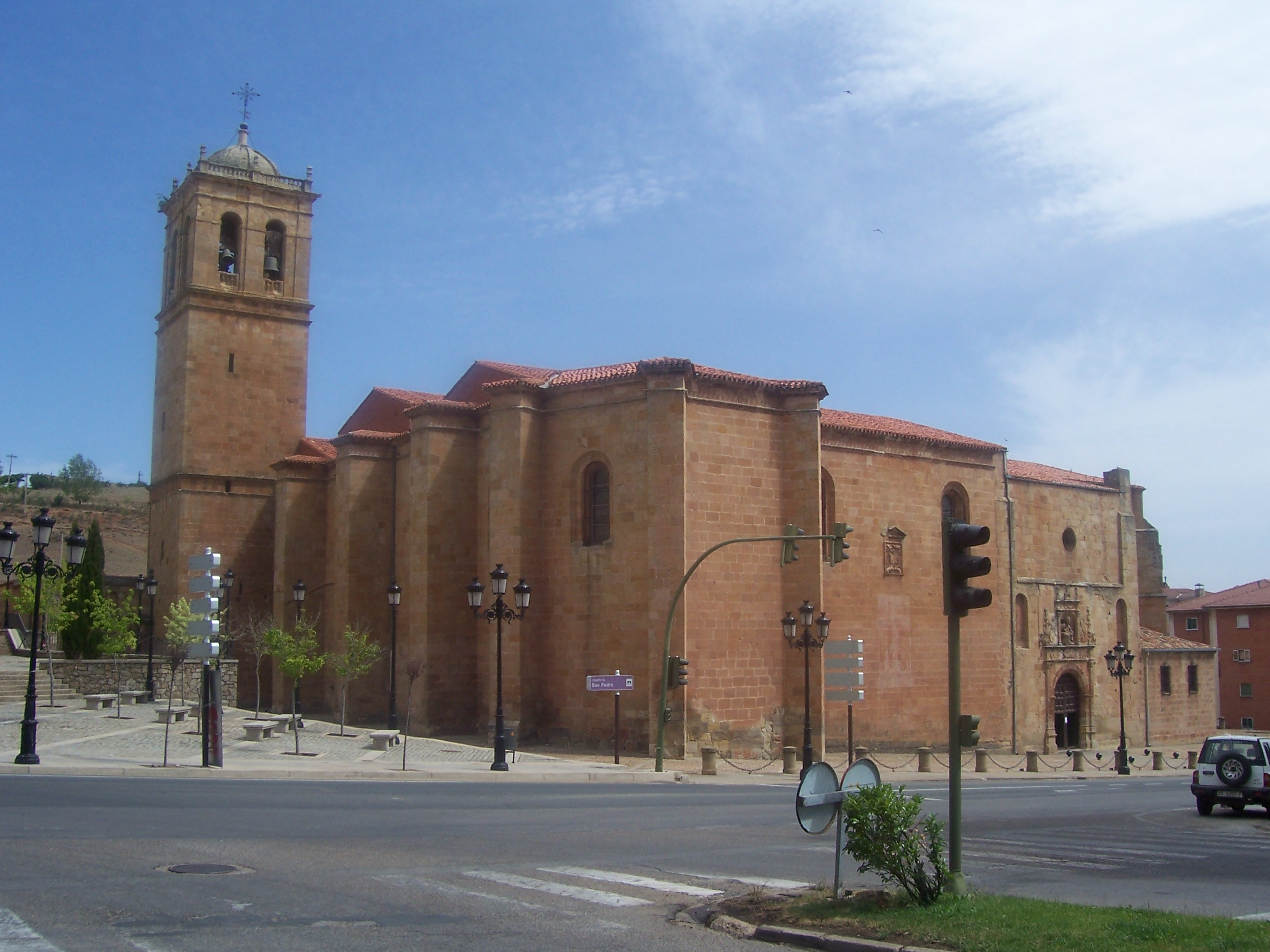
Concatedral de San Pedro de Soria. (Provincia de Soria).

A finales de diciembre de 1380 el rey tomó la decisión de tomar bajo su protección personal a muchos monasterios, y entre los días 22 y 28 de diciembre de ese año se pronunciaron numerosas sentencias, de las que se conocen veintinueve, en las que se les ordenaba a numerosos magnates gallegos, como los condes Pedro y Alfonso Enríquez y el adelantado mayor de Galicia, que abandonasen sus encomiendas, pero López Ferreiro señaló que como el mal estaba tan arraigado, las órdenes del rey surtieron poco efecto, ya que «los Grandes querían cobrarse del favor y ayuda que habían prestado á la nueva dinastía», y otros autores también destacan que las disposiciones del rey se limitaron a «buenas intenciones» con ausencia de efectividad real y de socorro a los monasterios. Al conde Pedro Enríquez se le ordenó que renunciara a las encomiendas de los monasterios de San Juan de Poyo, de San Julián de Moraime, y de Pedroso, y algunos años después volvió a exigírsele al célebre Fernán Pérez de Andrade que renunciara a la de este último, lo que prueba que este último y el conde actuaban de modo parecido y tal vez de mutuo acuerdo.
Juan I de Castilla prohibió el día 22 de diciembre de 1380 al conde Pedro Enríquez que ejerciera cualquier clase de encomienda sobre el territorio del obispado de Mondoñedo o en las tierras de su obispo, y al mismo tiempo le ordenó que le devolviera a este último y a su diócesis todas las tierras y propiedades de las que se hubiera apoderado con el «pretexto» de su encomienda. Un día después el conde fue conminado, a través de una sentencia pronunciada contra los nobles que se habían apoderado de los bienes del monasterio de Sobrado, a que renunciara a varios cotos del mismo entre los que figuraban los de «San Pedro de la Igreja Nueva, e el coto de San Julián de Grijalva, e el coto de Santa Maria de Fojado, e el coto de San Martiño de Cabruno et piezas de otros cotos e logares e felegresías». El 28 de diciembre de 1380, el rey ordenó al conde de Trastámara, a Fernán Pérez de Andrade, a Álvaro Pérez Osorio y a Alfonso López de Saavedra que renunciaran a la encomienda que ejercían sobre el monasterio de Meira, aunque de los documentos del monasterio se infiere, como señaló González Paz, que los cuatro nobles ignoraron la orden del rey y siguieron disponiendo en su propio beneficio de los hombres y bienes del cenobio.
El 14 de mayo de 1381, y mediante una carta emitida en Salamanca, el rey ordenó nuevamente al conde Pedro que renunciara a la encomienda que ejercía sobre el obispado de Mondoñedo, y hay constancia de que la carta fue leída ante él y entregada en sus manos el 25 de mayo de 1381 en Zamora, en presencia del canónigo Lope Peres, que formaba parte del cabildo catedralicio mindoniense. El conde se comprometió a dejar la encomienda y a servir fielmente al rey, y este último le envió esa carta no solamente porque el conde había seguido ejerciendo la encomienda de esa diócesis por medio de Juan Núñez de Pardo, que según Pardo de Guevara y Valdés posiblemente sería el padre del célebre mariscal Pedro Pardo de Cela, sino porque había apresado a algunos vasallos del obispo y les había extorsionado hasta obtener de ellos grandes sumas de dinero.

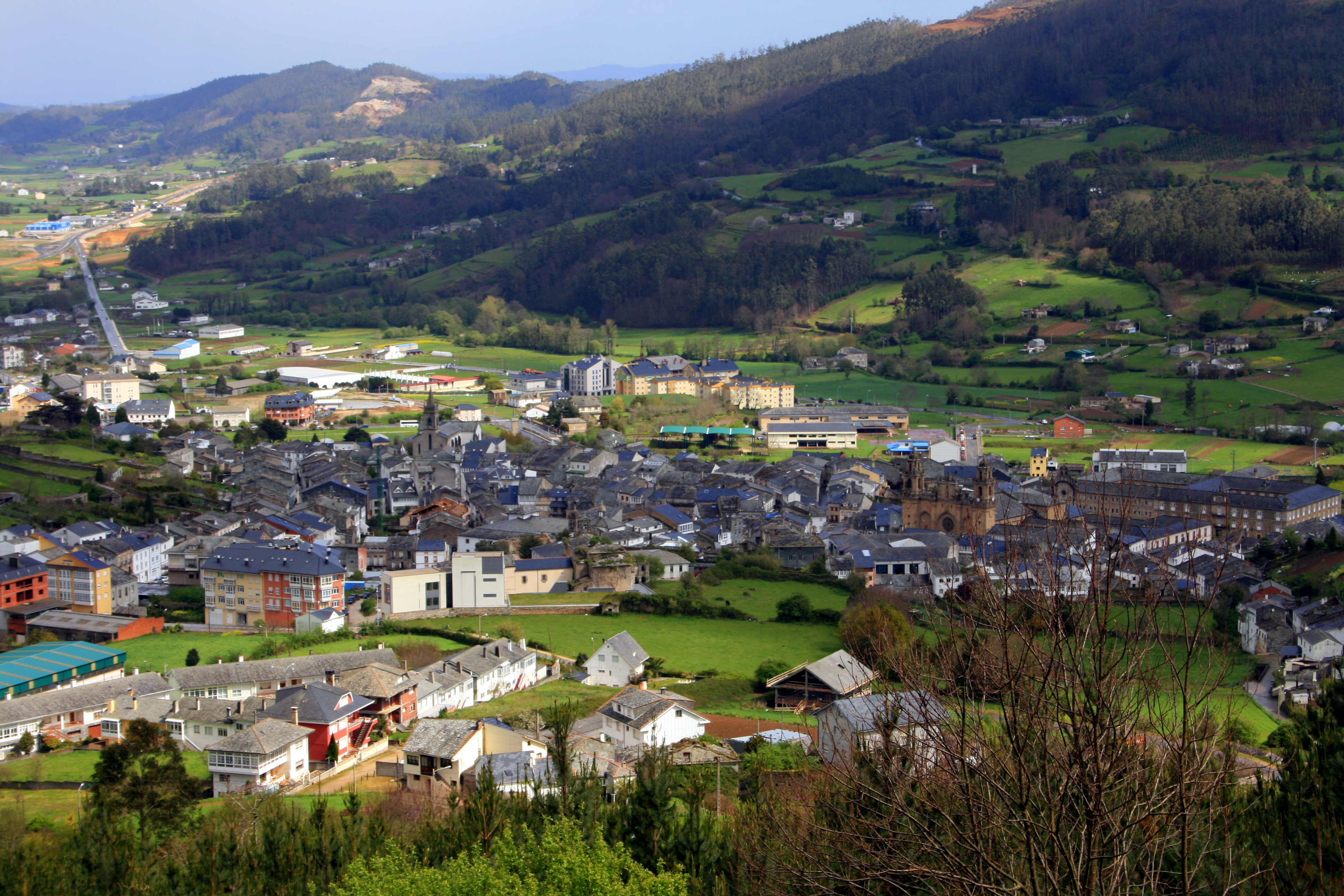
Vista general de la ciudad de Mondoñedo. (Provincia de Lugo).

En opinión de Pardo de Guevara y Valdés las sentencias pronunciadas contra el conde y las órdenes que recibió para que renunciara a numerosas encomiendas, como a la del obispado de Mondoñedo, fue no solamente una «clara advertencia» al conde por parte del rey para que pusiera término a su «política expansionista», sino también un presagio de los avatares ý reveses que sufriría pocos años más tarde, ya que el conde de Trastámara, el duque de Benavente y el conde de Noreña fueron los familiares del rey más perjudicados por las medidas que Juan I adoptó en las Cortes sorianas de 1380. En un privilegio otorgado por Juan I de Castilla en 1382, que fue citado por Villaamil y Castro, el monarca ordenaba al conde Pedro y al adelantado mayor de Galicia, Pedro Ruiz Sarmiento, que amparasen y defendiesen a los monjes del monasterio de Villaoriente:

Al conde don Pedro, nuestro primo, pertiguero mayor de Santiago, é comendero mayor del obispado de Mondoñedo, é á los otros pertigueros é comenderos que por nos ó por él andodieren en la dicha pertiguería é encomienda, é á Pero Ruys Sarmiento, nuestro adelantado mayor del Reyno de Gallizia, é al merino é merinos que por el é por nos andodieren en las merindádes del dicho adelantamiento...que amparen é defiendan á los frayres del dicho monasterio.

El privilegio citado anteriormente demuestra, en opinión de Villaamil y Castro, que tal vez el conde tenía como subalternos a sus órdenes a otros pertigueros y comenderos en la pertiguería mayor de Santiago y en la encomienda mayor del obispado de Mondoñedo. En esta época el conde cometió numerosos desafueros, crímenes, violencias y extorsiones en todo el territorio de la archidiócesis de Santiago de Compostela, de cuya tierra él era desde 1372 pertiguero mayor, a pesar de que cuando fue designado para ejercer este cargo se comprometió, entre otras cosas, a no tener vasallos ni en la ciudad de Santiago de Compostela ni en su diócesis, a no poseer castillos ni casas fuertes ni a edificarlos en dicho territorio, y a no exigir tributos ni «pedidos» en el mismo. El conde, sin embargo, quebrantó todas las disposiciones que había jurado cumplir, entre las que también figuraban la de «no tener posada ni casas de moradores» en tierras de la diócesis compostelana, y la de «no usar de jurisdicción alguna, ni de hacer justicia, ni de prender, ni matar, ni llagar, ni punir dentro de la dicha ciudad, villas y lugares del arzobispado», según consta en la sentencia de 1383 que privó de la pertiguería mayor al conde Pedro Enríquez, y que fue citada por Pardo de Guevara y Valdés al señalar que el conde de Trastámara únicamente respetó aquellas disposiciones que podrían reportarle «algún beneficio».
De hecho, López Ferreiro calificó de «furiosa persecución contra la Iglesia Compostelana» los desmanes y violencias cometidos por Pedro Enríquez, que según dicho historiador aprovechó la debilidad mostrada en su opinión por el rey de Castilla para, por ejemplo, imponer contra la ley tributos a los habitantes, entre otros lugares, de Santiago de Compostela, Pontevedra y Noya, o para exigir un real de plata por cada carga de vino que entrara en Santiago de Compostela. El conde, quebrantando con ello la disposición que le obligaba a no poseer castillos o casas fuertes en tierras de Santiago, reedificó por completo la llamada por López Ferreiro «famosa» torre de la Barreira, que está situada en la parroquia de San Martín de Riobó y cuya feligresía el conde había cedido en 1379 a su vasallo Ruy Soneira de Rioboo.

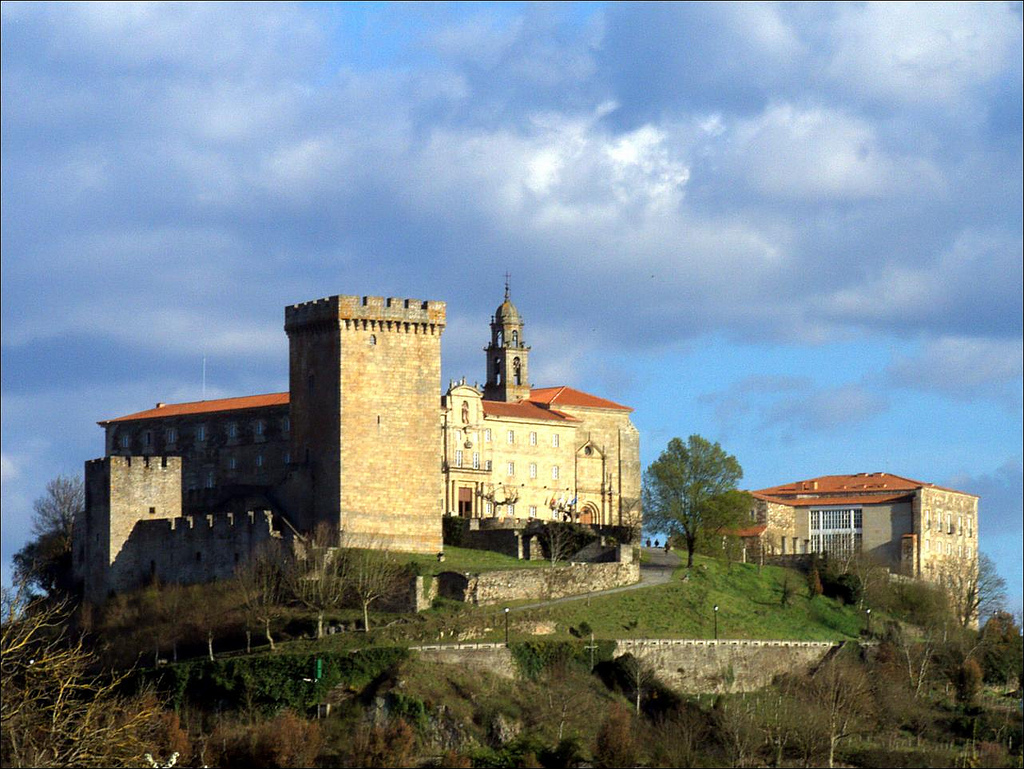
Castillo de Monforte de Lemos. (Provincia de Lugo).

Pedro Enríquez también quebrantó las obligaciones de su cargo de pertiguero mayor al ejercer algunos «actos de jurisdicción» en la zona de Tabeirós y en otras partes de la diócesis compostelana, al nombrar y destituir jueces «a su albedrío», y al apoderarse de una casa que el canónigo Rodrigo Rodríguez había cedido en 1375 a la diócesis de Santiago y que el conde empleó como morada propia, quebrantando una vez más las disposiciones que le obligaban a «no tener posada ni casas de moradores» en tierras compostelanas. En cierta ocasión en que el arzobispo Rodrigo de Moscoso impidió al conde penetrar en la ciudad de Santiago, este derribó la Puerta de Mamóa, que según dicho historiador era la más transitada por los compostelanos, y poco después el conde se encontró con el arzobispo en el pórtico del Obradoiro, le injurió públicamente y profirió contra él toda clase de «improperios». Pardo de Guevara y Valdés subrayó el hecho de que:

Lo que empujaba al nuevo conde de Trastámara y Lemos a combatir el poderío compostelano no era ya la necesidad de recursos económicos, sino que se había reactivado con más violencia todavía que antes la tradicional enemistad entre los arzobispos y el gran señor de Galicia. Los desmanes, pero sobre todo las insolencias y agravios, se harían cada vez más directos e hirientes para la dignidad de la Iglesia. La situación de ésta era, pues, verdaderamente trágica.

El arzobispo Rodrigo de Moscoso falleció el 26 de abril de 1382, aunque su muerte, como señaló Pardo de Guevara y Valdés, no impidió que Pedro Enríquez continuara cometiendo desmanes y abusos. De hecho el conde, al que López Ferreiro calificó de «pérfido e ingrato», aprovechó el periodo de Sede vacante en que se hallaba la archidiócesis compostelana por la muerte del prelado para proseguir con su campaña de desmanes, violencias y saqueos incluso contra los miembros del cabildo compostelano, ya que envió a su alguacil para que se apoderara de todo lo que hubiera en la casa del canónigo Gonzalo Pérez y ordenó al alcaide del castillo de Peñaflor, que estaba a su servicio, que prendiera a dicho canónigo en cualquier lugar donde fuera hallado.
El conde detuvo en casa del deán Juan Núñez a un criado de este último llamado Fernando Núñez, lo condujo a Monforte de Lemos, y exigió como rescate por él cierta cantidad de dinero; y en señal de duelo por haber quebrantado las libertades de los eclesiásticos, se puso en entredicho a la ciudad de Santiago y la celebración de los Oficios divinos quedó suspendida durante dos meses, aunque en una ocasión en que el cabildo catedralicio compostelano se hallaba reunido en capítulo, Pedro Enríquez se presentó y «con la mayor insolencia y llenándoles de injurias», en palabras de López Ferreiro, les reprochó «la actitud que habían tomado». Los seglares no eran mejor tratados que los clérigos en tierras compostelanas por el conde Enríquez, ya que hay constancia de que algunos de sus hombres asesinaron en Santiago de Compostela a un familiar del canónigo Álvaro Alfonso y también a un carpintero que trabajaba en la calle de la Fuente Sequelo, y en Mellid apresó a Alonso Yáñez de Furelos y exigió a cambio de su vida y libertad un grueso rescate. El conde sitió también la villa de Noya y la tuvo rodeada con sus hombres hasta que sus habitantes le entregaron cierta cantidad de dinero, y durante el periodo de sede vacante en el arzobispado de Santiago se llevaron a cabo frecuentemente «muchos hechos semejantes» por parte del conde, según López Ferreiro.

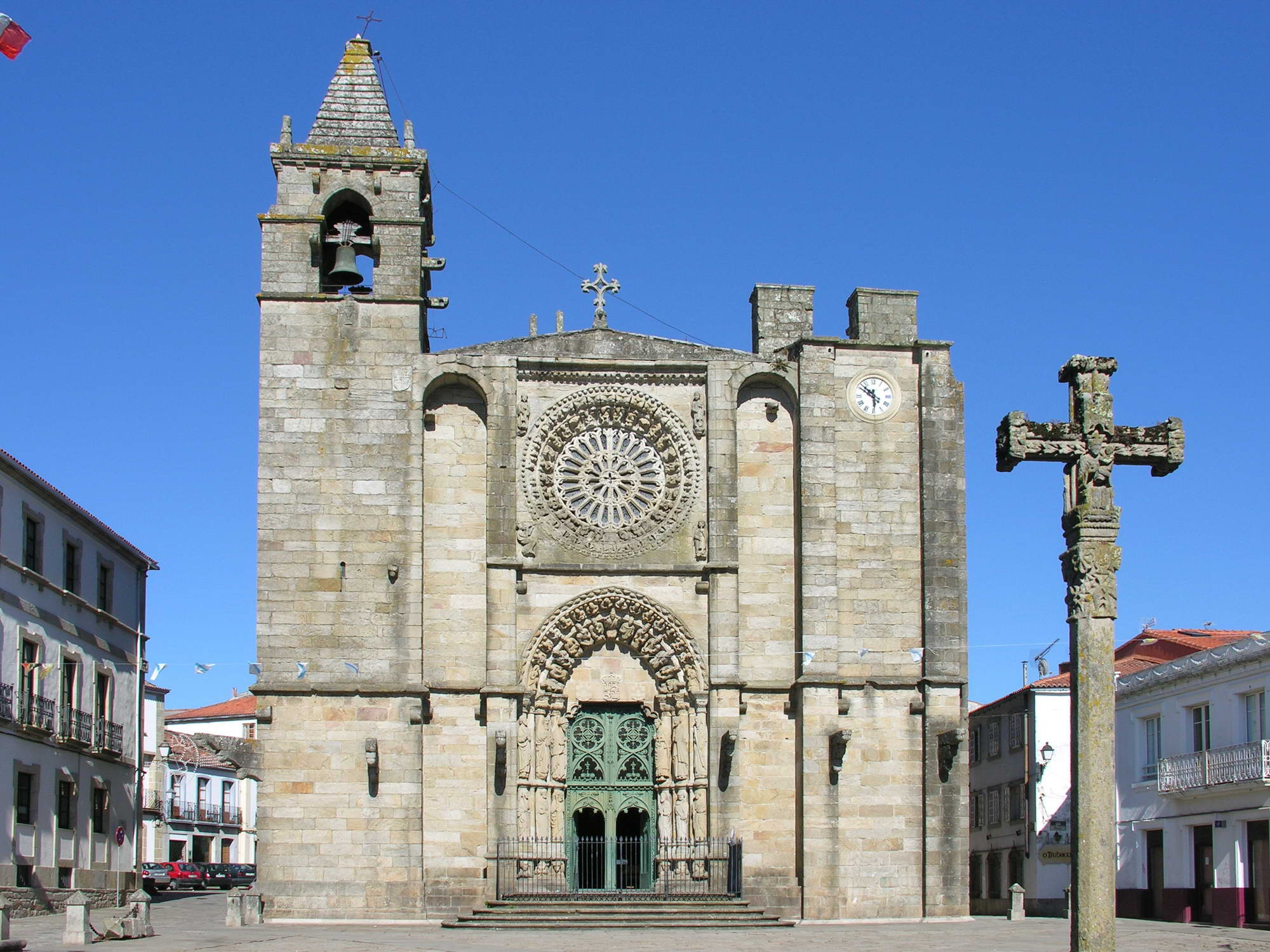
Iglesia de San Martín de Noya. (Provincia de La Coruña).

El 17 de mayo de 1383 Juan I de Castilla y la infanta Beatriz de Portugal, que era hija de Fernando I de Portugal y de Leonor Téllez de Meneses, contrajeron matrimonio en la catedral de Badajoz en una solemne ceremonia concelebrada por los arzobispos de Sevilla y Santiago de Compostela y por los obispos de Calahorra, Badajoz, Coímbra, Guarda, Coria, Lisboa y Ávila. Pero cuatro días antes de la ceremonia nupcial, el 13 de mayo de 1383, el rey de Castilla había jurado en la catedral de Badajoz, y ante los embajadores del reino de Portugal, que respetaría y cumpliría todas las disposiciones incluidas en las capitulaciones matrimoniales suscritas en Elvas en agosto de 1382, donde figuraba la condición de que ni el monarca castellano ni sus herederos directos podrían ocupar jamás el trono de Portugal.
Para rubricar de modo más legal y solemne lo que había jurado en la catedral de Badajoz, Juan I de Castilla dispuso que varios de sus súbditos hicieran lo mismo y que se comprometieran a abandonar el reino de Castilla y a luchar contra él si se atrevía a violar los acuerdos que había establecido con Portugal. Entre los nobles que prestaron ese juramento figuraban el conde Pedro Enríquez, los maestres de las órdenes de Santiago y Alcántara, Juan Sánchez Manuel, conde de Carrión, Juan Téllez de Castilla, señor de Aguilar de Campoo, Gonzalo Fernández de Córdoba, señor de Aguilar de la Frontera, Diego Gómez Sarmiento, que era cuñado del conde de Trastámara, el canciller y escritor Pedro López de Ayala, Alfonso Fernández Portocarrero, Juan Martínez de Rojas, Per Afán de Ribera el Viejo, Lope Fernández de Padilla y Alfonso Fernández de Montemayor, así como los obispos de Calahorra, Ávila, Coria y Badajoz y el arzobispo de Sevilla.
El cabildo catedralicio compostelano eligió poco después como nuevo arzobispo a Juan García Manrique, obispo de Burgos y canciller mayor de Castilla, que disfrutaba de la confianza del monarca y tenía reputación de ser un individuo «hábil, experimentado y sobre todo, de firmísimo carácter», lo que le convertía en el más indicado para quebrantar el poderío del conde Pedro Enríquez. Poco después de haber tomado posesión como nuevo arzobispo, Juan García Manrique impulsó la confección de una «extensa y detallada» recopilación de los abusos y violencias cometidos por el conde en la figuraban los desmanes mencionados anteriormente, los insultos y afrentas dirigidos contra el cabildo y la Iglesia compostelana, y el escándalo de que el excomulgado Fernán Pérez Churruchao, que había dado muerte al arzobispo Suero Gómez de Toledo, se hubiera convertido en criado del conde. Por todo ello el arzobispo García Manrique pronunció una sentencia en Valladolid el 9 de agosto de 1383 por la que se desposeía al conde Pedro Enríquez de la pertiguería mayor de Santiago y se decretaba que ni él ni sus descendientes hasta el séptimo grado podrían recibir de la Iglesia compostelana ningún beneficio, oficio, dignidad o merced, según consta en un fragmento de la sentencia citado por Pardo de Guevara y Valdés:

Que dicho conde nin algunt otro de su generación descendiente fasta el séptimo grado non ayan nin pueden aver officio nin beneficio nin dignidat nin gracia nin merced nin donadío de nos nin de nuestros sucesores nin de nuestra iglesia.

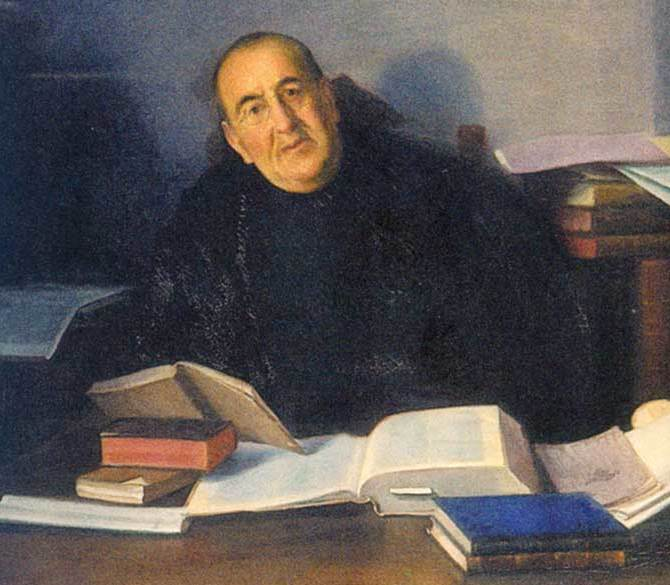
El eclesiástico e historiador Antonio López Ferreiro, autor de la Historia de la Santa A. M. Iglesia de Santiago de Compostela.

La pérdida de la pertiguería mayor de Santiago, como señaló Pardo de Guevara y Valdés, supuso para el conde la privación de «uno de los más importantes resortes» sobre los que se asentaba su enorme poderío e inmensa influencia en Galicia, y dicho historiador también mencionó que aunque solo habían transcurrido cuatro años desde que la muerte de su tío y protector, Enrique II, la posición del conde había comenzado a ser inestable y era posible ya presagiar un futuro lleno de incertidumbre y «amenazador», ya que el arzobispo García Manrique no solamente era el titular de la sede compostelana, sino que también era canciller mayor del rey, capellán mayor del monarca y notario mayor del reino de León, y Juan I de Castilla, que era primo carnal del conde, no «aparentaba» sentir mucho afecto por él.
No hay constancia de que el conde Pedro solicitara una revisión de la sentencia que le privó de la pertiguería mayor de Santiago, y en caso de que lo intentara el resultado «no debió haberle sido favorable», como señaló Antonio López Ferreiro, y este último también afirmó que al privar a Pedro Enríquez de ese cargo tal vez pretendía el prelado evitar que mermara el poderío político de los arzobispos compostelanos si se concentraban en una sola mano, como había sido el caso, el título de conde de Trastámara y la pertiguería mayor de Santiago. Además, no hay pruebas de que el arzobispo García Manrique nombrara a nadie para reemplazar en el cargo a Pedro Enríquez, aunque sí se sabe que nombró pertigueros menores para «ciertas jurisdicciones» a diversos individuos, como a Pero Gómez Darganedo, que en 1388 era pertiguero de la Rocha, y a Lope Pérez de Hamusco, que en 1396 lo era de las Torres del Oeste. Según López Ferreiro la pertiguería mayor de Santiago quedó vacante hasta que en 1400 el arzobispo Lope de Mendoza se la concedió a su sobrino Juan de Mendoza, aunque Villaamil y Castro erró al señalar que el conde Pedro posiblemente había ocupado ilegalmente el cargo de pertiguero mayor y que tal vez lo hizo con la aquiescencia del monarca y la oposición de la Iglesia compostelana.
La nobleza gallega experimentó profundos cambios durante el reinado de Enrique II, ya que muchas familias perdieron su influencia o se extinguieron y el poder era ejercido ahora por un conjunto de magnates, entre los que figuraba en primera línea el conde Pedro, que ejercían su poderío e influencia exclusivamente en Galicia, donde se aliaban y luchaban frecuentemente entre sí, y donde comenzaron a aislarse del resto del reino de Castilla y de la Corte, cuya presencia únicamente era ostensible a través de los oficiales reales como el adelantado mayor de Galicia.

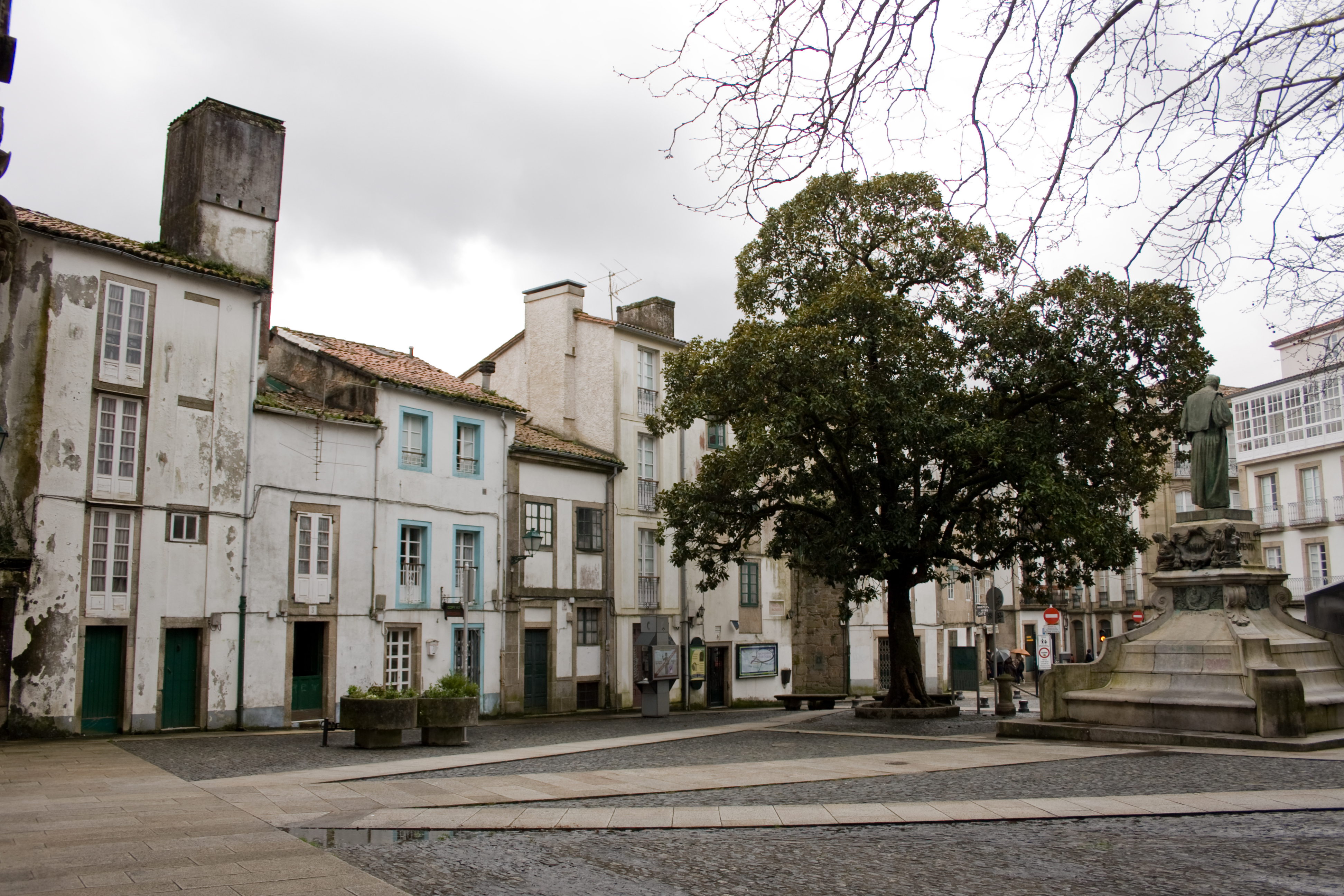
Plaza de Mazarelos. (Santiago de Compostela).

Según Pardo de Guevara y Valdés, Pedro Enríquez «debió comprender muy bien» que a pesar de sus inmensas posesiones e influencia en Galicia, resultaba inútil intentar ejercer un dominio real en esa zona si no contaba con el suficiente respaldo político por parte de su primo, el monarca castellano, por lo que su siguiente objetivo consistió en intentar reintroducirse en la vida cortesana y conseguir mediante su aproximación al centro neurálgico del poder «un prestigio y una influencia que respaldara su deseada posición de gran señor de Galicia». A mediados de 1383 el conde de Trastámara participó junto a Juan I en el asedio de Gijón, donde se hallaba el conde Alfonso Enríquez, que era hermanastro del monarca castellano y se había rebelado contra él. En el asedio también estuvieron presentes el infante Carlos de Navarra, que era el hijo y heredero de Carlos II de Navarra, el conde de Mayorga, Pedro de Lara, y Fernando Sánchez de Tovar, almirante de Castilla. Todos ellos, como señaló Uría Maqua, suscribieron la concordia que el rey y el conde Alfonso Enríquez firmaron, tras la rendición de este último, el 18 de julio de 1383 en Gijón en presencia del obispo de Oviedo, Gutierre de Toledo.
En esta época el arzobispo de Santiago de Compostela, Juan García Manrique, y el conde Pedro Enríquez mantuvieron un pleito por la posesión de diversos bienes, entre los que figuraban las casas que el conde había ocupado ilegalmente en la plaza de las Mazarelas de Santiago, el territorio y la fortaleza de Castro de Montes, y la torre de la Barreira, que estaba situada en la Tabeirós y era reclamada por amabas partes junto con las tierras de esa zona. El pleito se intentó resolver ante la Real Audiencia, siendo los oidores en esos momentos el arzobispo de Toledo, Pedro Tenorio, el obispo de Oviedo, Gutierre de Toledo, y los doctores Álvar Martínez, Juan Alfonso y Pero Fernández. En la sentencia que se pronunció en Torrijos acerca del pleito el 17 de marzo de 1384 quedó establecido que el conde debería entregar todos esos bienes al arzobispo compostelano en un plazo de treinta días a contar desde la publicación del veredicto, y que debería abonar los costes del proceso, que ascendieron a 1.359 maravedís.

#### Complot contra Juan I de Castilla y confiscación de bienes (1384)

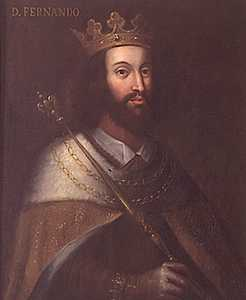
Fernando I de Portugal.

A la muerte de Fernando I de Portugal, ocurrida el 23 de octubre de 1383, Juan I de Castilla reclamó los derechos de su esposa, la reina Beatriz, en contra de los deseos de la mayoría de los portugueses, y se autoproclamó rey de Portugal, lo que provocó la guerra entre ese reino y el de Castilla, aunque esa era la «oportunidad» que el conde Pedro Enríquez, según Pardo de Guevara y Valdés, aguardaba para culminar sus aspiraciones de reintegrarse en la Corte y de aumentar su prestigio. Las tropas de Juan I de Castilla comenzaron a asediar en marzo de 1384 la ciudad portuguesa de Coímbra, que era defendida por el hermano de la reina Leonor Téllez de Meneses, el conde Gonzalo Téllez, y hay constancia de que el conde Pedro Enríquez y sus dos hermanos, llamados ambos Alfonso Enríquez, formaron parte del séquito del monarca castellano.
Pero en 1384 se produjo una «oscura» conjura en el bando castellano en la que tomaron parte el conde Pedro Enríquez, su hermano o hermanastro Alfonso Enríquez, Beatriz de Castro, que era hija del conde Álvar Pérez de Castro, y la reina Leonor Téllez de Meneses, viuda de Fernando I de Portugal. Además, Alfonso Enríquez había sido criado y protegido por su hermano o hermanastro, el conde de Trastámara, y le acompañó, como señaló Luis Suárez Fernández, en sus «aventuras portuguesas». El cronista Fernão Lopes consignó en referencia a esta conjura, y con cierto aire «novelesco» según Pardo de Guevara y Valdés, que Alfonso Enríquez amaba a Beatriz de Castro, una de las hijas del conde Álvar Pérez de Castro, y que esta última se comprometió a acceder a los deseos de su enamorado si este lograba persuadir a su hermano Pedro para que liberaran a la reina Leonor Téllez de Meneses, que en esos momentos estaba en poder del rey Juan I de Castilla.
Cuando el complot fue descubierto, y por causa también de las maniobras que los soldados ejecutaron para capturarle, el conde Pedro Enríquez huyó una noche con algunos de sus hombres, entre los que figuraba su hermano o hermanastro Alfonso, y se refugió en la ciudad de Coímbra, traicionando al monarca castellano y enojándole enormemente, según consta en la Crónica del rey don Juan I, que fue citada por algunos autores. En esa crónica se afirma que el conde se refugió en Coímbra junto con sus hombres por temor al rey cuando fue informado de que este último dudaba de su lealtad hacia él, y también que cuando el monarca castellano fue informado de la huida de sus primos, y tras diversas deliberaciones con sus consejeros, ordenó que la reina Leonor Téllez de Meneses fuera llevada a Castilla y encerrada en el monasterio de Santa Clara de Tordesillas junto a otras «dueñas» que se hallaban allí.

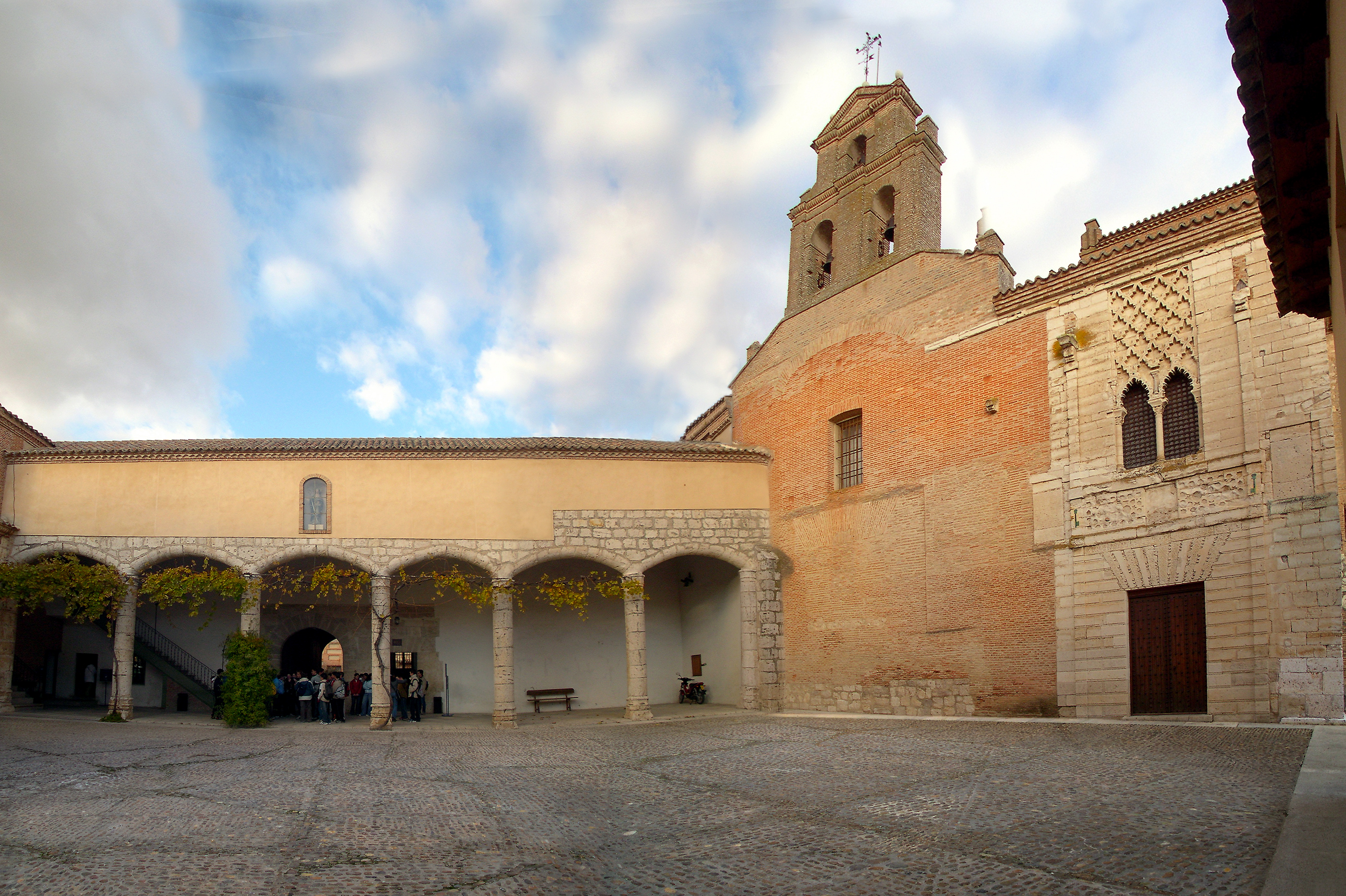
Atrio del monasterio de Santa Clara de Tordesillas. (Provincia de Valladolid).

Además, los historiadores no coinciden al señalar los motivos de esta conjura, ya que algunos cronistas portugueses afirmaron que la intención del conde Pedro Enríquez había sido la de asesinar al rey Juan I de Castilla debido a los recelos que sentía por la enorme confianza que este último había depositado en Pedro Fernández de Velasco, que era el camarero mayor del rey. Ferreira da Vera señaló en el siglo XVII que Pedro Enríquez planeaba asesinar al monarca castellano, casarse con la reina Leonor Téllez de Meneses, y gobernar junto con ella el reino de Portugal, que es la opinión más extendida actualmente entre los historiadores. Suárez Fernández, que en relación con la conjura señaló que no debe creerse lo manifestado por Lopes «en todos sus extremos», aunque tampoco «sería prudente» rechazarla por entero, coincidió plenamente con la versión anterior y añadió que los planes de la reina Leonor y del conde Pedro, según reveló al monarca castellano con el mayor secreto un judío llamado David el Negro, eran proclamarse regentes de Portugal en nombre de la reina Beatriz, hija de Leonor Téllez y esposa de Juan I de Castilla, lo que también coincide con lo manifestado por Fernão Lopes en su Chronica de El-Rei D. João I, donde señaló que en los planes de los conjurados figuraba el proyecto de asesinar a Juan I de Castilla, de que la reina Leonor Téllez se refugiara posteriormente en Coímbra, que estaba en poder de su hermano Gonzalo Téllez de Meneses, y de que Leonor se casara con Pedro Enríquez para que ambos gobernaran los destinos de Portugal.
Tras su entrada en Portugal Pedro Enríquez y sus hermanos pasaron a formar parte del grupo de portugueses que luchaban contra los castellanos y, en los meses siguientes, desarrollaron una intensa actividad, ya que desde Coímbra se dirigieron a Oporto con Gonzalo Téllez y se pusieron a las órdenes del maestre de Avís, pretendiente al trono lusitano y enemigo de Juan I de Castilla. Hay constancia de que en los primeros meses de 1384 Pedro Enríquez combatió en la región portuguesa de Entre Douro e Minho contra los partidarios del rey de Castilla, según consta en la Crónica del rey Don Juan I. Poco después los dos hermanos de Pedro Enríquez, llamados ambos Alfonso Enríquez, formaron parte, junto con el marino portugués Ruy Pereira, que fue el verdadero jefe de la expedición, de la flota que, dirigida en teoría por el conde Gonzalo Téllez y reunida en Oporto, intentó romper el bloqueo marítimo que los castellanos habían puesto sobre Lisboa, cumpliendo órdenes del maestre de Avís, aunque el conde Pedro permaneció en el norte de Portugal tras haber sido herido en un torneo por su hermano Alfonso Enríquez, y no se unió a la flota que se reunió en Oporto.

Entre mayo y junio de 1384, según consta en el capítulo CXXV de la Chronica de El-Rei D. João I, donde es descrita minuciosamente la campaña, y aprovechando que los puertos gallegos se hallaban desguarnecidos por hallarse muchos de sus barcos en el sitio de Lisboa, el conde Pedro Enríquez y los portugueses, como señaló Burgoa Fernández, llevaron a cabo una rápida campaña contra varios puertos de Galicia y quemaron varias localidades, siendo el conde el comandante de la flota portuguesa, que estaba compuesta por naves procedentes de Oporto y de Lisboa. Entre los municipios atacados por la flota portuguesa, que estaba compuesta por trece galeras y cuyo objetivo era el de extorsionar a los gallegos a cambio de no atacar e incendiar sus poblaciones, figuraban los de Bayona, Mugía, donde quemaron dos barcos, y La Coruña, donde permaneció parte de la flota mientras seis galeras portuguesas atacaban Ferrol y Neda, aunque posteriormente las seis regresaron a La Coruña, y conviene señalar que tanto esta última como Bayona y Neda se libraron de la destrucción tras entregar cada una a los portugueses la suma de 400 francos, aunque Ferrol, debido a la fuerte resistencia que opuso a los portugueses, fue incendiado y únicamente quedó en pie una iglesia de la ciudad, como señaló Burgoa Fernández.

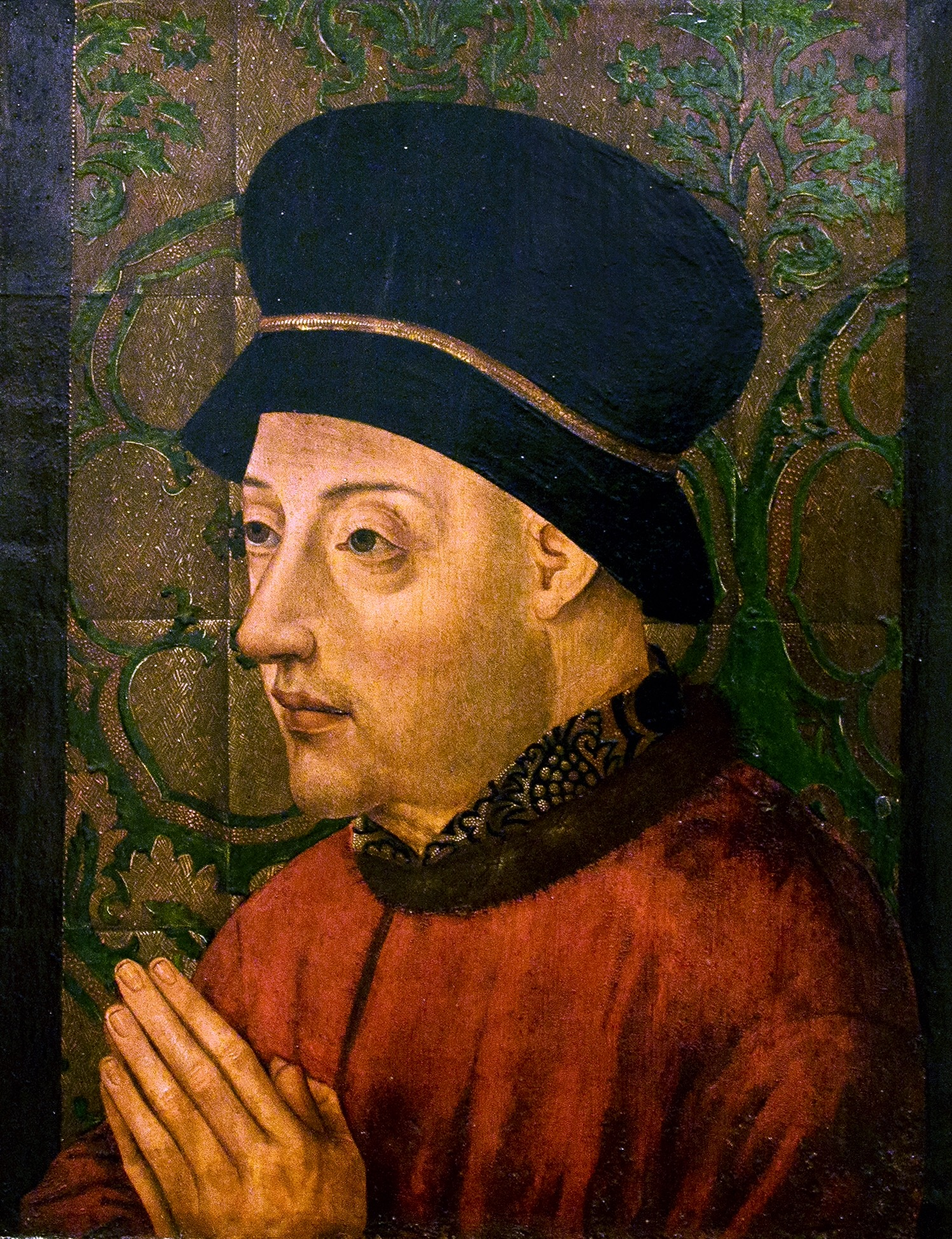
Juan I de Portugal. (Museo Nacional de Arte Antiguo de Lisboa).

La Coruña también hubo de entregar a la flota del conde Pedro 600 francos a cambio de que no la destruyeran, y desde allí la flota portuguesa se dirigió a Sada, que fue conquistada, y posteriormente a Betanzos, que comenzaron a asediar. Pero en opinión de Correa Arias, que se basó en el relato de Fernâo Lopes, más que de un enfrentamiento entre portugueses y betanceiros se trató de un acuerdo o «avenencia» entre Fernán Pérez de Andrade y Pedro Enríquez, que habían colaborado en numerosas extorsiones a diversos monasterios gallegos en años anteriores. Dicho autor señaló que pese a lo anterior la historiografía tradicional siempre ha considerado a Fernán Pérez de Andrade, cuya actuación considera ambigua y controvertida, el «gran defensor» de Betanzos, ya que tras la llegada de sus tropas al municipio Pedro Enríquez y los suyos abandonaron la idea de apoderarse del lugar.
La traición y huida a territorio portugués del conde Pedro Enríquez «enojó sobremanera», como señaló Pardo de Guevara y Valdés, a su primo Juan I de Castilla, quien el 12 de junio de 1384, y hallándose en el asedio de Lisboa, ordenó que todos los bienes del conde de Trastámara fueran confiscados y entregados a su hijo, el infante Fernando. El soberano encargó el cumplimiento de esa orden al adelantado mayor de Galicia, Pedro Ruiz Sarmiento, a Gómez Manrique, pertiguero mayor de Santiago, a Fernán Pérez de Andrade, a Pedro Fernández de Andrade, a Vasco Gomes das Seixas, y a todos los concejos, alcaldes, jurados, jueces, justicias, merinos y demás oficiales del reino de Galicia.
En el testamento que Juan I de Castilla otorgó en Celorico da Beira el día 21 de julio de 1385, volvió a expresar su deseo de que los bienes del conde Pedro Enríquez fueran entregados a su hijo, el infante Fernando, y aunque en ese documento no se mencionó expresamente la villa de Paredes de Nava, Muñoz Gómez señaló que también «se vería afectada» por la confiscación. Pero el mismo autor afirmó que la confiscación de los bienes del conde no se llevó a cabo por la trayectoria posterior seguida por él, y Pardo de Guevara afirmó que el conde se vio obligado a suprimir todos sus «vínculos» con el reino de Castilla.
Pardo de Guevara y Valdés señaló que en esta época, aunque Jaime de Salazar y Acha especificó que fue en 1385, Pedro Enríquez contrajo matrimonio con Isabel de Castro, que según la mayoría de los historiadores modernos era hija de Alvar Pérez de Castro, conde de Arraiolos, y de María Ponce de León y sobrina del célebre Fernán Ruiz de Castro, aunque Falcó y Osorio afirmó que se casaron en 1391. Y la mayoría de los autores antiguos, como Pedro de Salazar y Mendoza o Gonzalo Argote de Molina, entre otros muchos, e incluso algunos modernos, señalaron erróneamente que Isabel de Castro era hija del conde Fernán Ruiz de Castro, que era hermanastro de Álvar Pérez de Castro.

Escudo de la Casa de Castro.

Franco Silva aseguró que fue el rey Enrique II, que había fallecido en 1379, quien concertó el matrimonio de su sobrino Pedro Enríquez con Isabel de Castro, ya que deseaba que los bienes de esta última pertenecieran a los «afectos a su familia», y otros autores afirman que la Corona castellana, aunque sin precisar qué monarca, fue la que dispuso ese matrimonio, aunque al mismo tiempo y según su versión la Corona impidió que los miembros de la familia Castro recuperasen sus antiguas posesiones. El suegro del conde Pedro Enríquez, Álvar Pérez de Castro, fue conde de Arraiolos, primer condestable de Portugal y hermanastro de la célebre Inés de Castro, por lo que con ese matrimonio, como señaló el padre García Oro, «la sangre vieja hecha de historia y grandeza épica se une a la fibra nueva dispuesta a abrirse camino en la concurrencia despiadada por la hegemonía». Además, su boda con Isabel de Castro aportó al conde Pedro Enríquez todo el prestigio social y la «vitalidad política» que algunos de los miembros más distinguidos de la familia de su esposa, como Pedro Fernández de Castro y sus hijos Fernán Ruiz de Castro y Álvar Pérez de Castro, habían conseguido acumular en Galicia durante más de dos siglos. Aunque Isabel no pertenecía a la rama principal del linaje de los Castro, el conde Pedro Enríquez consiguió rentabilizar «hábilmente», en palabras de Pardo de Guevara y Valdés, toda la influencia y prestigio de su familia en su propio beneficio y en el de sus descendientes, ya que poseía en esos momentos la mayoría de los bienes que le habían sido confiscados a Fernán Ruiz de Castro por su apoyo al rey Pedro I de Castilla durante la Guerra Civil Castellana.
Por otra parte, Ferreira da Vera afirmó que Pedro Enríquez abandonó la causa del maestre de Avís y que volvió a sus «lealtades castellanas», y también señaló que Juan I de Castilla le ofreció el perdón por su traición, debido al parentesco que les unía, y le prometió convertirle en el «mayor señor» de Castilla y de todos sus reinos si le ayudaba a eliminar al maestre de Avís, pero en opinión de Pardo de Guevara y Valdés las afirmaciones de Ferreira da Vera «parecen responder más a sus propias fantasías que a lo que realmente ocurrió».

#### Complot contra el maestre de Avís y exilio en Francia (1385)
López Ferreiro señaló que tal vez se debiera a «manejos del conde» Pedro Enríquez el hecho de que el alcalde del rey, Fernán Sánchez de León, exigiese a principios de 1385 que el castillero o alcaide de la torre de la Barreira, cuya posesión se disputaban el conde y el arzobispo Juan García Manrique, rindiera pleito homenaje, pero hay constancia de que Juan I de Castilla prohibió el 3 de febrero de ese mismo año que la pleitesía se llevara a cabo.

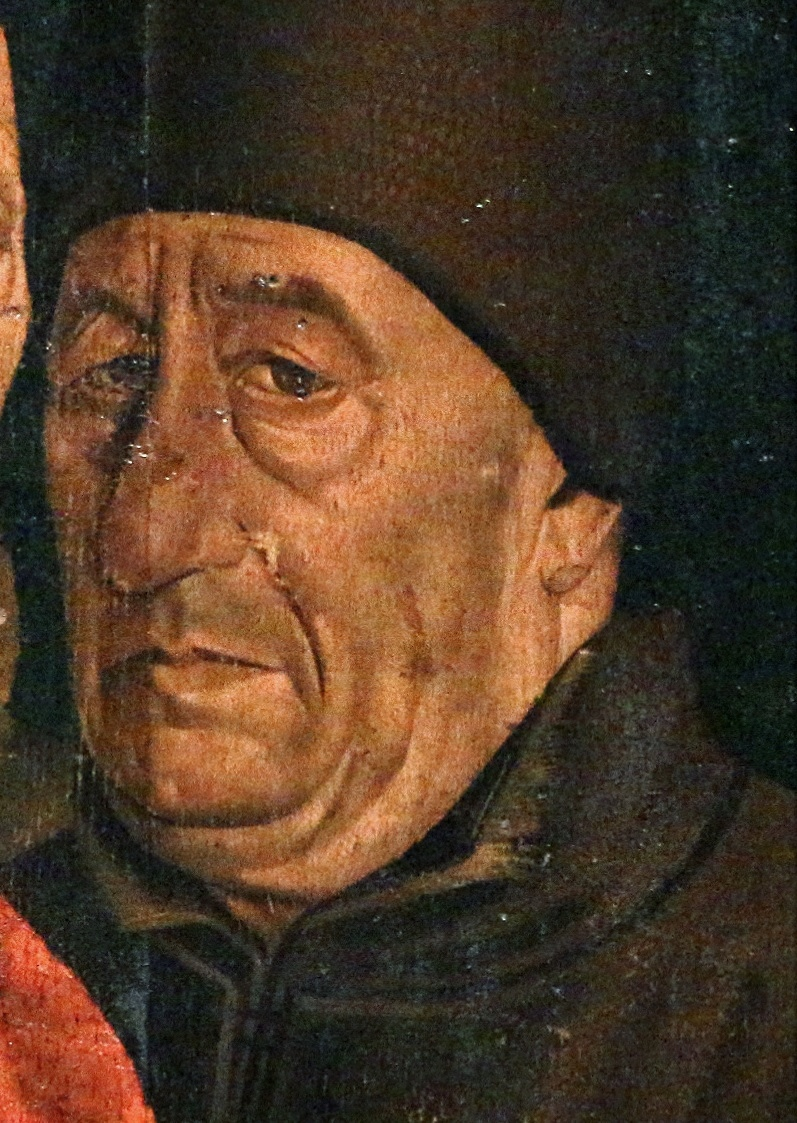
El cronista portugués Fernão Lopes.

El conde Pedro se involucró a principios de 1385 en otra conjura que en esta ocasión iba dirigida contra el maestre de Avís, a quien se pretendía asesinar, y que estuvo protagonizada por los miembros de la familia Castro afincados en Portugal que eran familiares de la esposa de Pedro Enríquez, Isabel de Castro. La conjura para eliminar al maestre de Avís, que fue dirigida por Pedro Enríquez, Juan Alfonso de Baeza y el escudero García González de Valdés, fue respaldada por Juan I de Castilla, aunque Pardo de Guevara y Valdés señaló que es poco probable que el monarca castellano hubiera apoyado o intervenido en la misma, ya que en su opinión su origen se hallaba en que los hijos que el rey Pedro I de Portugal había tenido con la dama gallega Inés de Castro, Juan y Dionisio de Portugal, fueron excluidos en las Cortes de Coímbra de 1385, junto con la reina Leonor Téllez de Meneses, y por diversos motivos, de la sucesión al trono de Portugal. Y el 6 de abril de 1385, durante esas Cortes, el maestre de Avís fue reconocido como legítimo soberano de Portugal y cinco días después fue coronado y comenzó a reinar como Juan I de Portugal.
Tras el fracaso del complot, Juan Alfonso de Baeza, el conde Pedro Enríquez y su cuñado Pedro de Castro, que era hijo del difunto conde Álvar Pérez de Castro, se refugiaron en el municipio portugués de Torres Vedras, que se halla en las cercanías de Lisboa y que en esos momentos estaba siendo asediado por las tropas del maestre de Avís. En la Crónica del rey don Juan I, que es citada expresamente por algunos autores, se afirma que Pedro Enríquez y sus acompañantes tenían la intención de someterse a la autoridad de Juan I de Castilla y de volver a este reino, lo que agradó al monarca y le benefició en cierto modo, ya que ello privaba de algunos refuerzos a los partidarios de Juan I de Portugal. Y Pedro Enríquez y sus acompañantes, tras pasarse al bando castellano, informaron a Juan I de Castilla de que en esos momentos algunos nobles portugueses comenzaban a oponerse al rey de Portugal, pero a pesar de que el conde de Trastámara «fue perdonado» por el monarca castellano, su regreso a Castilla no debió ser muy bien visto por este último, ya que no hay constancia de que el rey suspendiera la condena y confiscación de bienes que pesaba sobre su «rebelde y peligroso pariente», por lo que el conde, como señaló Villarroel González, se vio obligado a «exiliarse».
El conde Pedro Enríquez huyó a Francia, donde también se encontraba su hermano o hermanastro, el futuro almirante Alfonso Enríquez, y se benefició de las recomendaciones que el rey Pedro IV de Aragón había hecho al rey Carlos VI de Francia acerca de su hermano, el futuro almirante. El 12 de enero de 1385 Pedro IV de Aragón solicitó en una carta al monarca francés que concediera su protección al conde Pedro, y Pardo de Guevara y Valdés señaló que en esta época la situación de Pedro Enríquez era casi desesperada, ya que su intento de conseguir en la Corte castellana la suficiente influencia como para «respaldar su política» de gran señor de Galicia le había acarreado «la ruina total», y era considerado un traidor y un desertor por los portugueses y los castellanos, ya que en Castilla había perdido todas sus posesiones, y en Portugal habían confiscado las propiedades constituían la dote de su esposa, Isabel de Castro. Esto último, como señalaron diversos autores, es mencionado en el capítulo CLXXVIII de la Chronica de El-Rei D. João I, en la que se afirma que Juan I de Portugal ordenó que fueran confiscados los bienes muebles y raíces que poseían en Portugal Pedro Enríquez, su suegra María Ponce de León, viuda del conde Álvar Pérez de Castro, y el hijo de estos últimos, Pedro de Castro.

#### Regreso a Castilla y conflictos con Juan García Manrique (1386-1390)

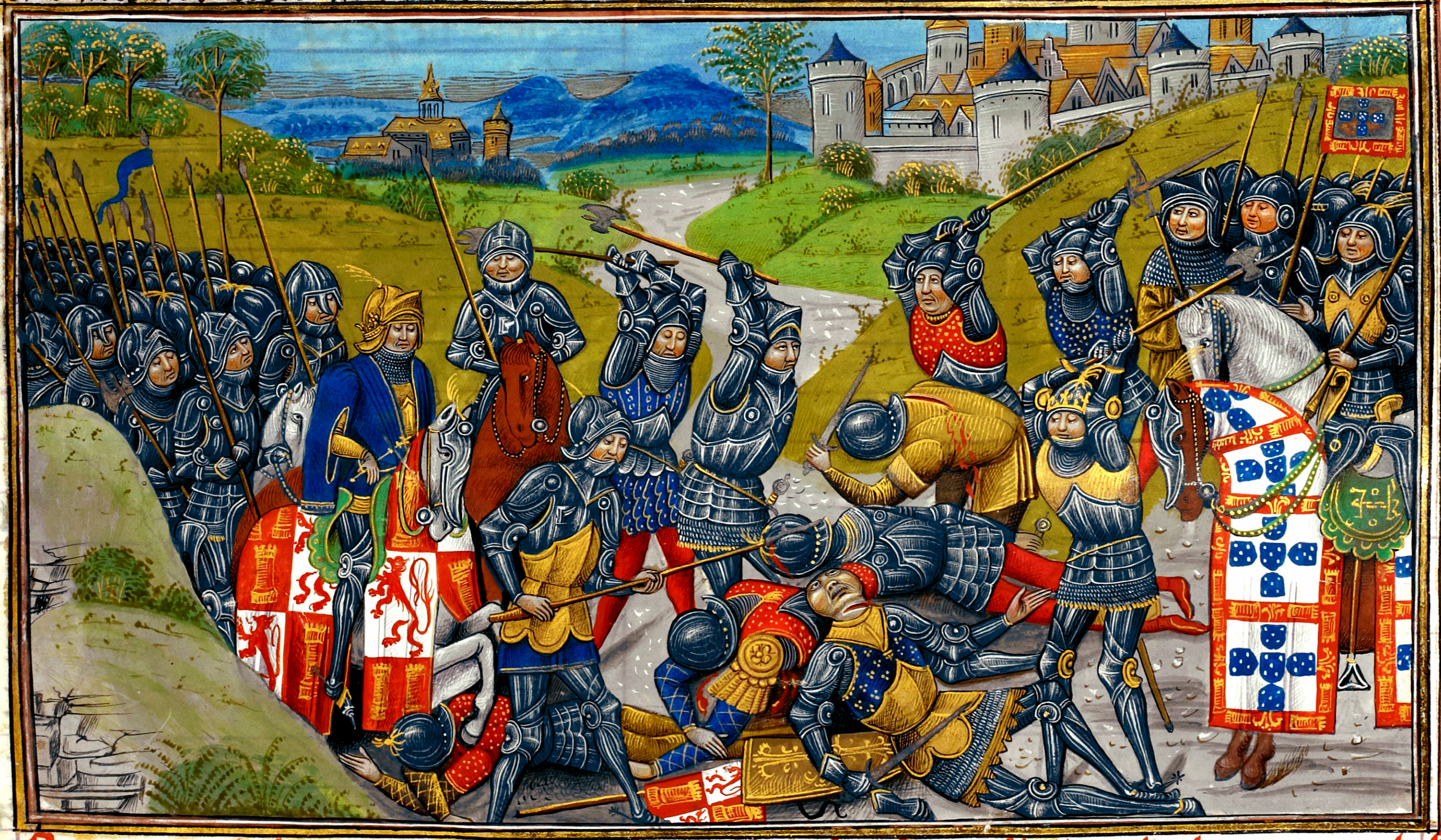
Miniatura medieval que representa la batalla de Aljubarrota.

El exilio de Pedro Enríquez no se prolongó demasiado, y en el verano de 1385, tras la estrepitosa derrota castellana en la batalla de Aljubarrota, solicitó el perdón a su primo Juan I de Castilla y este último le perdonó por la intervención, en el mes de enero de 1386, del rey Pedro IV de Aragón y del hijo y heredero de este, el duque de Gerona. Pero aunque el rey le devolvió todas sus tierras, posesiones y títulos, el conde Pedro Enríquez no consiguió recuperar, durante lo que restaba del reinado de Juan I, el inmenso poderío que antes había ostentado en Galicia.
Diversos autores sostienen que el regreso de Pedro Enríquez a Castilla y el perdón que le concedió el rey de Castilla no fue «un simple gesto magnánimo» por parte de este último, ya que también fue propiciado por las solicitudes de perdón que Pedro IV de Aragón y su hijo y heredero, el duque de Gerona, hicieron en ese sentido al monarca castellano y por el hecho de que en esos momentos, tras la derrota castellana en Aljubarrota, el duque de Lancaster, Juan de Gante, que era hijo de Eduardo III de Inglaterra y estaba casado con Constanza de Castilla, hija de Pedro I de Castilla, reclamaba el trono castellano en nombre de su esposa y había aglutinado en torno a sí a los llamados «legitimistas», es decir, a los partidarios del monarca asesinado en Montiel en 1369. La reclamación del duque de Lancaster provocó en toda Europa, junto con otros muchos factores, un «complicado juego de intereses políticos cuyo alcance y fines no es posible averiguar», pero que en opinión de diversos autores influyeron notablemente en el regreso a Castilla del conde Pedro Enríquez. El 8 de enero de 1386, hallándose Pedro IV de Aragón en Barcelona, ordenó que se le entregaran 150 florines de oro de Aragón a Pedro Enríquez, a quien se refieren en el documento como «conde de Trastámara», para costear su viaje de regreso a Castilla.

En 1385 o 1386, Juan I de Castilla cedió al conde Pedro Enríquez la villa de Paredes de Nava para compensarle por la pérdida de su señorío de Alba de Tormes, que el monarca había entregado al infante Juan de Portugal cuando contrajo matrimonio con Constanza Enríquez, hija ilegítima de Enrique II de Castilla. La villa de Paredes de Nava había sido anteriormente del conde Alfonso Enríquez, que había sido encarcelado por orden de su hermanastro, Juan I de Castilla, y Uría Maqua afirmó que le fue entregada al conde de Trastámara mientras Alfonso Enríquez se hallaba en prisión, siendo parte de ello mencionado, como señaló Pardo de Guevara y Valdés, en un pasaje de la Crónica del rey don Juan I en el que también fue relatado el retorno a Castilla del conde de Trastámara:

Segund avemos contado, por saña que el Rey oviera del Conde Don Pedro mandole salir del Regno: é él fízolo asi, é fuése para el Rey de Francia. E agora quando sopo esta perdida de la batalla, envió sus cartas al Rey como le quería venir á servir, si su merced fuese. É el Rey le respondió muy bien é le tornó toda su tierra. E por quanto quando el Rey Don Juan casára al Infante Don Juan de Portugal con Doña Costanza su hermana le diera á Alva de Tormes, que fuera del Conde Don Pedro, agora quando el Conde vino al Rey dióle á Paredes de Nava en emienda de Alva de Tormes: el qual logar fuera del Conde Don Alfonso, é ge lo tomára el Rey quando le prisó.

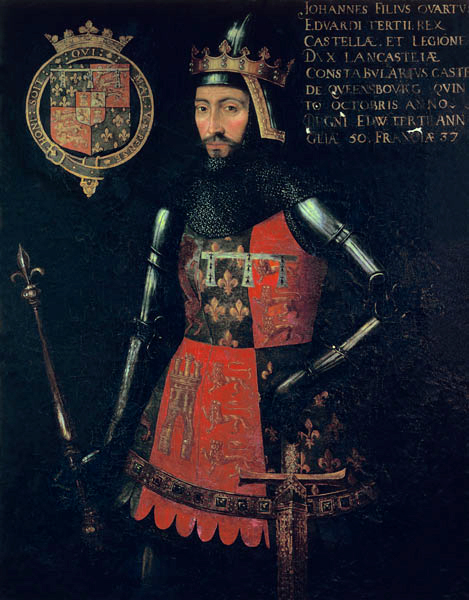
Juan de Gante, duque de Lancaster e hijo de Eduardo III de Inglaterra. (Badminton House, Reino Unido).

La restitución de sus bienes y títulos al conde Pedro Enríquez no significó para este último la recuperación de toda la influencia de la que antes había disfrutado, lo que motivó que en los dos años siguientes sus acciones no tuvieran una relevancia «especialmente destacada» en Castilla ni en tierras gallegas, ya que Pardo de Guevara y Valdés subrayó el hecho de que cuando el duque de Lancaster, Juan de Gante, invadió Galicia en julio de 1386 para reclamar el trono castellano, el nombre de Pedro Enríquez no es mencionado en ninguna actuación destacada contra los ingleses a pesar de que se hallaba en Galicia y de que la situación era de «extrema gravedad» para Juan I de Castilla. Aunque Victoria Armesto afirmó que el conde Pedro Enríquez defendió la ciudad de Lugo del asalto de las tropas del duque de Lancaster, Pardo de Guevara y Valdés señaló que esa afirmación «no ha podido comprobarse documentalmente», y López Ferreiro, por su parte, aseguró que «el ejercicio de las armas nunca fue la pasión favorita del Conde D. Pedro Enríquez» y que el conde no destacó en este conflicto por sus proezas.
Sin embargo, en el privilegio de donación de la villa de Medina de Rioseco al almirante Alfonso Enríquez, que data de 1420 y fue citado por Pascual Martínez Sopena, consta que el conde Pedro, el mariscal de Castilla Diego Fernández de Córdoba y Mosén Rubín se situaron junto con sus tropas a tres leguas de Monforte de Lemos mientras el hermano o hermanastro del conde Pedro, Alfonso Enríquez, resistía en el interior de dicho municipio los ataques de los hombres del duque de Lancaster, que se repitieron en varias ocasiones a lo largo del año 1386. Pardo de Guevara y Valdés subrayó el hecho de que durante la invasión inglesa de Galicia, la defensa de los territorios de León y Galicia fue confiada al arzobispo Juan García Manrique y no al conde Pedro, ya que en esos momentos el «poder político en Galicia» y la influencia ante la Corte castellana estaban en manos de dicho prelado y no del conde de Trastámara, por lo que este último se vio obligado a esperar «tiempos más afortunados».
El 1 de septiembre de 1387, hallándose en el monasterio de Aguas Santas, el conde cedió a Alfonso Ougea los cotos de Amoeiro y Nogueira junto con todas «sus rentas e pertenencias así de pan como de vino, carne, dinero, derechos y derechuras, con el mero mixto imperio, señorío y jurisdicción». Pardo de Guevara y Valdés afirmó que aunque casi con toda seguridad las donaciones que el conde hizo a sus partidarios y vasallos fueron muy numerosas, solo hay constancia de un pequeño número de ellas, y la mayoría de estas solamente aparecen en los escritos de fray Malaquías de la Vega, que pudo observar los documentos del archivo de los condes de Lemos antes de que un incendio destruyese la mayor parte de los mismos.
En esta época, como señaló Pardo de Guevara y Valdés, «apenas» hay noticias sobre el conde Pedro, aunque los pleitos que inició en 1384 contra el arzobispo Juan García Manrique por la posesión de diversos bienes, evolucionaron ahora por la «vía legal» y no mediante el recurso a las armas, lo que llevó a José García Oro a señalar que las relaciones entre ambos pasaron «de las armas a las togas». El conde, que tal vez estaba «impresionado» por el «firme carácter» del prelado compostelano, resolvió en lo sucesivo todos sus pleitos con este último con arreglo a las leyes de la época, y los bienes que el conde reclamaba, a pesar sobre la sentencia que se pronunció en 1384 en Torrijos sobre los mismos, eran las casas que él mismo había ocupado ilegalmente en la plaza de las Mazarelas de Santiago, el territorio y la fortaleza de Castro de Montes, y la torre de la Barreira, que estaba situada en la zona de Tabeirós y era reclamada por ambos personajes junto con las tierras de esa zona.

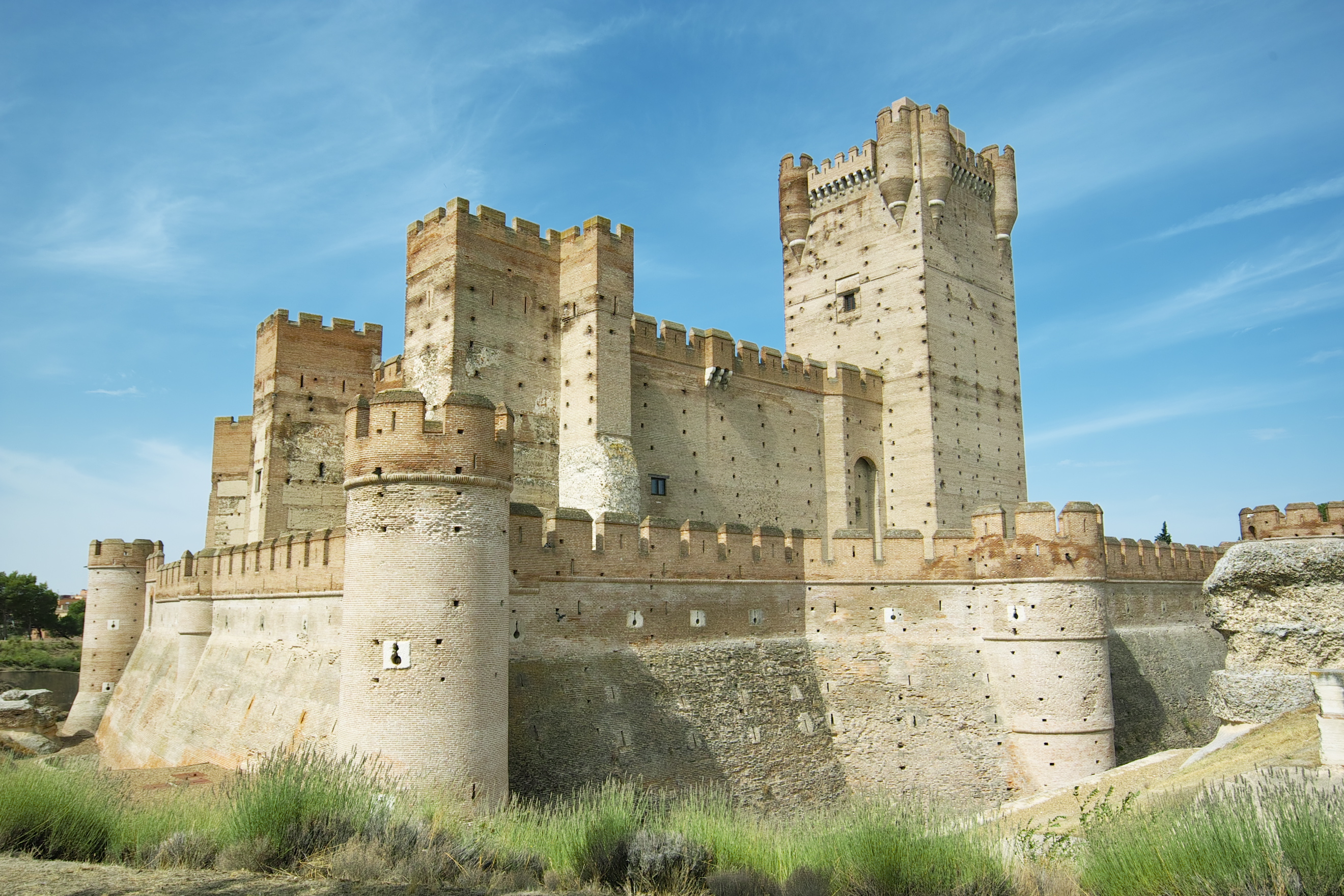
Castillo de La Mota en Medina del Campo. (Provincia de Valladolid).

En la sentencia emitida en Torrijos en 1384 había quedado establecido que todos esos bienes deberían ser devueltos por el conde al arzobispo compostelano, pero el primero, alegando diversos derechos y con «un pretexto detrás de otro», consiguió posponer la aplicación de la sentencia y los retuvo, ya que en el caso de la torre de la Barreira alegaba que la había recibido de Pedro Yáñez Saraza, y a través del testamento que este último otorgó en 1371 en la ciudad de Oporto, y que la había reconstruido a sus expensas, aunque Antonio López Ferreiro, irónicamente, señaló que se desconocía cómo Pedro Yáñez Saraza había llegado a ser el dueño de esa torre. En el caso de Castro de Montes el conde afirmaba que anteriormente su fortaleza y territorio habían pertenecido a su suegro, el conde Álvar Pérez de Castro, y que cuando este último se refugió en Portugal la había cedido a su hija Isabel de Castro, la esposa del conde. En cuanto a las casas de la plaza de las Mazarelas, el conde alegaba para retenerlas que se habían realizado en ellas trabajos considerables a sus expensas, pero admitió que las había tomado por su «propia autoridad».
El 24 de noviembre de 1388, y mientras el arzobispo Juan García Manrique y el conde Pedro Enríquez se encontraban en Medina del Campo, ambos acordaron someterse al veredicto que emitiera una comisión, a la que otorgaron amplios poderes, y que estaba compuesta por Lope Gómez de Lira, Fernán Pérez de Andrade y Juan Rodríguez de Biedma. Quedó establecido que esa comisión tendría potestad para hacer cumplir el veredicto que se estableciera sobre la posesión de esos bienes y para sancionar con una multa de 10 000 doblas de oro castellanas al arzobispo o al conde en caso de que alguno de ellos no lo acatase. López Ferreiro señaló que la estancia en noviembre de 1388 del prelado y del conde de Trastámara en Medina del Campo probablemente estuvo relacionada con el «espléndido recibimiento» que Juan I de Castilla concedió en dicho lugar a su prima Constanza de Castilla, duquesa de Lancaster e hija del rey Pedro I. Dicho «recibimiento» fue narrado, como señaló López Ferreiro, en un pasaje de la Crónica del rey don Juan I.
El 10 de diciembre de 1388, en Medina del Campo, los miembros de la comisión antes mencionada fallaron que el conde de Trastámara jamás había tenido «derecho alguno» ni sobre el territorio de Tabeirós, ni sobre la torre de la Barreira, ni sobre las casas de la plaza de las Mazarelas de Santiago, ni tampoco sobre el territorio y la fortaleza de Castro de Montes, por lo que fue obligado a «desembargar» y a devolver todas esas propiedades al arzobispo y a conseguir que su esposa, la condesa Isabel de Castro, aceptara la sentencia y se comprometiera a respetarla:

Fagades a la condesa doña Guisabel, fija de don Álvar Pérez de Castro, vuestra mujer, que consienta libremente en la dicha cesión, et donación et traspasamiento que vos fazedes...

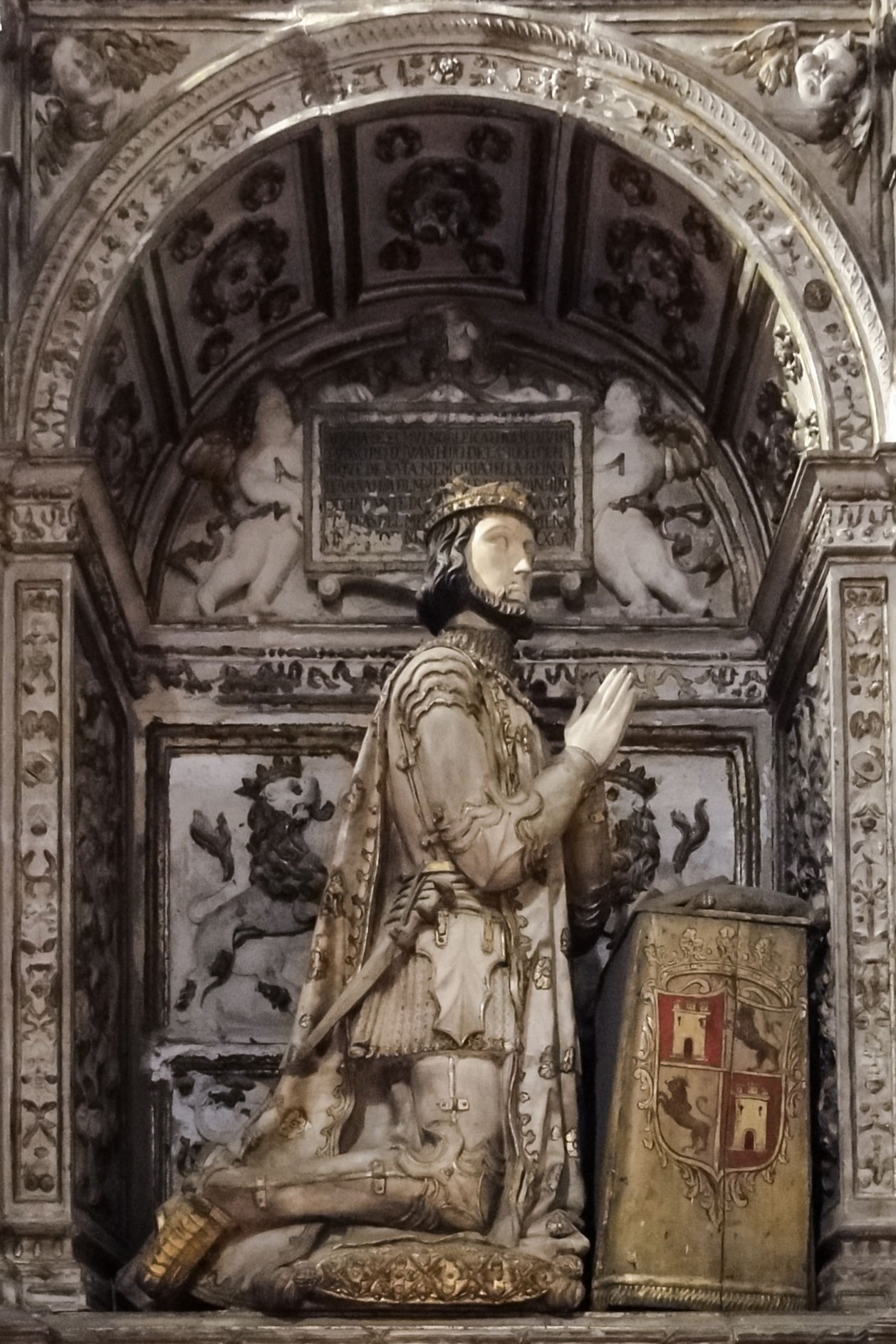
Sepulcro de Juan I de Castilla. (Capilla de los Reyes Nuevos de la catedral de Toledo).

La importancia del texto citado anteriormente radica en que, como señaló Pardo de Guevara y Valdés, en él se menciona expresamente, en un documento «donde no era posible ningún error» y «en vida» del conde Pedro Enríquez y de su esposa, que esta última era hija del conde Álvar Pérez de Castro y no de Fernán Ruiz de Castro, como muchos genealogistas afirmaron en siglos pasados. Sin embargo, la sentencia de la comisión no fue totalmente desfavorable para el conde, ya que para evitar que en el futuro se produjeran «discordias et contiendas et debates» quedó establecido que el arzobispo entregaría al conde en dos plazos 300 marcos de plata como compensación por las sumas que había invertido en esas propiedades, y también otros 30.000 maravedís «de la moneda vieja» por lo que el conde había gastado en las casas de la plaza de las Mazarelas de Santiago.
El fallo emitido en Medina del Campo perseguía conseguir que el arzobispo y el conde quedaran satisfechos o al menos aceptaran la resolución de la comisión y que el pleito quedara resuelto para siempre, por lo que la compensación económica que «diplomáticamente» recibió el conde debía ser, en palabras de Pardo de Guevara y Valdés, «entendida a modo de consolación» por su derrota. El veredicto fue aceptado «sin reserva alguna» por el conde y por su esposa, y ambos se comprometieron «bajo juramento» a respetarlo en lo sucesivo, mencionando además López Ferreiro que en el Archivo arzobispal de Santiago se conservaban las «cartas de pago dadas por el conde» sobre los 300 marcos de plata y los 30.000 maravedís que recibió a modo de compensación. Sin embargo, Pardo de Guevara y Valdés subrayó el hecho de que aunque la sentencia no hería o desairaba ni al conde ni al arzobispo, sí era una nueva y clara victoria del prelado y ponía de relieve la débil y «poco brillante» posición del conde de Trastámara en la Corte, ya que el arzobispo había sabido defender los intereses de la sede compostelana y contaba, gracias al apoyo de Juan I de Castilla, con una inmensa «influencia».
Pero no todo fue negativo para el conde, y a pesar de que en esa época no tuvo ningún «protagonismo político» y de que su posición en la Corte, a pesar de su estrecho parentesco con el monarca, fue «meramente decorativa», sus enormes posesiones y su poder e influencia aún seguían siendo inmensos en ciertos «círculos», como señaló Pardo de Guevara y Valdés, ya que contaba con el apoyo de gran cantidad de miembros de la pequeña nobleza a los que cada cierto tiempo concedía numerosas mercedes, y las «maneras gallegas» del conde, como señaló dicho medievalista, seguían causando «respeto» y terror sobre todo entre los miembros del clero. Y dicho autor concluyó que, a pesar de su precaria situación ante la Corte, y del hecho de haber sido remplazado en el liderazgo o «supremacía» en Galicia por el arzobispo Juan García Manrique, el conde aún conservaba «intactas» sus esperanzas de volver a ocupar ese liderazgo por creer posiblemente que:

Todo era -así debió pensarlo- cuestión de conducirse con prudencia, de no embarcarse en aventuras de dudoso éxito y de mantener aquella política de prestigio, o de expansión, limitándola a las posibilidades reales de ese difícil momento.

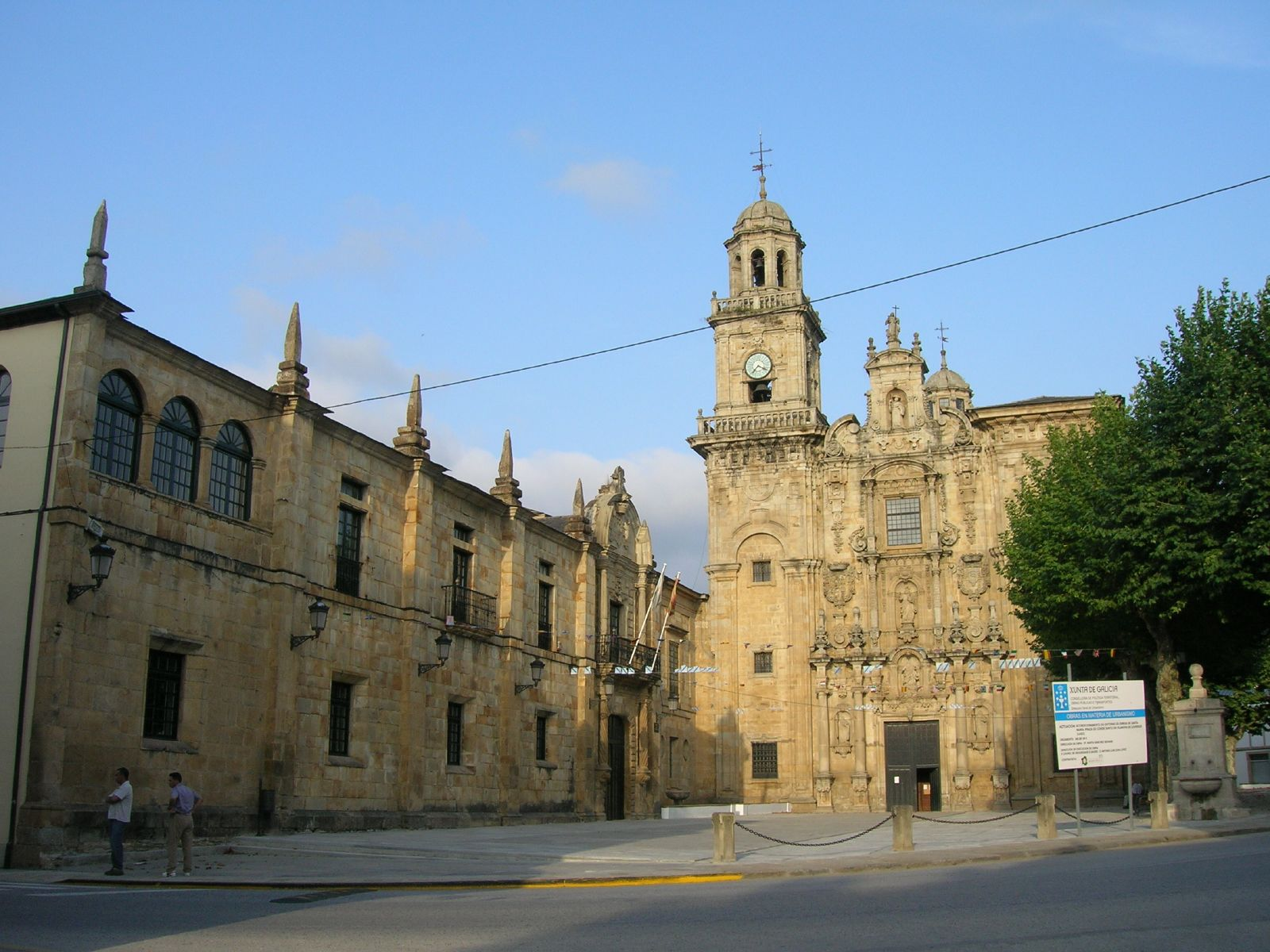
Monasterio de San Salvador de Lorenzana. (Provincia de Lugo).

A pesar de todo lo que se había dispuesto en las Cortes de Soria de 1380 contra los comenderos y demás individuos que ocupaban ilegalmente las propiedades de los monasterios o los extorsionaban, los nobles gallegos, entre los que figuraba el conde de Trastámara, que seguía necesitando grandes recursos para poder hacer frente a las generosas mercedes que otorgaba a sus caballeros, continuaron haciéndolo y siguieron abusando de su posición de poder, aunque Pardo de Guevara y Valdés señaló que en esta época el caso del conde «no era desde luego el más escandaloso», ya que hay constancia de que en esta época el adelantado Pedro Ruiz Sarmiento se apoderó ilegalmente de los beneficios de ocho monasterios gallegos.
El 12 de agosto de 1389, aunque algunos autores señalaron equivocadamente que fue en 1398, el abad del monasterio de Lorenzana nombró comendero del mismo al conde Pedro Enríquez, que en esos momentos también disfrutaba de las de los monasterios de Sobrado, Osera y Poyo. En 1389 Juan I de Castilla cedió a Alfonso Enríquez, hermano o hermanastro del conde Pedro, el señorío de Aguilar de Campos, comenzando el futuro almirante de Castilla de ese modo a adquirir su propio «patrimonio personal» e independiente del de su hermano.
Juan I de Castilla falleció el 9 de octubre de 1390 tras haberse caído accidentalmente de su caballo, y en Castilla comenzó a reinar su hijo y heredero, Enrique III, aunque debido a su corta edad se constituyó una Regencia en la que los parientes más cercanos del monarca, como el conde Pedro Enríquez, que aún aguardaba «el momento de la revancha» en palabras de Pardo de Guevara y Valdés, se propusieron acaparar el poder.

### El reinado de Enrique III de Castilla (1390-1400)

#### Minoría de edad de Enrique III (1390-1393)

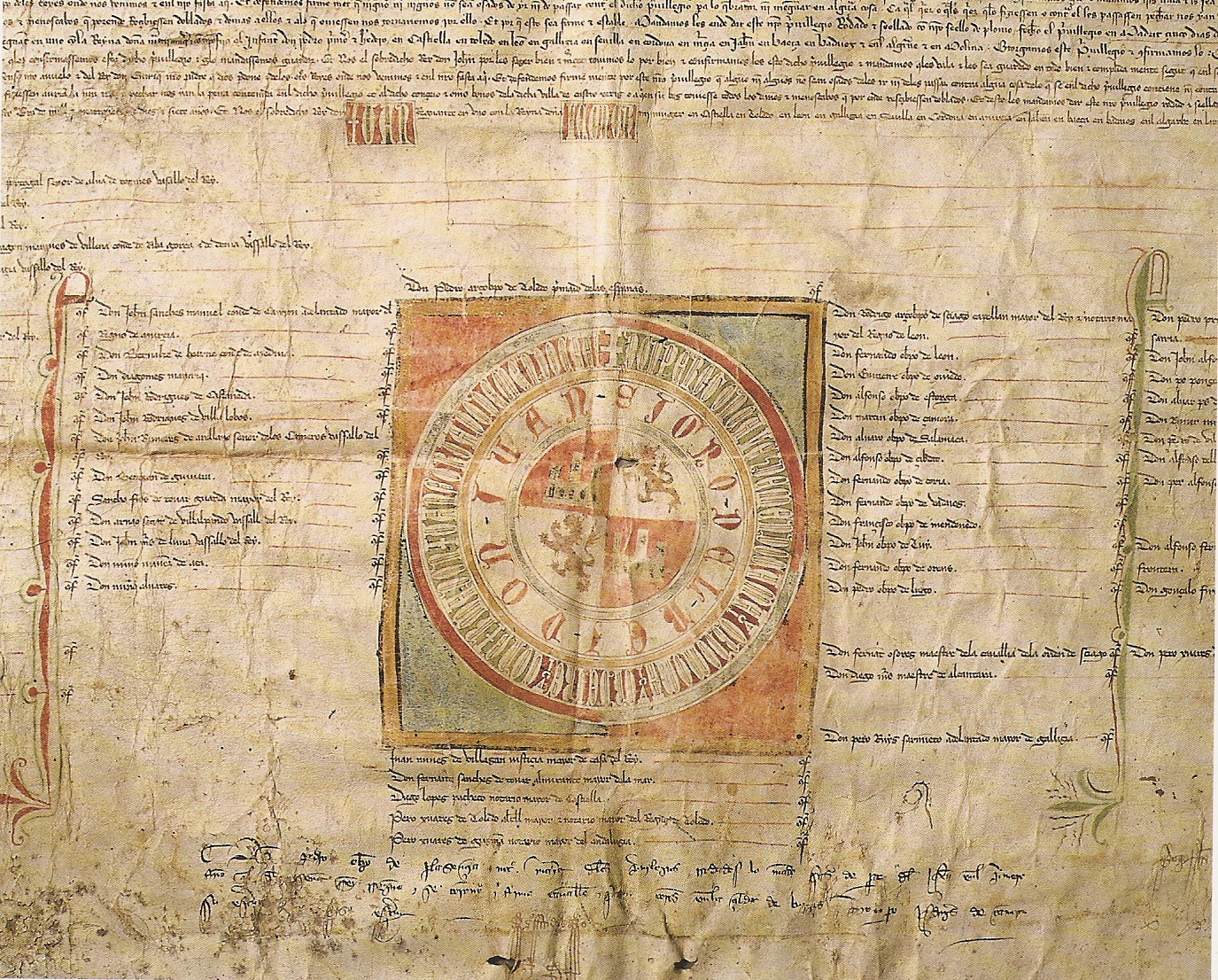
Privilegio rodado de Juan I de Castilla por el que confirmó el fuero de Castrojeriz.

La minoría de edad del monarca provocó que los nobles comenzaran a disputar entre sí por hacerse con el poder, aunque los familiares más cercanos del rey, que fueron conocidos como los «epigonos Trastámaras» y que ya habían recuperado su influencia, formaron un «compacto y poderoso» partido que estuvo integrado por el conde Pedro Enríquez, la reina Leonor de Trastámara, que era hija de Enrique II de Castilla y esposa de Carlos III de Navarra, Fadrique de Castilla, duque de Benavente, y Alfonso Enríquez, conde de Noreña y Gijón, siendo los dos últimos hijos ilegítimos de Enrique II. Isabel Montes señaló que al arzobispo de Toledo, Pedro Tenorio, que tras la muerte del rey se hizo con el control de la situación, lo que más le inquietaba era «la reacción» de los parientes del rey y, especialmente, la del duque de Benavente, la del conde Pedro Enríquez, y la del marqués de Villena, Alfonso de Aragón, ya que el conde de Noreña y Gijón, Alfonso Enríquez, se hallaba en prisión en esos momentos por haberse rebelado contra Juan I.
Contra el conde de Trastámara y sus deudos luchaban los miembros de la mediana nobleza, donde figuraban «mayoritariamente» los servidores o funcionarios de la Corona que actuaron bajo el liderazgo del arzobispo de Santiago de Compostela, Juan García Manrique, y del arzobispo de Toledo, Pedro Tenorio, aunque conviene señalar que ambos prelados estaban enemistados entre sí y que García Manrique era apoyado por los Zúñiga, los Ayala, los Fajardo, los Manrique, los Mendoza y los Ponce de León. El arzobispo de Toledo era respaldado a su vez por los Velasco, los Guzmán, los Mendoza de Guadalajara y los descendientes que aún vivían del infante Manuel de Castilla, hijo del rey Fernando III de Castilla.

Desde la muerte de Juan I, el conde Pedro apoyó a sus familiares y, lleno de «ambición» y de «deseos de revancha» por su alejamiento de la Corte desde 1384, se convirtió en uno de los principales protagonistas de los conflictos que surgieron durante la minoría de edad de Enrique III, ya que formó parte del Consejo de Regencia y, al igual que el resto de sus parientes, consiguió de la Corona gruesas sumas de dinero procedentes de las rentas y derechos que aquella recaudaba. Pero la realidad es que a pesar de las intrigas del conde de Trastámara con los miembros de uno y otro bando, sus esfuerzos, como señaló Juan Torres Fontes, no tuvieron «el menor éxito».

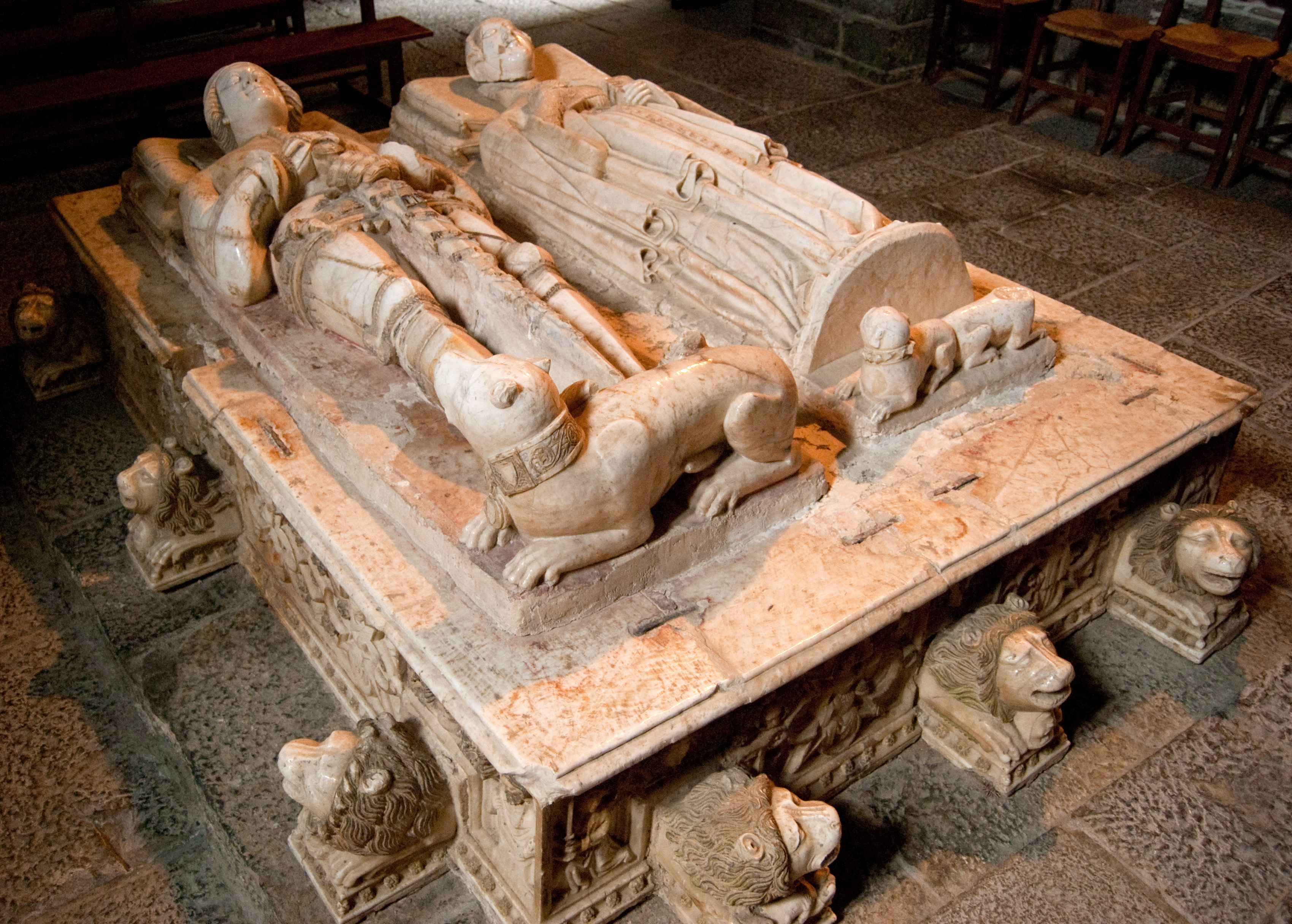
Sepulcro del canciller Pedro López de Ayala y de su esposa en el convento de San Juan de Quejana. (Provincia de Álava).

En los conflictos de la minoría de edad de Enrique III también intervinieron los procuradores de las Cortes de Castilla, aunque unas veces como «testigos de excepción» y otras en calidad de «verdaderos protagonistas», y a causa de ello, como señaló Pardo de Guevara y Valdés, alcanzaron una gran influencia que se oponía a los deseos del «jovencísimo» Enrique III, ya que este último pretendía reforzar el poder de la Corona. En las Cortes de Madrid de 1391, que fueron las primeras del reinado de Enrique III, se barajó la posibilidad de que durante su minoría de edad el reino fuera gobernado por un Consejo de Regencia que aglutinase a todas las «fuerzas políticas del reino», que era el deseo que Juan I manifestó en las Cortes de Guadalajara de 1390, o la de que se aplicase lo dispuesto por el mismo monarca en el testamento que otorgó el 21 de julio de 1385 en Celorico da Beira, aunque la mayoría de los asistentes a las Cortes de Madrid se decantaron por lo primero.
Para hallar los documentos en los que Juan I hubiera manifestado su voluntad respecto a lo que debería hacerse durante la minoría de edad de su hijo se formó una comisión, cuyo principal objetivo era según el arzobispo Pedro Tenorio el de hallar el testamento del difunto monarca, aunque el cronista Pedro López de Ayala señaló que lo que se intentaba localizar eran los documentos concernientes a las Cortes de Guadalajara de 1390, en las que Juan I manifestó su deseo de que el reino fuera gobernado por un Consejo de Regencia. La comisión estuvo formada por el conde Pedro Enríquez, por los arzobispos de Toledo y de Santiago de Compostela, por Pedro López de Ayala, y por los maestres de las órdenes de Calatrava y Santiago. Los comisionados abrieron las arcas donde se guardaban los documentos del difunto monarca y hallaron su testamento, y aunque en él se detallaban los deseos del monarca aquellos decidieron ignorarlo e incluso pensaron en destruirlo, pero el arzobispo Tenorio lo impidió arguyendo que debía cumplir las mandas piadosas establecidas en el mismo, quedando de ese modo patente que la voluntad de los nobles y de los procuradores del reino era que este fuera gobernado por un Consejo de Regencia, aunque ello debería ser ratificado por las Cortes.
En las Cortes de Madrid de 1391 se formaron dos bandos, siendo uno de ellos encabezado por el arzobispo de Santiago, que aspiraba a que el reino fuera gobernado por un Consejo de Regencia, y el otro por el arzobispo Tenorio, que pretendía ser nombrado tutor del rey Enrique III junto con el conde Pedro Enríquez y el duque de Benavente, los más destacados parientes del rey, ya que en caso de cumplirse lo establecido en la Segunda Partida a ellos les correspondería ser con toda probabilidad los tres «tutores del rey-niño». Pero esa opción no triunfó porque en Castilla, como señaló Isabel Montes, se habían producido grandes cambios desde las minorías de edad de Fernando IV y de su hijo Alfonso XI, que dejaron un «amargo recuerdo» en todo el reino.

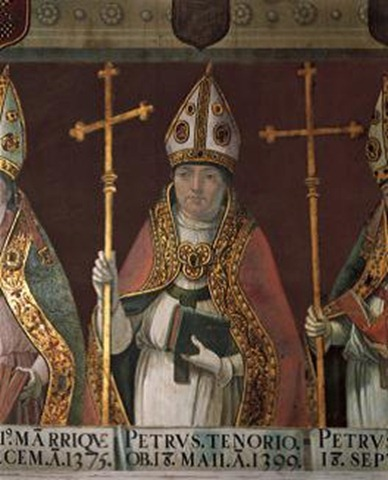
Pedro Tenorio, arzobispo de Toledo. (Sala capitular de la catedral de Toledo).

Entre finales de enero y finales de abril de 1391, aproximadamente, estuvieron reunidas las Cortes en Madrid, y a ellas asistieron ciento veintitrés procuradores en nombre de cuarenta y nueve ciudades y quedó establecido que el reino de Castilla sería gobernado por un Consejo de Regencia compuesto por veinticuatro miembros, de los que once serían de la alta nobleza y los trece restantes «representantes de las ciudades», y que dicho Consejo decidiría los destinos del reino hasta que el rey cumpliese dieciséis años y alcanzase la mayoría de edad, lo que ocurriría el 4 de octubre de 1395. Cuando esto ocurriera Enrique III asumiría el poder y comenzaría a gobernar personalmente, aunque en las Partidas también se incluyó la posibilidad de que las Cortes siguieran gobernando hasta que el monarca cumpliera veinte años de edad. Y los once «señores» o miembros de la alta nobleza que formaron el Consejo de Regencia fueron el conde Pedro Enríquez, los arzobispos de Toledo y de Santiago de Compostela, el duque de Benavente, los maestres de las órdenes de Santiago y Calatrava, el cronista Pedro López de Ayala, que era alcalde mayor de Toledo, el mariscal de Castilla Garcí González de Herrera, Pedro Suárez de Quiñones, que era adelantado mayor de León y de Asturias, Ruy Ponce de León y Álvar Pérez Osorio.
Pero el arzobispo Tenorio contaba con el apoyo del conde de Trastámara y del duque de Benavente y se resistió a aceptar la solución del Consejo de Regencia como instrumento para gobernar el reino, por lo que comenzó a esgrimir el testamento de Juan I como argumento para deslegitimarlo. El arzobispo de Toledo, como señaló Isabel Montes, envió copias del testamento al cismático papa Clemente VII, que residía en Aviñón, a los reyes europeos aliados con Castilla, a las ciudades y cabildos catedralicios del reino y a los tutores del rey Enrique III que el difunto Juan I había designado en su testamento, como Juan Alonso Pérez de Guzmán, que era conde de Niebla.
Poco después surgió un enfrentamiento entre el duque de Benavente y el arzobispo de Santiago de Compostela, y el duque abandonó la Corte y se dirigió a sus tierras, lo que provocó que el prelado compostelano se hiciera con el control de la situación e intentara alcanzar un acuerdo con el arzobispo Tenorio, lo que en opinión de Isabel Montes no sería difícil por «las aspiraciones políticas, de cortas miras, de altos nobles como el marqués de Villena, el duque de Benavente y el conde de Trastámara, cuyo carácter pusilánime le hacía girar en torno a sus amigos». Los problemas en Castilla comenzaban a agravarse ante la ausencia de un poder efectivo, y los sevillanos intentaron, aunque sin conseguirlo, asaltar la judería de su ciudad, por lo que el arzobispo de Santiago intentó llegar a un acuerdo con Pedro Tenorio, estando aún reunidas las Cortes de Madrid de 1391, pero este último, al contar con el apoyo de los condes de Trastámara y de Niebla, del marqués de Villena, del duque de Benavente, del maestre de la Orden de Alcántara, y de Diego Hurtado de Mendoza, entre otros, casi se negó a dialogar. Y el arzobispo García Manrique, en vista de ello, decidió no disolver las Cortes e intentar seguir negociando con sus opositores, aunque Pedro Tenorio insistió en que el testamento de Juan I debía ser aplicado, exigió que se le garantizase su seguridad cuando acudiera a Madrid, y que el conde Pedro Enríquez y el maestre de la Orden de Santiago, Lorenzo I Suárez de Figueroa, garantizasen con «doscientas lanzas» la seguridad de los reunidos en las Cortes.

Emblemas de las Órdenes militares españolas.

A finales de abril de 1391 finalizaron las Cortes de Madrid, y el arzobispo de Santiago intentó seguir negociando con Pedro Tenorio, aunque este continuó insistiendo en su postura, y mientras tanto el Consejo de Regencia gobernó Castilla y recibió a los embajadores que acudían de otros países. Pero cuando los miembros del Consejo fueron informados de que el arzobispo Pedro Tenorio estaba escribiendo a numerosos lugares del reino por causa del incumplido testamento de Juan I, y de que el maestre de la Orden de Alcántara y el duque de Benavente planeaban unir sus tropas a las del arzobispo, intentaron como «último recurso» enviar ante este último, que se encontraba en Illescas, al maestre de Santiago y al conde Pedro Enríquez, que había sido un «antiguo aliado» del arzobispo de Toledo, para que negociaran sus posturas. Fernando Suárez Bilbao señaló erróneamente que fue el arzobispo de Santiago el que acudió a Illescas, pero la entrevista fracasó y Pedro Tenorio insistió en sus argumentos y se dirigió a Talavera de la Reina para reunirse con el maestre de Alcántara, y el conde de Trastámara y el maestre de Santiago, por su parte, volvieron a la Corte. Pero los problemas en Castilla se agravaban y los nobles que apoyaban al Consejo de Regencia comenzaron a exigirle a este a cambio de su apoyo la concesión de grandes mercedes, y el conde de Trastámara solicitó que se le concediera la condestabilía de Castilla, que estaba en manos de Alfonso de Aragón el Viejo, marqués de Villena, conde de Denia y nieto del rey Jaime II de Aragón.

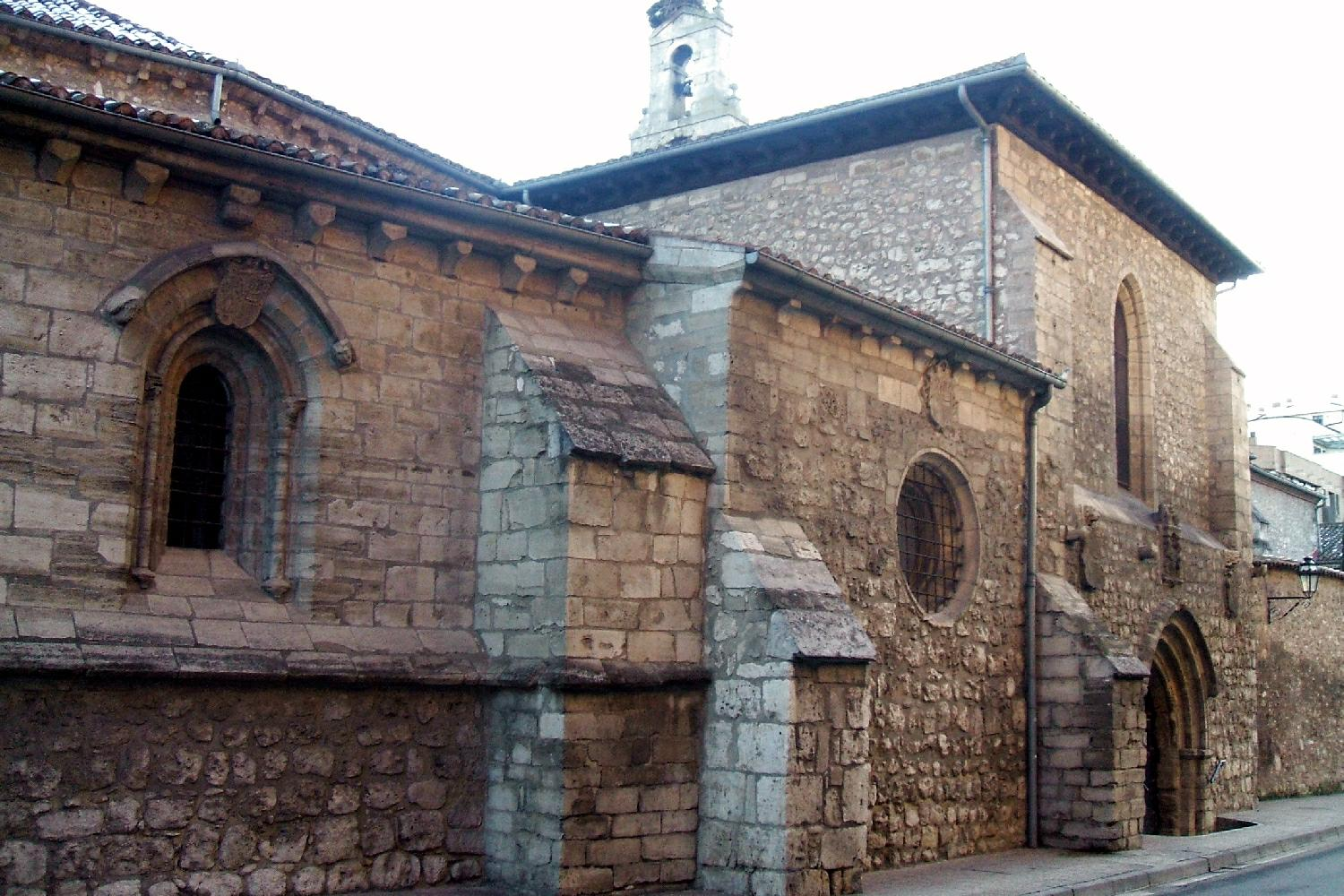
Convento de Santa Clara de Burgos.

En mayo de 1391 el conde consiguió ser nombrado condestable de Castilla con la colaboración del arzobispo Juan García Manrique, que controlaba el Consejo de Regencia, y de la reina Leonor de Trastámara, y se le concedieron 70.000 maravedís anuales de salario, a pesar de que ese nombramiento atentaba contra lo establecido en las Cortes de Madrid de 1391, pero Suárez Bilbao señaló que el conde encontró a algunos individuos en la Corte que estaban dispuestos a manifestar públicamente que el difunto monarca Juan I de Castilla había dicho en las Cortes de Guadalajara de 1390 que planeaba realizar ese nombramiento.
Isabel Montes afirmó que el arzobispo García Manrique «actuó con cautela» e invitó al marqués de Villena a que acudiera a la Corte para que de ese modo el conde de Trastámara, en vez de ser nombrado condestable, recibiera las 60.000 doblas que reportaba el cargo a modo de «compensación» y desempeñando otros cargos, y aunque Alfonso Yáñez Fajardo intentó convencer al marqués de que viajara a Castilla, este último, que era uno de los aliados del arzobispo Pedro Tenorio, continuó siéndole fiel e ignoró la petición, provocando que el conde Pedro Enríquez fuera nombrado condestable. Los acontecimientos que llevaron a su nombramiento como condestable fueron narrados, como señaló Isabel Montes, en los capítulos XXI y XXII de la Crónica de Enrique III.
La condestabilía de Castilla, era tal vez en esa época, como señalaron algunos autores, el oficio de «mayor peso e influencia» en la Corte castellana, y al conde le fue concedida por el apoyo que había prestado al arzobispo García Manrique en los conflictos que se desarrollaron en torno al Consejo de Regencia. A este último, como señaló Isabel Montes, «le resultó muy beneficiosa» la decisión de nombrar condestable al conde de Trastámara, ya que este logró que Leonor de Trastámara, reina consorte de Navarra y tía carnal de Enrique III, apoyara al Consejo de Regencia, que en esos momentos ya estaba comenzando a ser una «liga nobiliaria», en palabras de dicha autora.

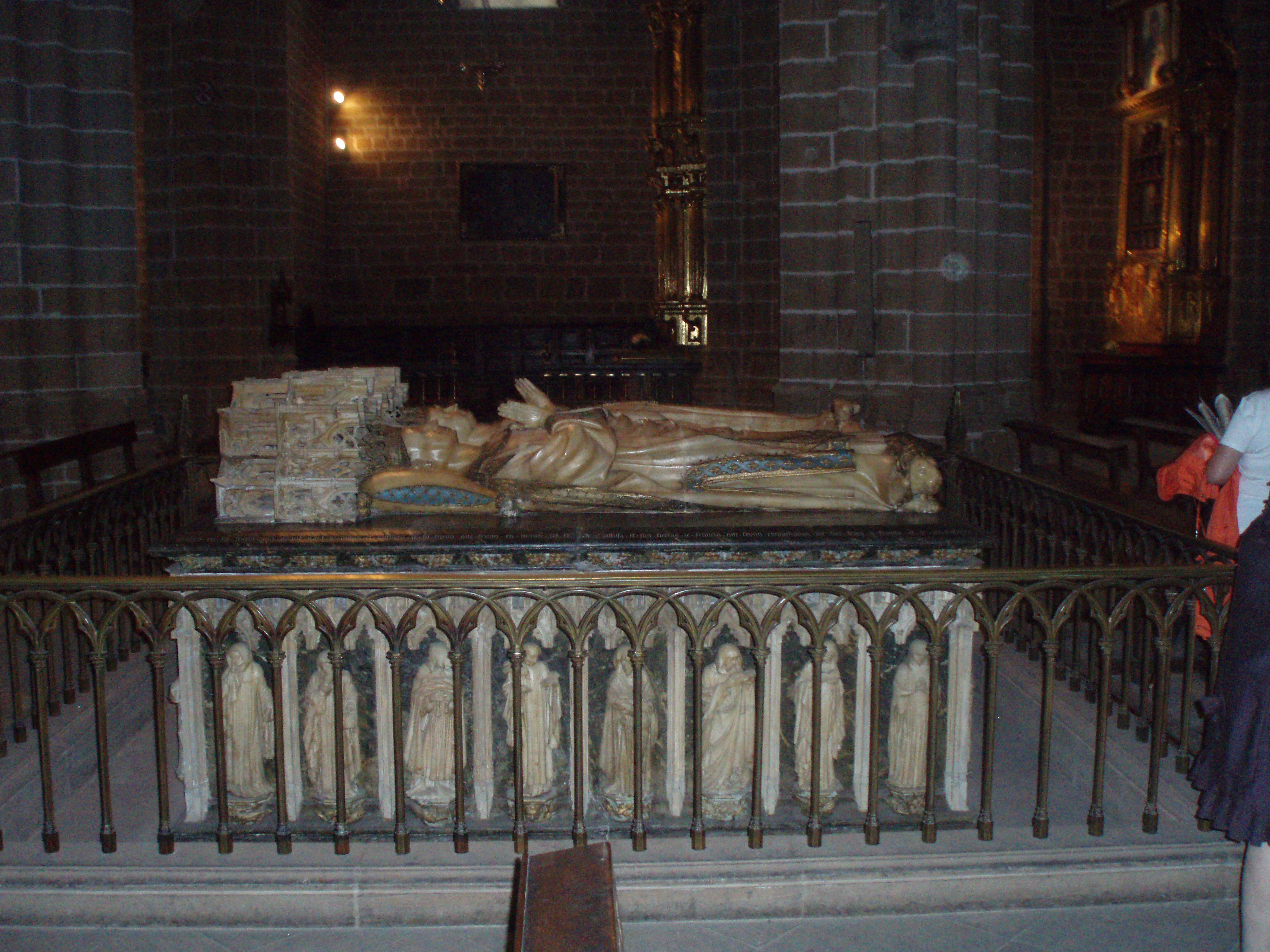
Sepulcro de Carlos III de Navarra y de la reina Leonor de Trastámara. (Catedral de Pamplona).

En la Concordia de Perales, que se celebró entre los días 27 y 29 de agosto de 1391 en la población vallisoletana de Perales, que está situada en el «camino viejo» que comunicaba Simancas con Valladolid, los dos bandos que se disputaban el poder en Castilla parecieron llegar a un acuerdo y establecieron que se respetaría lo dispuesto en el testamento de Juan I y que los seis tutores o regentes que este último había nombrado en el mismo para Enrique III serían aumentados a nueve. Los tres nuevos tutores que se incorporaron al grupo fueron el conde Pedro Enríquez, el duque de Benavente y el maestre de la Orden de Santiago, aunque todo ello debería ser ratificado en las Cortes que se reunirían en Burgos a finales de ese mismo año. Pero esa concordia, como señaló Isabel Montes, solo sirvió para que el Consejo de Regencia fuera eliminado y para que se retornara a la situación producida tras la muerte de Juan I.
Poco después el Consejo de Regencia, que era encabezado por el arzobispo García Manrique y por el maestre de Santiago, decidió conceder la libertad al conde de Gijón y Noreña, Alfonso Enríquez, ya que no deseaban que pudiera unir sus fuerzas a las de su hermanastro, el duque de Benavente, cuya influencia los miembros del Consejo pretendían «neutralizar», y Suárez Bilbao añadió que el conde de Trastámara y la reina Leonor también estuvieron conformes con que fuera liberado por «razones de parentesco». Tras ser liberado el conde de Noreña fue a Burgos y el rey le devolvió todas las posesiones que tenía antes de su encierro y por las que hubo de rendirle homenaje, aunque con ello se granjeó el enojo de sus hermanastros, la reina Leonor y el duque de Benavente, ya que por ese homenaje el conde Alfonso quedaba unido a sus rivales.
El padre Leonardo Cardeñoso señaló que tras ser liberado el conde Alfonso se apoderó por medio de las armas de la villa de Paredes de Nava, y aunque se desconoce la fecha exacta en que ocurrió, sí hay constancia de que el 29 de agosto de 1392 uno de los condes, aunque se ignora si fue Pedro Enríquez o Alfonso Enríquez, estuvo en Paredes de Nava con sus «compañías», y de que el concejo de la villa tuvo que entregarle a dos clérigos, y para racionar a las compañías, «mil quinientos maravedises, valor de 250 cántaras de vino». Como en agosto de 1392 el conde de Noreña ya había recobrado la libertad, Cardeñoso señaló que probablemente sería él quien estuvo en esa villa palentina. Pero la liberación del conde Alfonso Enríquez provocó el enfurecimiento de los otros familiares del monarca, como el conde de Trastámara, la reina Leonor y el duque de Benavente, Fadrique de Castilla, que no deseaban que el conde de Noreña se uniera a los tutores o regentes del rey, por lo que todos ellos se reunieron en el convento de Santa Clara de Burgos y acordaron que no admitirían ningún punto que no figurara en la Concordia de Perales, siendo todo ello relatado, como señaló Isabel Montes, en los capítulos XXVIII y XXIX de la Crónica de Enrique III.
Suárez Bilbao señaló que el arzobispo Pedro Tenorio no estuvo entre los reunidos en ese convento burgalés probablemente porque él defendía «principios, pero no linajes», y los reunidos allí parecían formar un grupo de miembros de la realeza dispuestos a aunar sus fuerzas, aunque al conde Alfonso Enríquez, que era pariente suyo, le consideraban un traidor por apoyar al bando contrario cuando habían sido ellos los que solicitaron su excarcelación. Y de ese modo, el arzobispo García Manrique y sus partidarios continuaron abogando por el cumplimiento de lo dispuesto en el testamento de Juan I, aunque aceptaban la posibilidad de que el conde Alfonso Enríquez sustituyera a su hermanastro, el duque de Benavente, como tutor o regente del rey, y los que apoyaban al arzobispo Tenorio, entre los que figuraba el conde de Trastámara, insistieron en que debería aplicarse lo dispuesto en la Concordia de Perales. El 1 de octubre de 1391 el conde Pedro Enríquez cedió a Ares Rodríguez de Castillón o de los Castillones, que era vasallo suyo, los palacios y heredades de Canaval y las feligresías de San Vicente de Castillones y San Romao de Paderne.
En las Cortes que se reunieron en Burgos a finales de 1391 los enfrentamientos entre ambos bandos continuaron, y los procuradores sentenciaron que deberían ser ellos los que dilucidaran «el destino del reino», aunque la reina Leonor de Trastámara, temerosa de que los representantes de las ciudades desbarataran los planes de la alta nobleza e impusieran su criterio, convenció a su hermanastro, el duque de Benavente, de que el conde Alfonso Enríquez, que era hermanastro de ambos, debería ser incluido en el grupo de los tutores o regentes del rey, y de que los nobles deberían decidirlo todo entre ellos para que los procuradores hubieran de limitarse a «ratificar su decisión».
Los nobles acordaron poco después que los tutores o regentes del rey serían los arzobispos de Toledo y de Santiago, los maestres de las Órdenes de Santiago y Calatrava, el conde Pedro Enríquez, el duque de Benavente, el conde Alfonso Enríquez y Juan Hurtado de Mendoza el Limpio, a los que habría que añadir, como señaló Isabel Montes, el marqués de Villena y el conde de Niebla, aunque «se creía» que estos últimos no irían a la Corte, y el número de seis tutores que Juan I dispuso en su testamento había aumentado por la incorporación al grupo del duque de Benavente y del conde de Noreña. A los anteriores se unirían, si se respetaba lo establecido en el mencionado testamento, otros seis procuradores de las ciudades, por lo que el Consejo de Regencia contaría, si se exceptuaban al marqués de Villena y al conde de Niebla, con «al menos» catorce miembros, número que parecía «demasiado numeroso» a sus componentes.

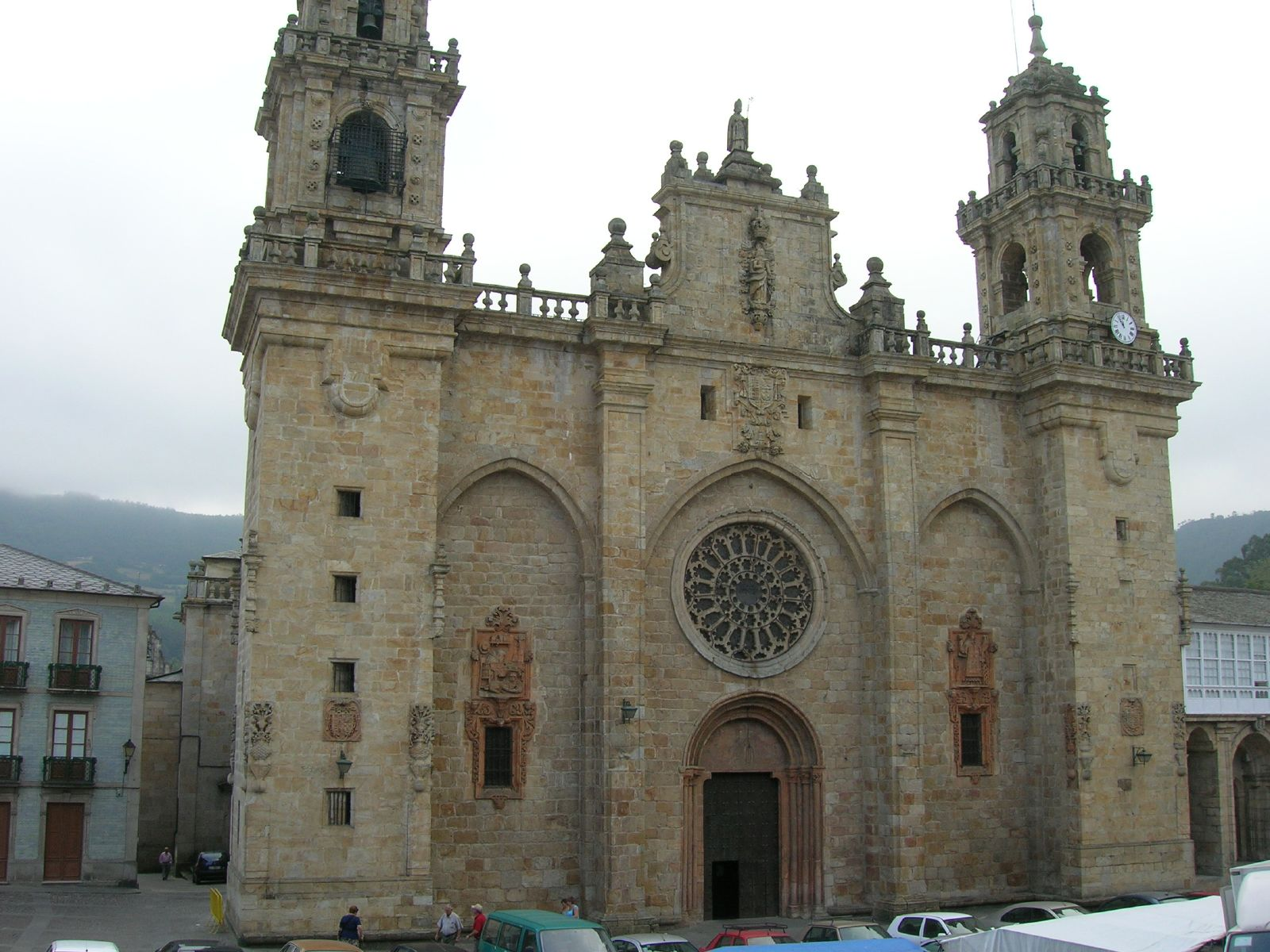
Fachada principal de la catedral de Mondoñedo. (Provincia de Lugo).

Se acordó que los miembros del Consejo de Regencia gobernarían en turnos de seis meses, aunque todos preferían, como señaló Isabel Montes, formar parte del primer turno, pues creían que cuando sus componentes lo hubieran ejercido por primera vez, ya «no renunciarían a él», y el arzobispo Pedro Tenorio consiguió ser uno de los miembros del primero junto con el duque de Benavente, el maestre de Santiago y Diego Hurtado de Mendoza, por lo que forzosamente en el segundo turno entrarían el conde de Trastámara, el maestre de Calatrava, el arzobispo de Santiago de Compostela y el conde Alfonso Enríquez. Al mismo tiempo se acordó que los guardianes del rey serían Juan Hurtado de Mendoza y Diego López de Zúñiga, que era el alcaide del castillo de Burgos, pero cuando se extendió el rumor de que los partidarios del duque de Benavente habían asesinado al noble Día Sánchez de Rojas, que era uno de los aliados del conde Alfonso Enríquez, el duque perdió toda credibilidad como futuro regente del reino y este volvió a dividirse en dos bandos.
El 9 de mayo de 1392 el obispo de Mondoñedo y el cabildo catedralicio de dicha ciudad concedieron nuevamente al conde Pedro Enríquez la encomienda de la diócesis de Mondoñedo, a pesar de que en 1381 había renunciado a ella por las presiones que había recibido de su primo, Juan I de Castilla. Pero en 1392 «el casi moribundo obispo don Francisco», como señaló Eduardo Pardo de Guevara y Valdés, se vio obligado a nombrar comendero al conde de Trastámara por «el mal y daño y pérdida y deshonra que recibían sus hombres y vasallos», según consta en el documento de concesión de la encomienda al conde, y en él también se menciona, como señaló el mismo historiador, que entre las obligaciones del nuevo comendero figurarían las de proteger «al obispo, canónigos racioneros, clérigos y servidores de aquella Iglesia y a sus hombres y cosas de los peones de Fernán Rodríguez de Aguiar, Lope Díaz Teixeiro, Ares Fernández Miranda y otros cualesquier».
Barrantes Maldonado señaló que tras las Cortes de Burgos de 1392, los parientes del rey quedaron muy descontentos por la pérdida de gran cantidad de tierras y de dinero que recibían de la Corona a modo de «quitaciones» y que pasaron a manos de los nuevos consejeros y favoritos del monarca. Y también afirmó que los parientes del monarca se retiraron a sus tierras y que el duque de Benavente comenzó a recaudar en toda Castilla «los dineros que se avian repartido de las monedas», siendo apresados o castigados todos aquellos que no lo abonaban. Pero Suárez Bilbao indicó que en las Cortes de Burgos los procuradores concedieron al duque de Benavente y al conde de Noreña, por su condición de hijos, aunque ilegítimos, de Enrique II, un millón de maravedís anuales para cada uno procedentes de diversas rentas de la Corona, y también que la reina Leonor siguió intentando mantener unidos al grupo de los familiares del monarca, ya que si se unían el duque de Benavente, que poseía grandes dominios en León y Zamora, el conde Alfonso, que los tenía en Asturias, y el conde de Trastámara, que era el mayor magnate en Galicia, podrían conformar «un bloque de poder equivalente al antiguo reino de León». El mismo autor también señaló que esta época el conde de Trastámara estuvo cerca de lograr «un entendimiento» con Pedro Ruiz Sarmiento, el adelantado mayor de Galicia.

#### Mayoría de edad de Enrique III y Liga de Lillo (1393-1394)

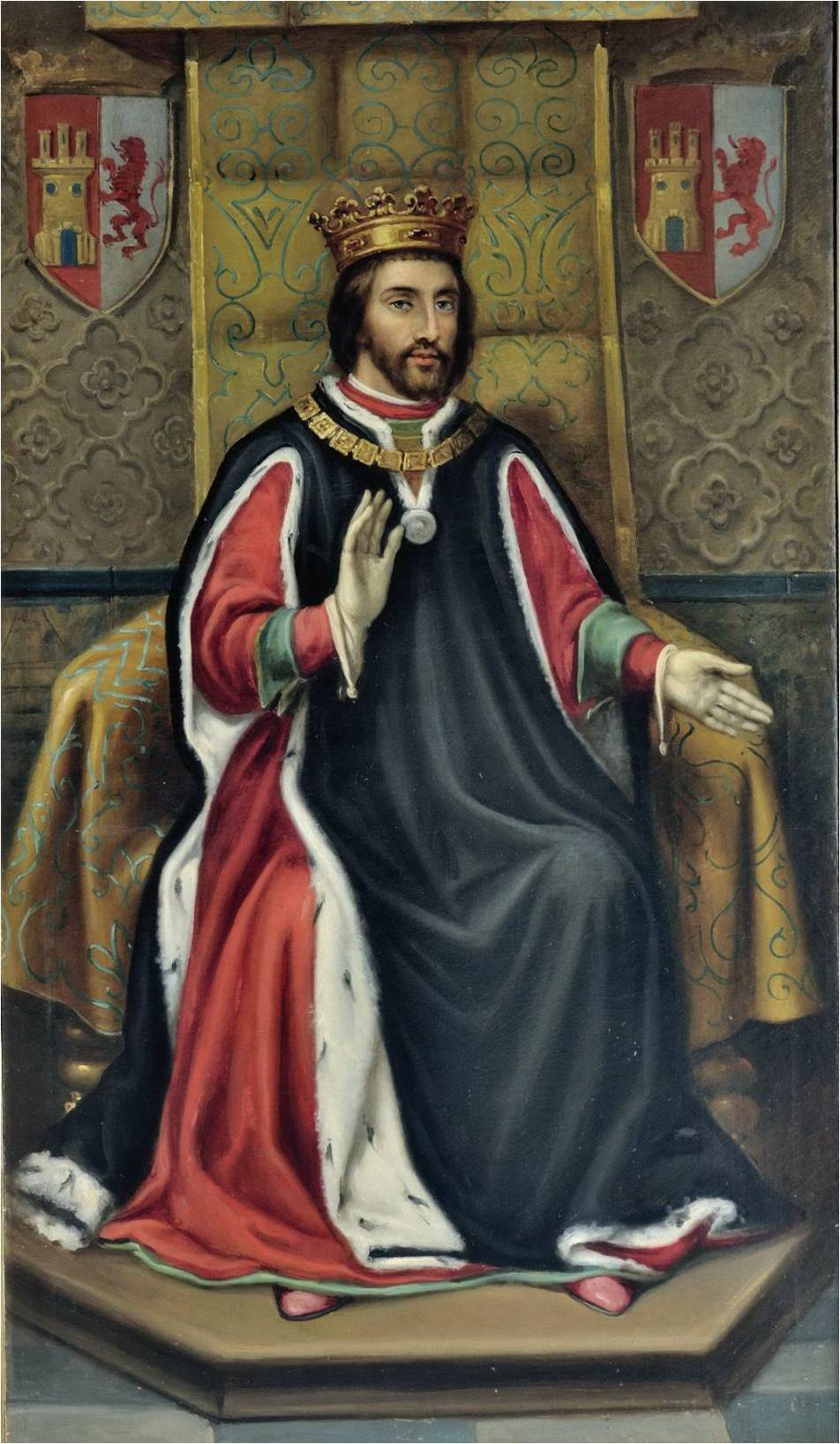
Retrato imaginario de Enrique III de Castilla. José María Rodríguez de Losada. (Ayuntamiento de León).

El caos existente en Castilla, los conflictos entre los nobles, y el «agrio enfrentamiento» entre los arzobispos Pedro Tenorio y Juan García Manrique provocaron que el 2 de agosto de 1393, para desgracia del conde de Trastámara y de sus «ambiciones», como señaló Pardo de Guevara y Valdés, y mientras el Consejo de Regencia estaba reunido en el monasterio de las Huelgas de Burgos, el rey Enrique III decidiera asumir el poder y comenzar a gobernar sus reinos, siendo animado a ello por sus «consejeros más próximos», Diego López de Zúñiga y Juan Hurtado de Mendoza. Debido a los grandes problemas que padecía Castilla, el rey empezó a gobernar aunque aún faltaban dos meses para que cumpliera los catorce años de edad, que era la «edad mínima» indispensable para que un rey castellano pudiera regir los destinos del reino.
Con la mayoría de edad de Enrique III, el Consejo de Regencia pasó a ser el Consejo Real por la «maniobra» del arzobispo Tenorio, y los servidores más inmediatos del rey, como señaló Pardo de Guevara y Valdés, se convirtieron en los personajes más relevantes de la Corte y en los más cercanos al joven monarca. Entre ellos figuraban Diego López de Zúñiga, que pasó a ser justicia mayor del rey, Juan Hurtado de Mendoza, que fue el nuevo mayordomo mayor del rey, y Pedro López de Ayala, que se convirtió en el canciller mayor de Castilla. Cuando Enrique III alcanzó la mayoría de edad, el monarca se vio obligado a combatir a los que algunos autores, como Miguel Ángel Ladero Quesada, han llamado los «epígonos Trastámara», entre los que figuraban el duque de Benavente, la reina Leonor de Trastámara y el conde Alfonso Enríquez, que eran hijos ilegítimos de Enrique II, y también el conde Pedro Enríquez y otros nobles como el conde de Niebla, ya que estos no podían aceptar, como señaló Isabel Montes, que el rey les despojara del protagonismo que hasta entonces habían tenido.
Eduardo Pardo de Guevara y Valdés afirmó que durante las Cortes de Madrid de 1393 los regentes y tutores del monarca cometieron algunos desaciertos, y que por ello Enrique III decidió invalidar «todas las gracias, e mercedes, e dávidas, e hemiendas e oficios, oidorías, refrendaríaas, escribanías e generalmente todas las otras cosas» establecidas por el Consejo del Reino durante su minoría de edad. En esas Cortes se redujeron las rentas que el Consejo de Regencia había concedido en nombre de la Corona a la reina Leonor, a los condes de Trastámara y de Noreña y al duque de Benavente, y se dispuso que recibirían las que el rey Juan I de Castilla había estipulado en las Cortes de Guadalajara de 1390, aunque Suárez Bilbao afirmó que en esas Cortes se concedieron algunas rentas a la reina Leonor y a los condes de Trastámara y Noreña y que se cancelaron las que el Consejo de Regencia les había otorgado en años anteriores. Pero para satisfacer las exigencias de los familiares del monarca se les concedieron numerosas «compensaciones» que no consiguieron contentarles, ya que la reina Leonor de Trastámara, el conde Alfonso Enríquez, el duque de Benavente, el infante Juan de Portugal y numerosos nobles quedaron muy insatisfechos por las grandes sumas de la Corona que dejarían de percibir durante el año 1394.

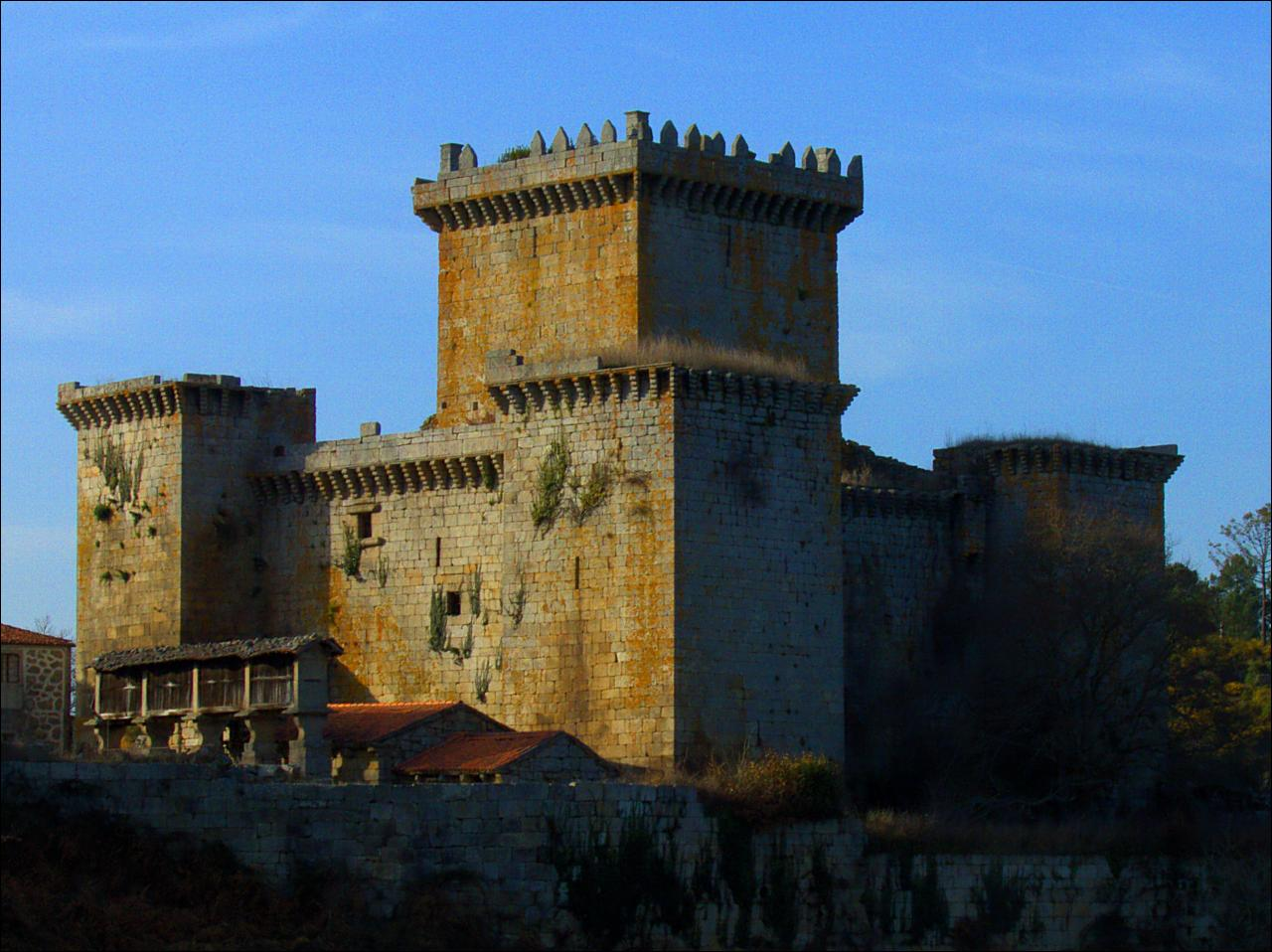
El castillo de Pambre, edificado a finales del por Gonzalo Ozores de Ulloa. (Provincia de Lugo).

En la Corte castellana también despuntaron en esta época el maestre de la Orden de Santiago, Lorenzo Suárez de Figueroa, Juan Fernández de Velasco, el mariscal de Castilla Garcí González de Herrera, y Alfonso Enríquez, futuro almirante de Castilla y hermano o hermanastro del conde Pedro Enríquez, ya que según Pardo de Guevara y Valdés fue «el más hábil» de todos los hijos del maestre Fadrique Alfonso de Castilla al conseguir formar parte del grupo de nobles con más influencia en la Corte. La baja nobleza, como señaló Luis Suárez Fernández, creó un frente común para intentar desplazar a los más destacados magnates y neutralizar o «mantener sumisas» a las Cortes de Castilla, y los familiares del rey fueron desplazados en beneficio de los nobles «de segunda fila», siendo el conde de Trastámara desposeído de algunas de sus rentas y del cargo de condestable de Castilla, que «finalmente» fue concedido a Ruy López Dávalos. Suárez Fernández aseguró que en esta época Ruy López Dávalos pasó a ser el condestable de Castilla, pero la mayoría de los autores insisten en que el conde Pedro Enríquez ejerció ese cargo desde el año 1391 hasta el momento de su muerte, en mayo de 1400, pero Juan Torres Fontes señaló que Ruy López Dávalos «se intitulaba» ya condestable en 1397 y 1398, y que en un documento del 18 de octubre de 1399 conservado en el Archivo General de Navarra aparecía con ese título.
El 1 de octubre de 1393 el conde de Trastámara devolvió a su merino mayor, Gonzalo Ozores de Ulloa, las tierras de Monterroso y Ulloa, que le habían sido confiscadas junto con otros bienes a su familia por apoyar a Pedro I de Castilla durante la Guerra Civil Castellana y que junto con el territorio de Repostería, que Gonzalo Ozores adquirió en 1400, fueron los tres puntos principales de sus posesiones. Y hay constancia de que esa cesión fue confirmada dos veces por Enrique III en 1399, y de que el 9 de abril de 1401, en Valladolid, el conde Fadrique Enríquez, que era el hijo y heredero de Pedro Enríquez y aún no había sido nombrado duque de Arjona, confirmó también esa donación que su padre había hecho de los cotos y tierras de Ulloa y Monterroso junto con todos sus derechos, vasallos, jurisdicción alta y baja y el mero y mixto imperio sobre ellas.
La pérdida de algunas de sus rentas y de su influencia en la Corte posiblemente enojaron enormemente al conde de Trastámara e impulsaron sus deseos de venganza, ya que su «empecinamiento» por mantener de su elevado estatus en la Corte le llevó a ser uno de los miembros más destacados de la «célebre» Liga de Lillo, que constituyó el último y «desesperado» intento de los familiares más cercanos del rey por mantener su influencia en la Corte, controlar los resortes del poder, y ser los más directos colaboradores de Enrique III, ya que no aceptaban que el rey tuviera cerca de sí a privados procedentes de la nobleza «de segunda fila», como señaló Uría Maqua.

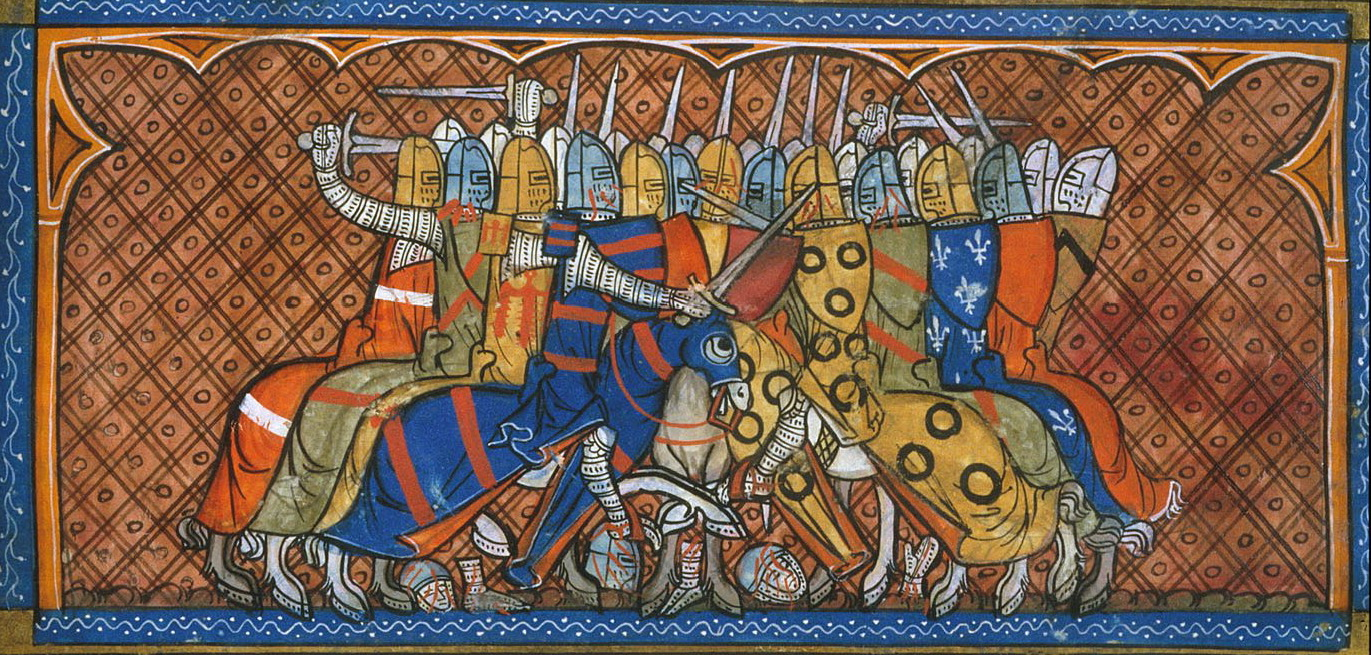
Miniatura medieval que representa a unos caballeros combatiendo. Chroniques de France o de St Denis. (British Library).

La Liga que se formó en la población leonesa de Lillo en marzo de 1394 incluyó al conde de Trastámara, a la reina Leonor de Trastámara, al duque de Benavente, al conde Alfonso Enríquez, al infante Juan de Portugal, que era el candidato respaldado por los confabulados para ocupar el trono portugués por su condición de hijo de Pedro I de Portugal, y al arzobispo de Santiago de Compostela, Juan García Manrique, que fue el último en adherirse a ella y aún seguía enemistado con el arzobispo Pedro Tenorio, ya que este último era «por convicción» uno de los partidarios del poder absoluto de los reyes. Aunque se desconoce cuáles fueron los acuerdos alcanzados en Lillo, sí hay constancia de que los implicados se reunieron en los primeros meses de 1394, y de que Enrique III intentó negociar con sus parientes, aunque sus primeras gestiones fracasaron. Y el marqués de Villena, Alfonso de Aragón, acudió a Castilla para apoyar a Enrique III, debido a las presiones que recibió desde el reino de Aragón, y en la primavera de 1394 los confabulados empezaron a reunir a sus hombres para iniciar la rebelión contra el monarca castellano.
La situación política empeoró notablemente cuando el duque de Benavente se posicionó en el municipio palentino de Cisneros con un ejército de dos mil peones y seiscientas lanzas, y cuando el arzobispo García Manrique reunió en Amusco, que era la cabeza de sus señoríos, mil hombres de a pie y quinientas lanzas. Y el conde de Trastámara comenzó a reunir a sus hombres en Galicia, la reina Leonor se atrincheró en la villa burgalesa de Roa y el conde Alfonso Enríquez reunió a sus vasallos y «gentes de armas» en Asturias, por lo que Enrique III y sus consejeros, que deseaban evitar una guerra civil, comenzaron a negociar por separado con los rebeldes para intentar deshacer la alianza que habían forjado.
Poco después el arzobispo de Santiago abandonó a los parientes del rey y fue convencido por Juan Hurtado de Mendoza y por Diego López de Zúñiga para que volviera a someterse a la autoridad del rey, y el prelado viajó velozmente a Valladolid y rindió pleitesía a Enrique III. El duque de Benavente también disolvió su ejército poco después y acudió «humildemente» ante el monarca y se disculpó ante él por su actitud y su rebeldía, y el conde Pedro Enríquez, que se hallaba en Galicia, fue a León para negociar con su hermano o hermanastro, Alfonso Enríquez, que había sido enviado por Enrique III junto con algunas tropas para conseguir que el conde abandonara a los rebeldes, siendo todo ello relatado, como señaló Pardo de Guevara y Valdés, en el capítulo XVIII de la Crónica de Enrique III:

Despues quel Duque de Benavente ovo asosegado con el Rey sus fechos segun avedes oído, llegó al Rey un Caballero hermano del Conde Don Pedro, que decian Alfonso Enriquez, é dió al Rey una carta de creencia del dicho Conde, é dixole, quel Conde era en tierra de Leon, é venia de Galicia, é que le enviaba pedir por merced que le asegurase, é que vernia á la su merced, é al Rey plogó dello, é envióle sus cartas de seguro con el dicho Alfonso Enriquez. É luego dende a pocos días llegó y el Conde Don Pedro, é fizo al Rey sus salvas, como él siempre fuera en su servicio, é asi le amaba: é que le pedia por merced que non quisiese creer al. Otrosi se querelló, é dixo, que bien sabia la su merced como el Rey Don Juan su padre le tomára la villa de Alva de Tormes, é la diera al Infante Don Juan de Portugal, é después, en enmienda desta villa, le diera á Paredes de Nava: é quel estando en posesion pacifica de Paredes, el Conde Don Alfonso, después que fuera suelto de la prision, le tomara el dicho logar; é maguer que por muchas veces le avia requerido é mostrado sus cartas, por las quales le mandaba que ge le desembargase, que lo non quisiera facer: é que le pedia por merced que le quisiese facer justicia desto. E el Rey, desque oyó todas las razones quel Conde Don Pedro le dixo, plógole por quanto se viniera á la su merced segun debía. É en razon de lo que se querellaba del Conde Don Alfonso que le tomára á Paredes de Nava, dixo, que le compliria de justicia.

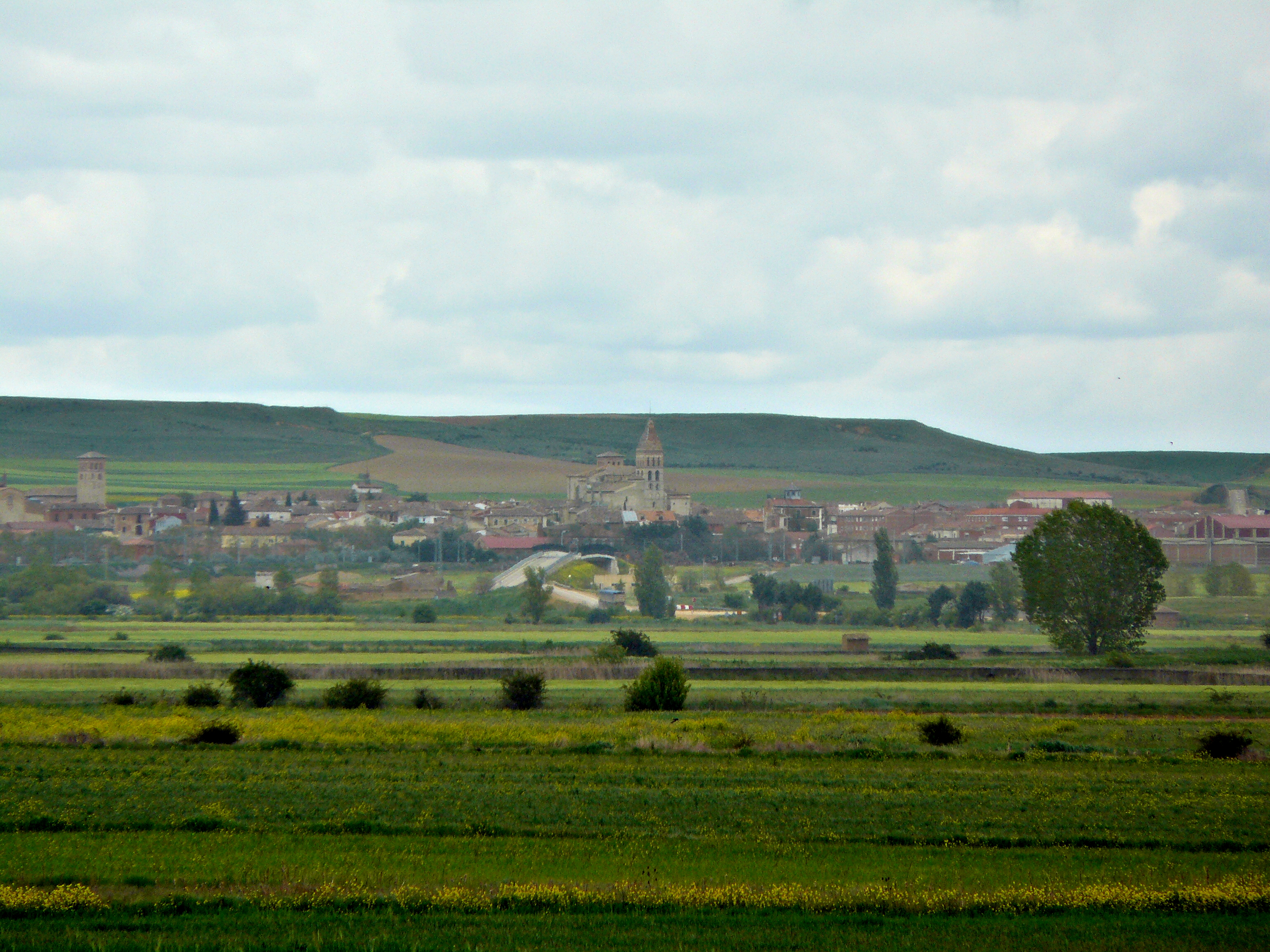
Vista del municipio de Paredes de Nava. (Provincia de Palencia).

En el verano de 1394 Enrique III, que se hallaba en Valladolid, fue a la villa de Paredes de Nava, de la que se había apoderado el conde Alfonso Enríquez cuando salió de prisión, tomó posesión de ella, y la puso provisionalmente en manos de su camarero mayor, Ruy López Dávalos, aunque concedió al conde de Noreña un plazo de sesenta días para que expusiera las razones que alegaba para conservar la villa o de lo contrario la perdería definitivamente. Todo ello fue relatado, como señaló Muñoz Gómez, en el capítulo XX de la Crónica de Enrique III, aunque con la entrega de Paredes de Nava al conde de Trastámara Enrique III provocó un enfrentamiento entre dos magnates que podrían haberse opuesto a su política de reforzamiento de la autoridad de la Corona.
Tras la reconciliación del monarca con el conde de Trastámara, el duque de Benavente, y el arzobispo García Manrique, la liga que habían formado los parientes del rey perdió muchos de sus apoyos, y Enrique III, gracias a su sólida posición, pudo continuar dialogando con los rebeldes en «su anterior tono conciliador», como señaló Pardo de Guevara y Valdés, pero para estar seguro de que no se rebelarían nuevamente contra él, al duque de Benavente le solicitó la entrega de varios rehenes y le forzó a que rubricara, con ciertas condiciones, la Concordia de Valladolid, que fue firmada en esa ciudad el 20 de junio de 1394.
Pero poco después Enrique III de Castilla cambió de postura y «la cólera y la dureza más implacable», en palabras de Pardo de Guevara y Valdés, reemplazaron el «tono conciliador» que el monarca había empleado anteriormente con sus parientes. Y cuando el rey, que se hallaba en Burgos, fue informado de que el conde de Trastámara, junto con «doscientas lanzas», se había reunido en Roa con la reina Leonor de Trastámara, ordenó que el duque de Benavente fuera encerrado en prisión por miedo a que se uniera nuevamente a los rebeldes, y después el monarca se dirigió a Roa acompañado por mil hombres de armas y por todos los bastimentos necesarios para poder derrotar rápidamente a los que allí se oponían a su autoridad. El conde de Tratámara huyó rápidamente a Galicia, de donde según Suárez Fernández jamás volvió a salir, aunque esa afirmación es falsa, y Enrique III consiguió capturar en Roa a su tía, la reina Leonor de Trastámara. La Liga de Lillo empezó a disolverse y el conde Alfonso Enríquez, que tal vez creía tener garantizada su seguridad en sus señoríos asturianos, fue el último de los que persistieron en su rebelión contra el monarca, aunque este acabó enviando sus tropas contra él.
Aunque Suárez Fernández señaló que el conde de Trastámara se refugió en Galicia por temor al monarca, Pardo de Guevara y Valdés afirmó que tal vez al dirigirse allí intentaba hallar una «salida más airosa ante el estrepitoso fracaso de la Liga de Lillo», y de ahí que cuando fue informado de que Enrique III y sus tropas se aproximaban a Roa prefiriera «refugiarse» en su villa de Monforte de Lemos. En el capítulo XXVI de la Crónica de Enrique III, que fue citado por Pardo de Guevara, consta que cuando el monarca fue informado de que el conde se dirigía a sus tierras de Galicia, ordenó a Álvar Pérez Osorio y a todos los concejos y caballeros de los territorios por los que pasaría el conde antes de llegar a Galicia que lo apresaran «si pudieran». El mismo autor aseguró que:

Mientras se producían todas estas maniobras, el conde don Pedro rumiaba el nuevo fracaso en sus tierras de Galicia. Una vez más volvía a encontrarse al borde de la ruina política, aunque ahora su situación era todavía más crítica, por cuanto no estaba en disposición de diseñar una estrategia que le permitiera salir con bien de aquella difícil coyuntura. Ocurría, en realidad, que una nueva casta nobiliaria se había afirmado sólidamente en el poder, desplazando a la alta nobleza de parientes, de la cual él formaba parte y con la que hasta aquel mismo momento se había sentido irremediablemente comprometido. En buena medida, pues, el fracaso de ésta se había convertido también en su propio fracaso.

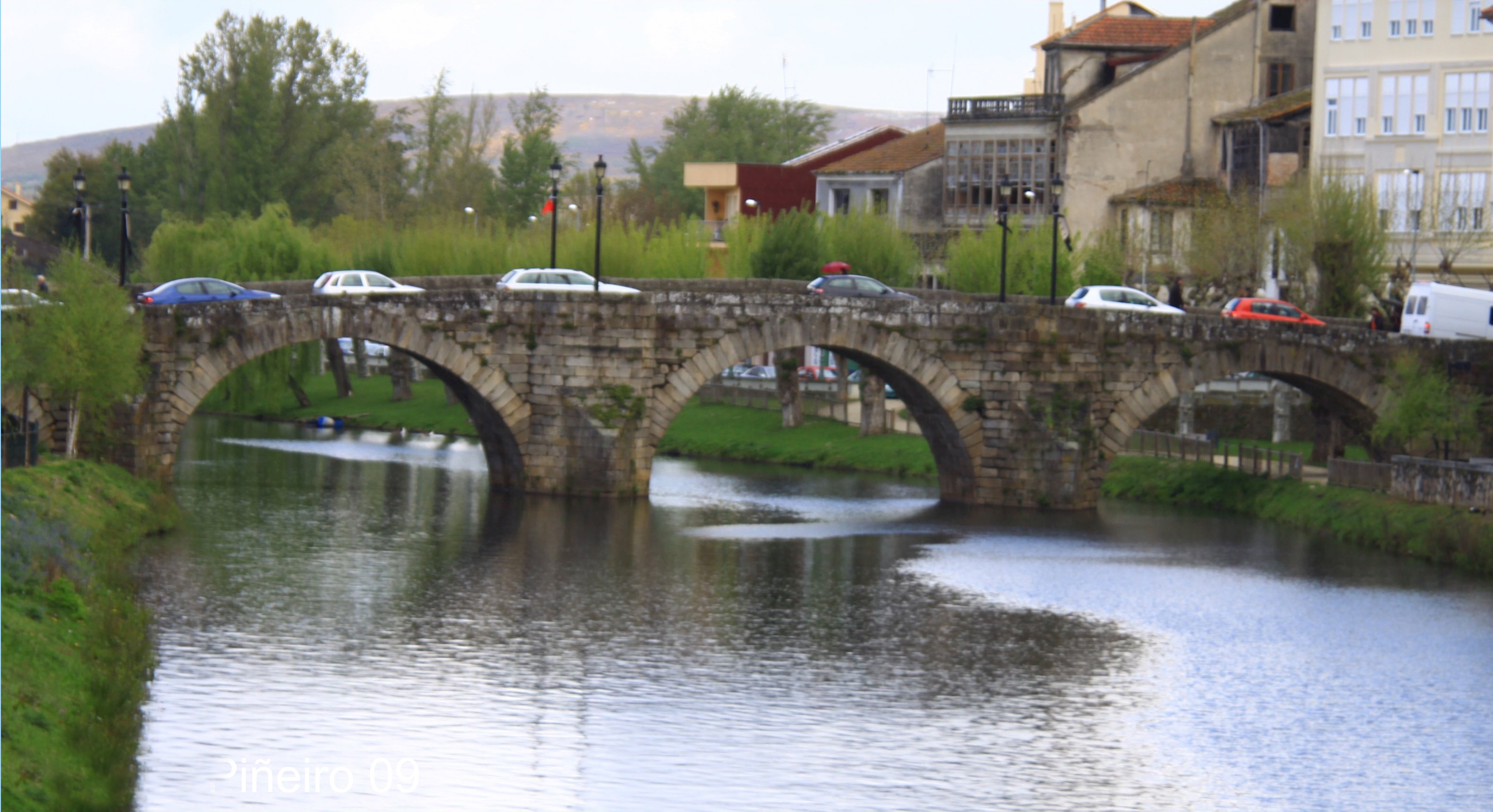
Puente romano de Monforte de Lemos. (Provincia de Lugo).

Enrique III ordenó el 25 de julio de 1394 que el duque de Benavente fuera apresado en Burgos, y también encomendó poco después al adelantado mayor de Galicia, Diego Pérez Sarmiento, que confiscara en nombre de la Corona todas las posesiones del conde de Trastámara, por haber ido este último a Roa sin el permiso del rey y contra su voluntad. El adelantado, que era «uno de los más leales» vasallos del rey, recibió los documentos y cartas «que para esto menester fueron», según consta en el capítulo XXV de la Crónica de Enrique III y como indicó Pardo de Guevara y Valdés.
Los representantes del concejo de Paredes de Nava, como señaló Muñoz Gómez, aprovecharon la caída en desgracia de los condes de Trastámara y Noreña para solicitar al monarca que su villa volviera a pertenecer al realengo, pero el 2 de agosto de 1394, y desde Roa, Enrique III respondió evasivamente al concejo afirmando que dispondría lo más conveniente para su propio «servicio», aunque conviene señalar que ese mismo autor indicó en otro artículo suyo que el concejo de Paredes de Nava ya había solicitado en 1393 al monarca que su villa volviera al realengo, al que había pertenecido entre 1383 y 1385. El conde de Trastámara, por su parte, se propuso acatar la autoridad del monarca, y cuando este último llegó a León mientras se dirigía a Asturias para terminar con la resistencia del conde de Noreña, el de Trastámara solicitó su perdón, y Enrique III le perdonó y envió para que negociaran con él en su nombre a Juan de Velasco, que era el camarero mayor del rey, y a Diego López de Zúñiga, que era el alguacil mayor del monarca.

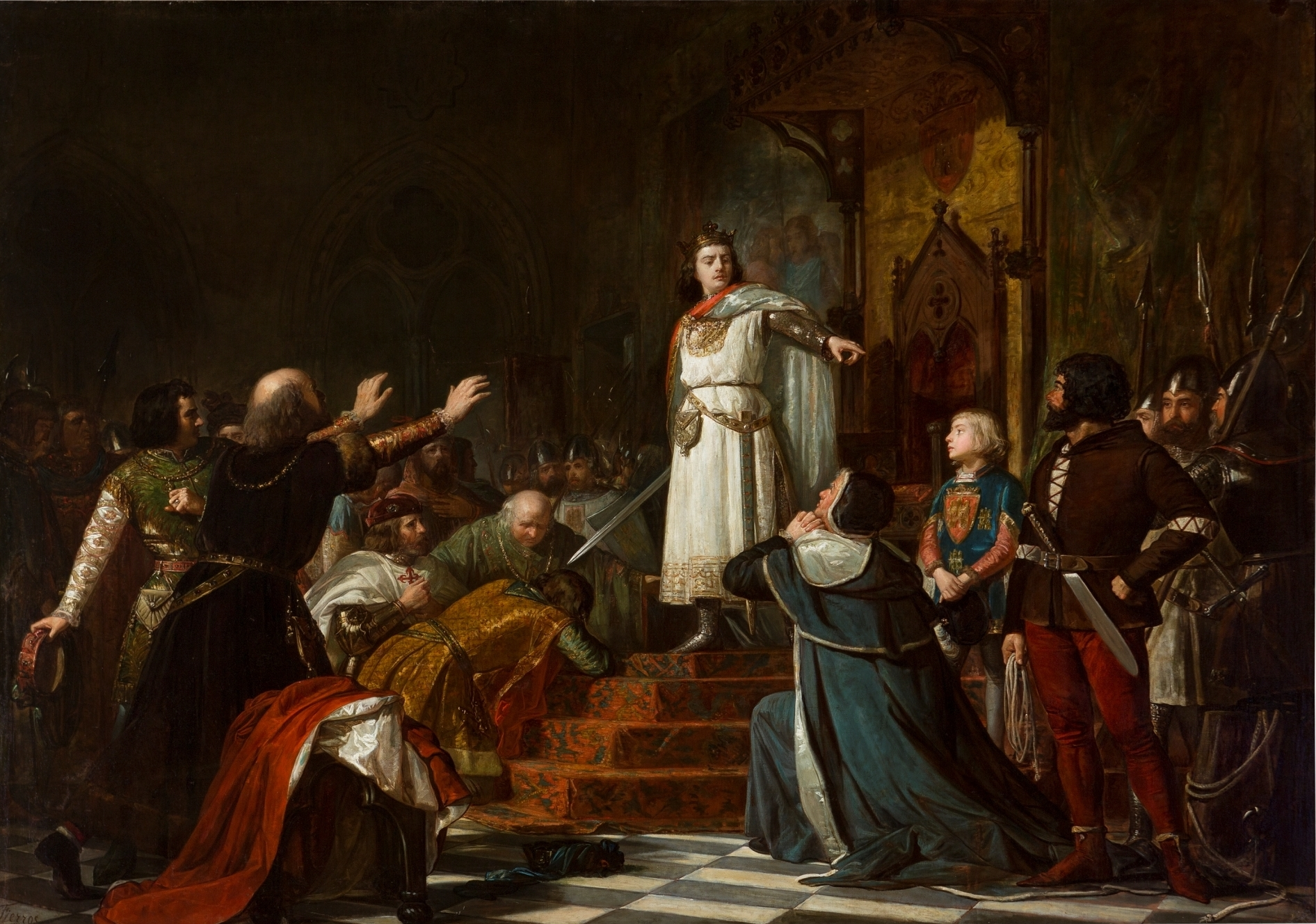
Enrique III y los nobles, por Dionisio Fierros (Universidad de Barcelona).

Como el conde creía que el rey sería benigno con él, acudió al asedio de Gijón, que pertenecía al conde Alfonso Enríquez y donde se hallaba el rey, y este último, debido a la gran cantidad de rentas que el conde de Trastámara había perdido y que habían provocado su participación en la Liga de Lillo, le recompensó con dos señoríos que habían pertenecido al duque de Benavente, las villas de Ponferrada y de Villafranca de Valcárcel. Y cabe la posibilidad de que el conde de Trastámara participara en las negociaciones que condujeron finalmente a la firma de una tregua de seis meses entre Enrique III y el conde Alfonso Enríquez, que fue rubricada 3 de noviembre de 1394. Además, la participación del conde en el asedio de Gijón y su definitiva reconciliación con Enrique III fue relatada, como señaló Pardo de Guevara y Valdés, en el capítulo XXX de la Crónica de Enrique III, y el rey ordenó desde Valladolid el 26 de noviembre de 1394 al concejo de Villafranca de Valcárcel que acataran como señor al conde Pedro y no al duque de Benavente, a quien había pertenecido anteriormente esa villa, y en 1396, dos años después, el mismo monarca escribió al concejo de Villafranca para recordarles que debían aceptar al conde de Trastámara como señor.
La orden para confiscar los bienes del conde de Trastámara fue anulada, y no solamente los recuperó en su totalidad sino que se vieron aumentados con los señoríos de Villafranca de Valcárcel y Ponferrada, aunque al conde no se le dio licencia para que volviera a la Corte. Pardo de Guevara y Valdés aseguró que si el rumbo de los acontecimientos hubiera sido distinto, desde esos señoríos el conde «habría articulado» más fácilmente su penetración en territorio castellano, ya que la mayoría de sus posesiones se hallaban en Galicia. Pero aunque los acontecimientos fueron favorables para el conde, su participación en la Liga de Lillo solo le sirvió, en palabras de dicho historiador, como «eficaz y definitivo escarmiento para sus veleidades», y su alejamiento de la Corte le permitió volver a ser nuevamente el mayor magnate de Galicia.
El señorío de Paredes de Nava también pasó en 1394 a manos del conde, gracias a su «influencia» sobre el monarca y a la completa derrota del conde Alfonso Enríquez, que había huido a Francia tras ser desposeído de sus extensos dominios. A pesar de que el concejo de Paredes de Nava solicitó al monarca que su villa volviera al realengo, el conde Pedro no tomó represalias contra ellos y, aunque los documentos de la época, como señaló Muñoz Gómez, no son muy reveladores al respecto, parece que la relación del conde con esa villa palentina fue «correcta y distante», ya que su estancia en tierras gallegas le mantuvo alejado de ella. Precisamente esto último permitió que Fernando de Noroña, que era hijo del conde Alfonso Enríquez, residiera habitualmente en Paredes de Nava y ejerciera sin el permiso del conde de Trastámara algunas de las «prerrogativas» propias del titular del señorío.

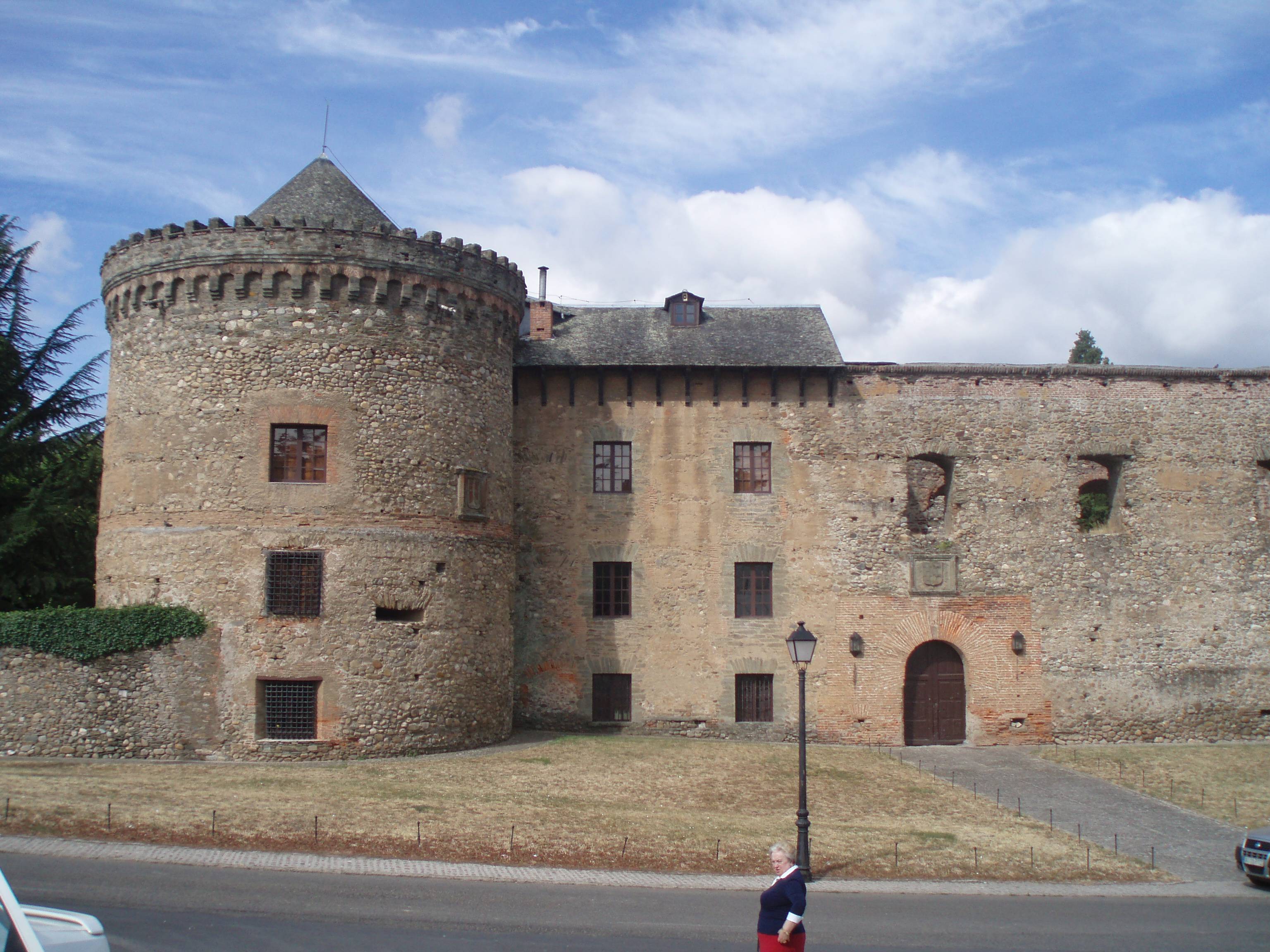
Castillo de Villafranca del Bierzo. (Provincia de León).

La derrota completa que sufrieron los familiares del rey confirmó el triunfo rotundo en la Corte de Ruy López Dávalos, de Diego López de Zúñiga y de Juan Hurtado de Mendoza, que encabezaban en esos momentos la «oligarquía de cortesanos», en palabras de Luis Suárez Fernández, con mayor influencia sobre el monarca. Debido a su alejamiento de la Corte, el conde volvió de nuevo a sus intereses en Galicia, ya que su posición allí, debido a sus enormes dominios, estaba «sólidamente afirmada», y tal vez se dio cuenta, en opinión de Fernando Suárez Bilbao, de que su alejamiento de los rebeldes y su sometimiento a Enrique III «le había permitido» conservar y ampliar sus dominios. Y conviene recordar que el conde era en esos momentos:

Conde de Trastámara, de Lemos y de Sarria, del Bollo y de Viana; ejercía además su dominio señorial sobre las villas y tierras de Sarria, Monforte, Caldelas, Tribes, Viana del Bollo, Trasancos, Neda, Toldaos, Cedeira, Castro de Rey, Otero de Rey... y ahora, mirando hacia Castilla, también sobre las de Ponferrada, Villafranca de Valcárcel y Paredes de Nava.

El conde reinició nuevamente su «interrumpida política gallega», como señaló Pardo de Guevara y Valdés, y las circunstancias eran extremadamente favorables para él, ya que la Iglesia gallega adoptó en general una actitud humilde y temerosa ante el conde debido a sus «duras y ya bien conocidas respuestas». En 1394 se reanudó en Orense el pleito entre el conde, que poseía en dicha ciudad la fortaleza de Castelo Ramiro y el puente sobre el río Miño junto con su pontazgo, constituyendo ambos su base de poder en esa ciudad, y el cabildo catedralicio orensano, que reclamaba la posesión de ambos. En el caso de la fortaleza, el conde nombró alcaide de la misma a Vasco Lorenzo de Lira, que supo «realizar muy bien su papel y rechazar los requerimientos» para que la entregara al cabildo catedralicio aduciendo que él había realizado ante el conde pleito homenaje por la fortaleza, y que la conservaría hasta que el mismo le ordenara que la devolviera. En el caso del puente sobre el Miño el conde resultó más beneficiado, ya que el alcaide del mismo, Juan de Novoa, que era yerno suyo por estar casado con su hija Leonor Enríquez y uno de los nobles más destacados de Galicia en esos momentos, retuvo el puente y el derecho de pontazgo y llegó a arrendar el «servicio de barcas de Portobello», que pertenecía al cabildo catedralicio y al que se negó a abonar la renta correspondiente por ese arrendamiento. En 1394 el conde cedió a su yerno, Juan de Novoa, que era uno de sus principales partidarios en Orense, los cotos de Nogales y Moreiro, que habían pertenecido a la Orden del Temple hasta principios del siglo XIV y habían sido cedidos al conde por su tío, el rey Enrique II. El conde también entregó a su yerno el 8 de junio de 1394 los cotos de San Vicente y de Molgas, que se encontraban en «tierras de Limia».

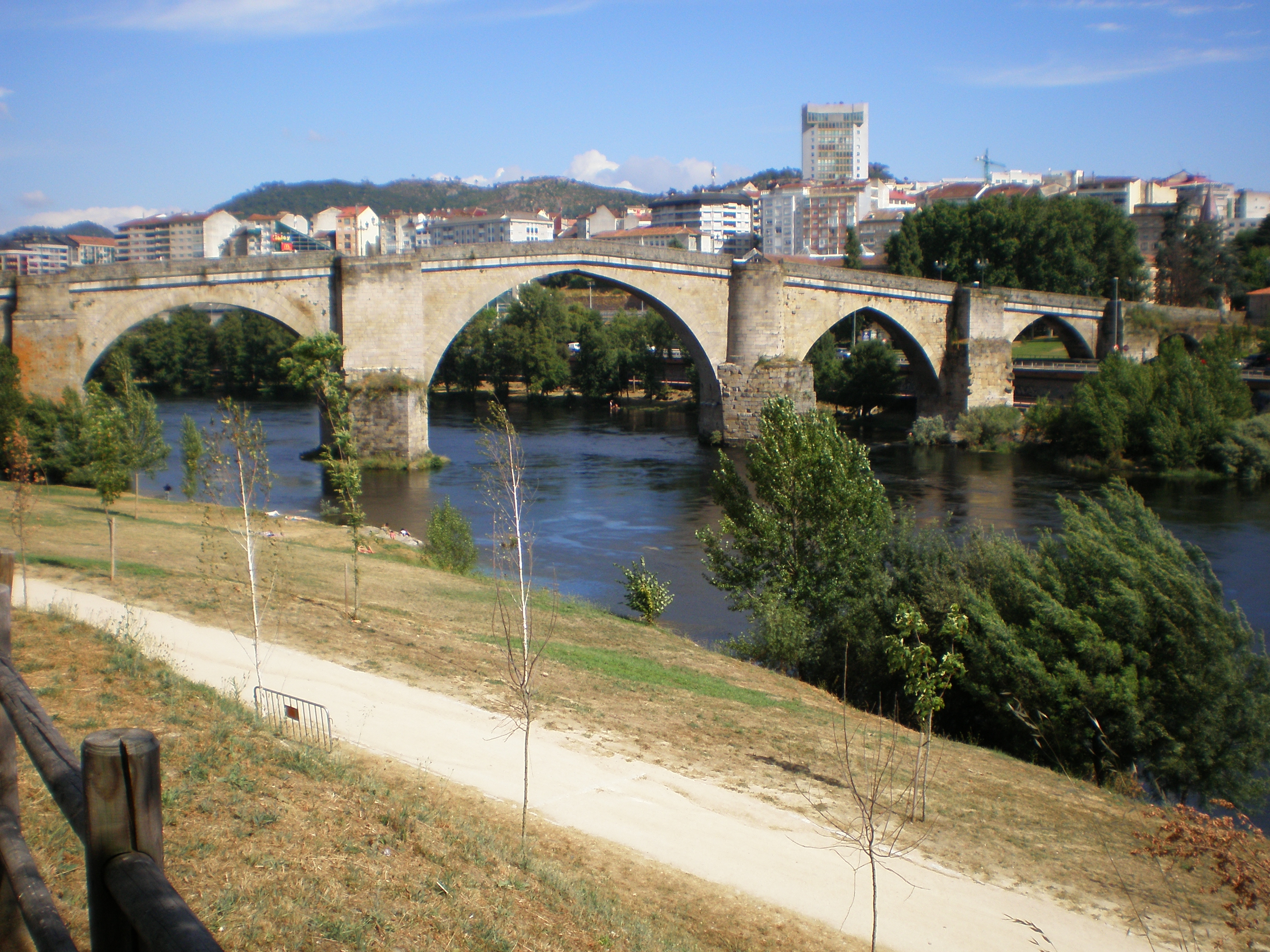
Puente medieval de Orense.

El 3 de enero de 1394 el adelantado mayor de Galicia, Diego Pérez Sarmiento, consiguió ser nombrado comendero del obispado de Orense, ya que el obispo Pedro Díaz necesitaba defenderse de los ataques del conde de Trastámara. En una carta que el cabildo catedralicio orensano envió al rey Enrique III se afirmó que la situación del obispado y de los canónigos era muy miserable, ya que había cuatro familias nobles, los Novoa, los Cadórniga, los Espinosa y los Mosquera, que se habían adueñado ilegalmente de las rentas del obispado al tiempo que el adelantado mayor de Galicia estimulaba el deseo de las villas de independizarse del señorío de los obispos de Orense, al que se hallaban sometidas, a fin de que entraran a formar parte de las posesiones personales del propio adelantado mayor. El obispo Pedro Díaz, que no se encontraba en su diócesis, utilizó a esas cuatro familias para mantener un «mínimo de autoridad» en su territorio y poder percibir sus rentas, lo que provocó aún más miseria en la zona.
El conde entregó en 1394 a Men Rodríguez de los Castillones la feligresía de Sietevientos, aunque solo en tanto durase su vida, y en esa época también cedió a su hermano o hermanastro Alfonso Enríquez las feligresías de Toldaos y Pantón, aunque este último las vendió posteriormente a Pedro Díaz de Cadórniga, que era yerno del conde Pedro por su matrimonio con su hija Constanza Enríquez y tal vez «nieto suyo» por ser hijo según algunos autores de otra de sus hijas, Leonor Enríquez.

#### Los últimos años del conde (1395-1400)

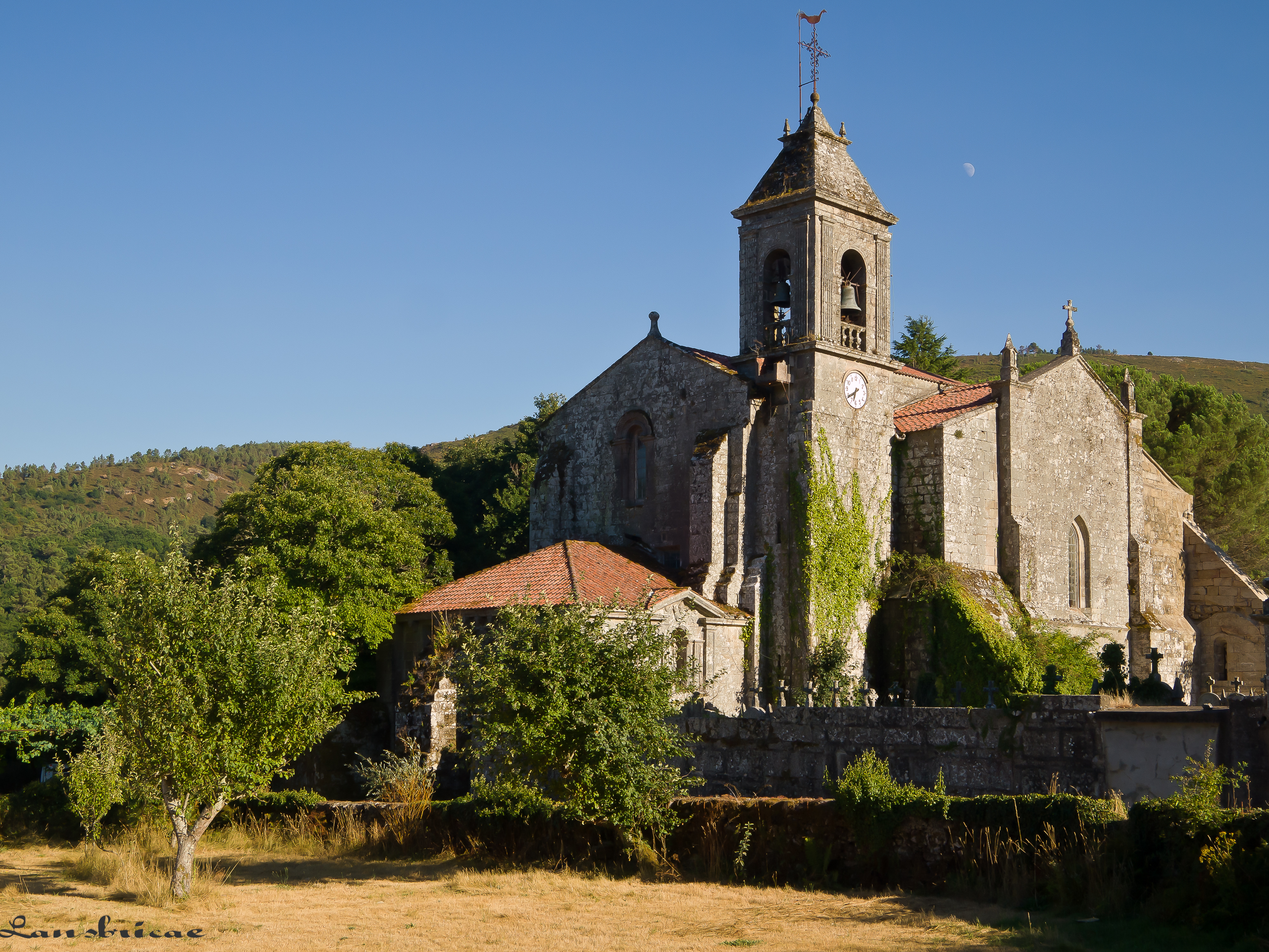
Iglesia del monasterio de Santa María de Melón. (Provincia de Orense).

La posición del arzobispo de Santiago de Compostela, Juan García Manrique, era muy débil, y en esos momentos era ya casi un «cadáver político», en palabras de Eduardo Pardo de Guevara y Valdés, ya que había perdido en la Corte la mayor parte de su prestigio e influencia y al final el conde había conseguido ser el magnate más poderoso de Galicia. Conviene tener presente que en la década de 1380 el arzobispo García Manrique había conseguido derrotar al conde, le había despojado en 1383 de la pertiguería mayor de Santiago, y había frustrado sus planes de convertirse en el «gran señor de Galicia».
Entre 1395 y 1400, que fueron los últimos cinco años de la vida del conde, su influencia y poder en Galicia quedaron confirmados y volvió a tener cerca de sí a una «lucida corte señorial» de hidalgos y caballeros a los que entregó numerosas recompensas en forma de tierras u otras mercedes, pero su relación con la Iglesia gallega y compostelana fue pésima, ya que volvió a extorsionar a las iglesias y se apoderó de sus rentas, como ya había hecho en épocas pasadas. Y en sus últimos años el conde se convirtió en el enemigo más encarnizado de la Iglesia gallega y con sus métodos coactivos consiguió amedrentarla incluso sin llegar a emplear la violencia. Tras su regreso a Galicia, los pleitos del conde con las autoridades eclesiásticas se reanudaron velozmente y, aunque se produjeron algunos nuevos, también se reiniciaron otros que parecían haber quedado resueltos en el pasado, como en el caso del pleito por la torre de la Barreira y por la torre-fortaleza de Castro de Montes, aunque en algunos de esos pleitos, como señaló Pardo de Guevara y Valdés, el fallo de los jueces o la simple intervención de la Corona bastó para que fueran resueltos.
En febrero de 1395 Enrique III ordenó al conde de Trastámara y a otros nobles gallegos que no quebrantaran los privilegios y libertades del monasterio de Santa María de Melón, ya que el rey lo había colocado bajo su protección personal y había confirmado sus privilegios, pero poco después el rey escribió al conde y a otros nobles gallegos para informarles de las quejas que le habían transmitido desde el monasterio de Meira por causa de sus abusos. En los últimos años del conde sus «ambiciones», en palabras de Muñoz Gómez, se centraron en Galicia, y aunque Enrique III le mantuvo alejado de la Corte y de los «círculos del poder», su poderío en Galicia fue de tal magnitud que el monarca «se abstuvo de intervenir allí» e ignoró los desmanes y violencias que el conde llevó a cabo.

El 5 de abril de 1395, y hallándose en Alcalá de Henares, el rey ordenó al conde Pedro Enríquez, a quien se refiere en el documento como «mi tio et mi condeestavel», al adelantado mayor de Galicia, Diego Pérez Sarmiento, y al merino o merinos que ejerciesen sus funciones en Galicia que no consintieran, como señaló Méndez Pérez, que los nobles Fernán Yáñez de Limia y su esposa, Juana das Seixas, continuaran apropiándose indebidamente de los bienes del monasterio de Chantada, al que habían ocasionado, como era frecuente entre los miembros de la nobleza, muchos «malles et danos et robos». El 15 de junio de 1395, mientras se hallaba en Valladolid, Enrique III ordenó que se realizara una pesquisa ante notario público y que se cuantificaran los daños que los nobles mencionados anteriormente habían ocasionado al concejo de Chantada y a los monasterios de Chouzán y Chantada, y que los resultados de dicha pesquisa fueran remitidos a su tío, el conde Pedro Enríquez, y al adelantado mayor de Galicia, a fin de que estos se encargaran de hacer pagar a dichos cónyuges los daños que hubieran ocasionado.

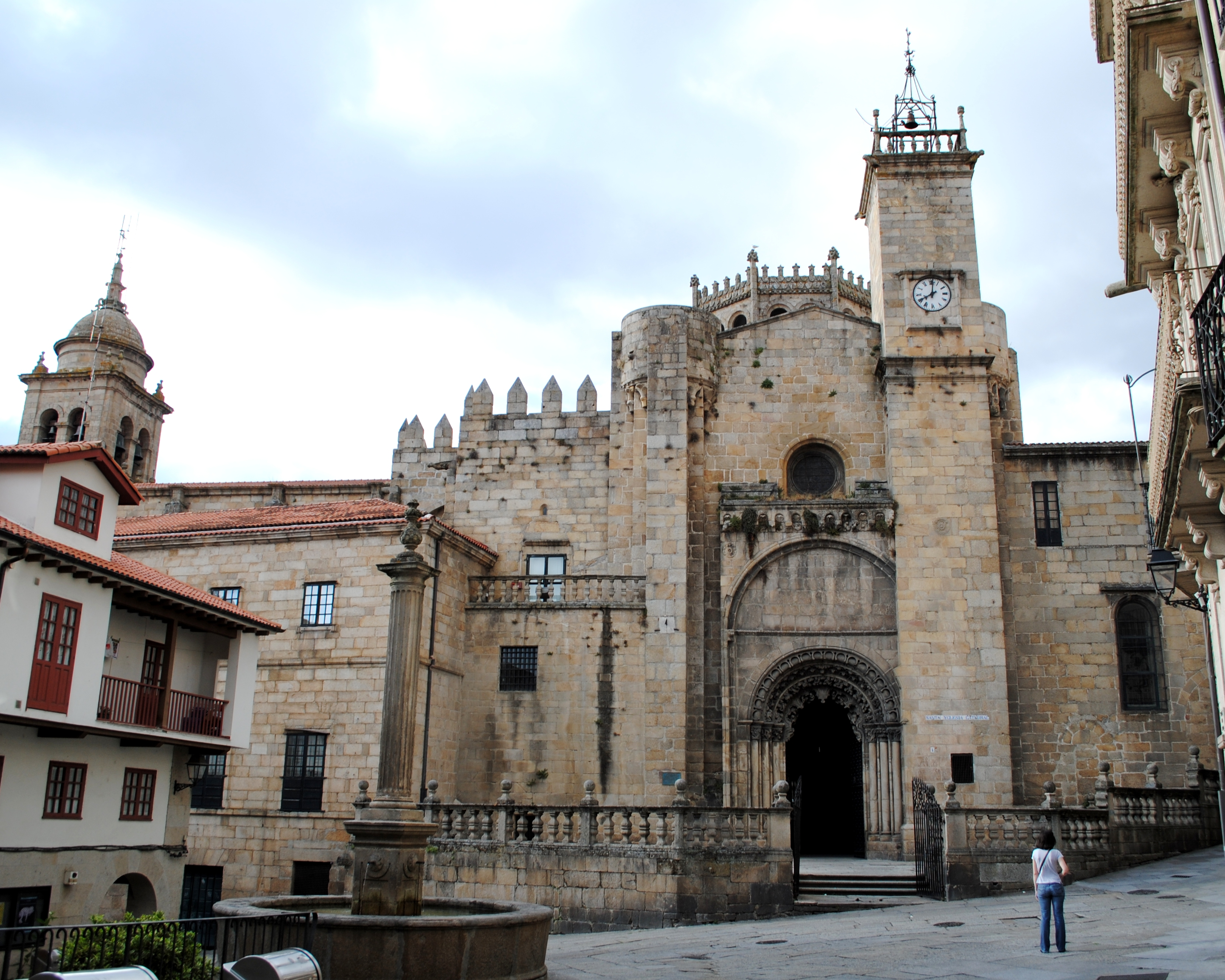
Catedral de Orense.

El 23 de octubre de 1395 el conde fue al claustro de Santa María de Orense y exigió a los miembros del cabildo catedralicio, que en su mayoría estaban reunidos allí, que firmaran y sellaran unas cartas dirigidas al obispo de Orense y al rey Enrique III en relación con el chantre de la catedral de Orense, y aunque Ares Lourenzo y los canónigos beneficiados de Orense no deseaban firmarlas, al final Martín Montes accedió a hacerlo aunque indicando que lo hacía por miedo y recelo a las posibles represalias del conde. Pero este último también se mostraba al mismo tiempo como el «gran señor de Galicia» y ofrecía generosas donaciones a sus vasallos o partidarios, y su generosidad en ese sentido, como señaló Pardo de Guevara, volvió a ser «proverbial» en sus últimos años de vida.
En sus últimos años el conde volvió a disfrutar del respaldo de numerosos nobles gallegos, como Pedro Díaz de Cadórniga, que era su yerno, Alfonso López de Saavedra, Gonzalo Ozores de Ulloa, Alfonso Vázquez de Vaamonde, Men Rodríguez de Castillón, Alfonso de Castro, Vasco Lorenzo de Lira, García Rodríguez de Valcárcel, Vasco Mosquera, Juan de Novoa, Álvaro González, Juan Núñez Pardo de Cela, Lope Pérez de Taboada y Gonzalo López de Goyanes, pertenecientes todos ellos a destacadas familias nobles de Galicia y recompensados con grandes mercedes por el conde. La opulencia que este último llegó a alcanzar quedó probada en que, como señaló fray Malaquías de la Vega, en su casa había de modo permanente ochenta escuderos «con salarios señalados», por lo que tal vez al final de su vida el conde consiguió hacer «realidad», como señaló Pardo de Guevara y Valdés, el proyecto de su tío Enrique II de convertirle en el mayor magnate de Galicia y en el representante de la monarquía en aquellas tierras, aunque:

La fortuna, sin embargo, sonrió demasiado tarde al ya viejo conde don Pedro. Su larga y agitada vida, cargada de atropellos y violencias en Galicia, muchas difícilmente justificables, y de graves errores políticos en Castilla, tocaba a su fin, cerrando un largo y agitado capítulo histórico de la Casa de Lemos.

El 7 de febrero de 1398 el conde Pedro Enríquez cedió a García Rodríguez de Valcárcel y a su hijo Pedro García diversas feligresías que «no es posible identificar», como señaló Pardo de Guevara y Valdés erróneamente, aunque otros autores afirman que fueron las feligresías de «Porrageen de Sebrero y de tierra de Trasancos, y de las de Lamas y Cerdido». Pedro García de Valcárcel debió fallecer en ese mismo año, ya que el conde de Trastámara le entregó a su padre esas feligresías, como señaló fray Malaquías de la Vega, afirmando en el documento que habían estado en poder de su hijo, por lo que es muy posible que este último ya hubiera muerto. El 24 de octubre de 1398 el cabildo catedralicio compostelano concedió un «poder» a los canónigos Domingo Fernández de Cándamos, que era doctor en Decretos, a Juan Vázquez de Collora, que era licenciado en Leyes, y a Alfonso Arias, para que «siguiesen» el pleito que el conde Pedro mantenía en la Corte con dicho cabildo por la posesión de los castillos y territorios de Trastámara, la Barreira y Castro de Montes.

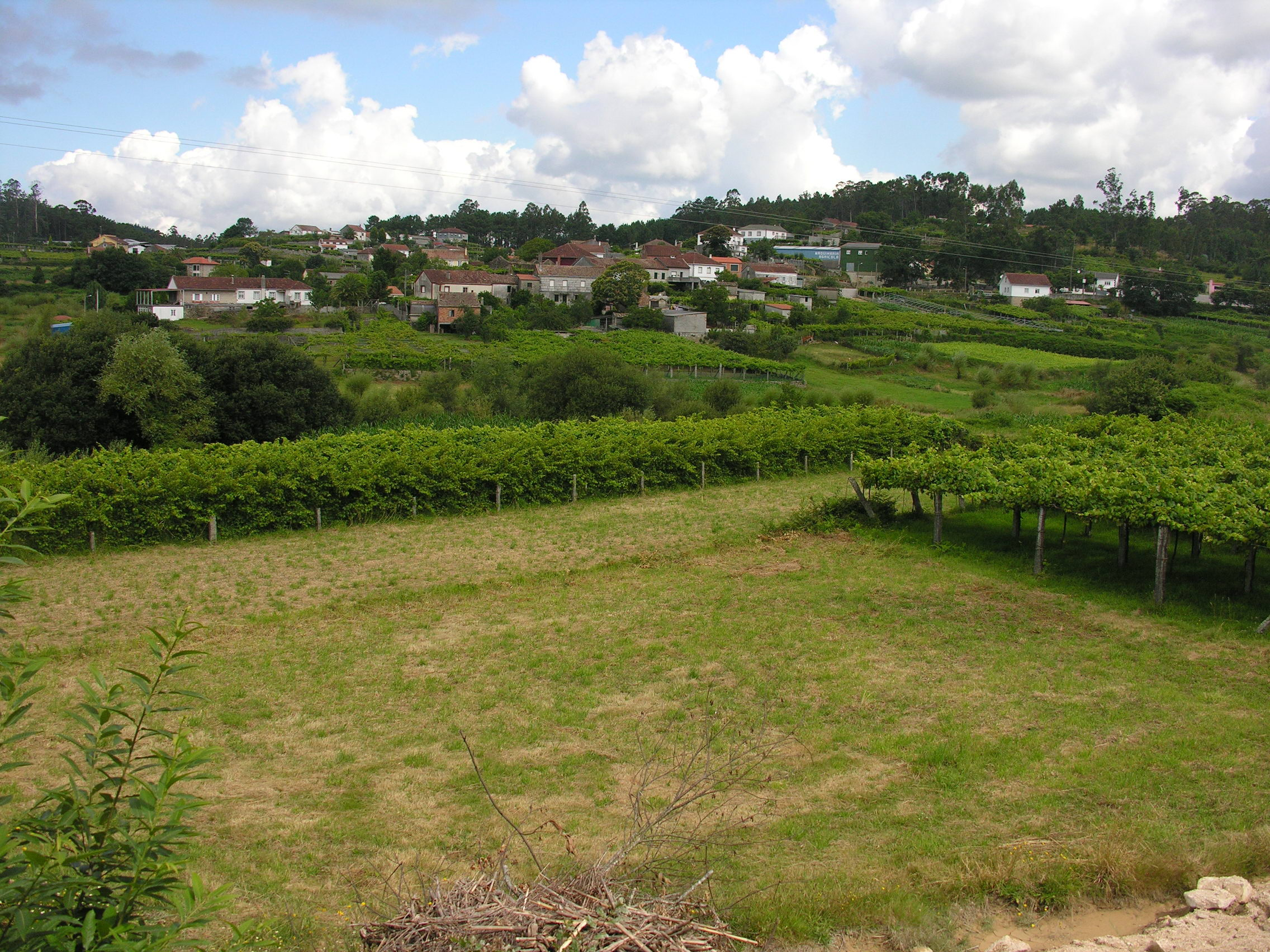
Vista de Moraña. (Provincia de Pontevedra).

Enrique III de Castilla ordenó al conde de Trastámara el 2 de diciembre de 1398 que dejara libres y desembargados los bienes que Enrique II había concedido en 1371 al cabildo catedralicio compostelano en tierras de Salnés, Moraña y Arcos de la Condesa, situadas en la provincia de Pontevedra, ya que el conde los retenía ilegalmente con la colaboración de su mayordomo, Gonzalo López de Moyanes. El conde, a quien su tío el rey se refirió en dicha orden como «aquel que mucho amo et prescio et de quien mucho fio», alegó para conservar esas posesiones que «supuestamente» el cabildo, como señaló Antonio López Ferreiro, se las había cedido, aunque en 1381 los oidores de la Real Audiencia ya habían resuelto el pleito a favor del cabildo.
El 12 de diciembre de 1398 el conde de Trastámara exigió al cabildo catedralicio compostelano la entrega de una gran suma de dinero, y en este caso el chantaje, como señaló Pardo de Guevara y Valdés, fue «más humillante», ya que el conde exigió que se le entregara ese mismo día o de lo contrario serían apresados y sufrirían sus injurias y vituperios. Para satisfacer las exigencias del magnate los canónigos tomaron cierta cantidad que se guardaba en el tesoro catedralicio, que según algunos autores eran varios «miles de maravedís», y la Mesa capitular compostelana quedó obligada a restituirlos al mencionado tesoro. Fernando Suárez Bilbao subrayó que en la época de la muerte del conde Pedro, que falleció en 1400, el obispo de Lugo, llamado Lope, fue asesinado en el transcurso de un motín popular que contó con el respaldo del adelantado mayor de Galicia, Diego Pérez Sarmiento, y que a 19 personas se les confiscaron sus bienes y fueron sentenciadas a muerte, aunque el asesinato de ese prelado tuvo lugar en realidad en 1403.

## Testamento y muerte (1400)
Tres días antes de su muerte, el 29 de abril de 1400, y hallándose en la ciudad de Orense, el conde otorgó testamento, y Pardo de Guevara y Valdés señaló que en él quedó patente el deseo del testador de manifestar la «magnanimidad con que se había conducido durante sus últimos años, que sin duda fueron los más brillantes y venturosos de su trayectoria como gran señor de Galicia».
Pedro Enríquez de Castilla falleció el día 2 de mayo de 1400 «en sus casas» de la ciudad de Orense. Fray Malaquías de la Vega, que basó sus afirmaciones, como señaló Muñoz Gómez, en numerosos documentos desaparecidos del antiguo archivo de los condes de Lemos, afirmó que el día 22 de mayo de ese mismo año el rey Enrique III de Castilla confirmó a su hijo y heredero, Fadrique Enríquez, el título de conde de Trastámara, y que este último intentó apoderarse de la villa de Villafranca de Valcárcel, que era de su padre. Tras la muerte del conde Pedro Enríquez el rey Enrique III decidió intervenir más activamente en Galicia y nombró arzobispo de Santiago de Compostela a Lope de Mendoza.

## Sepultura

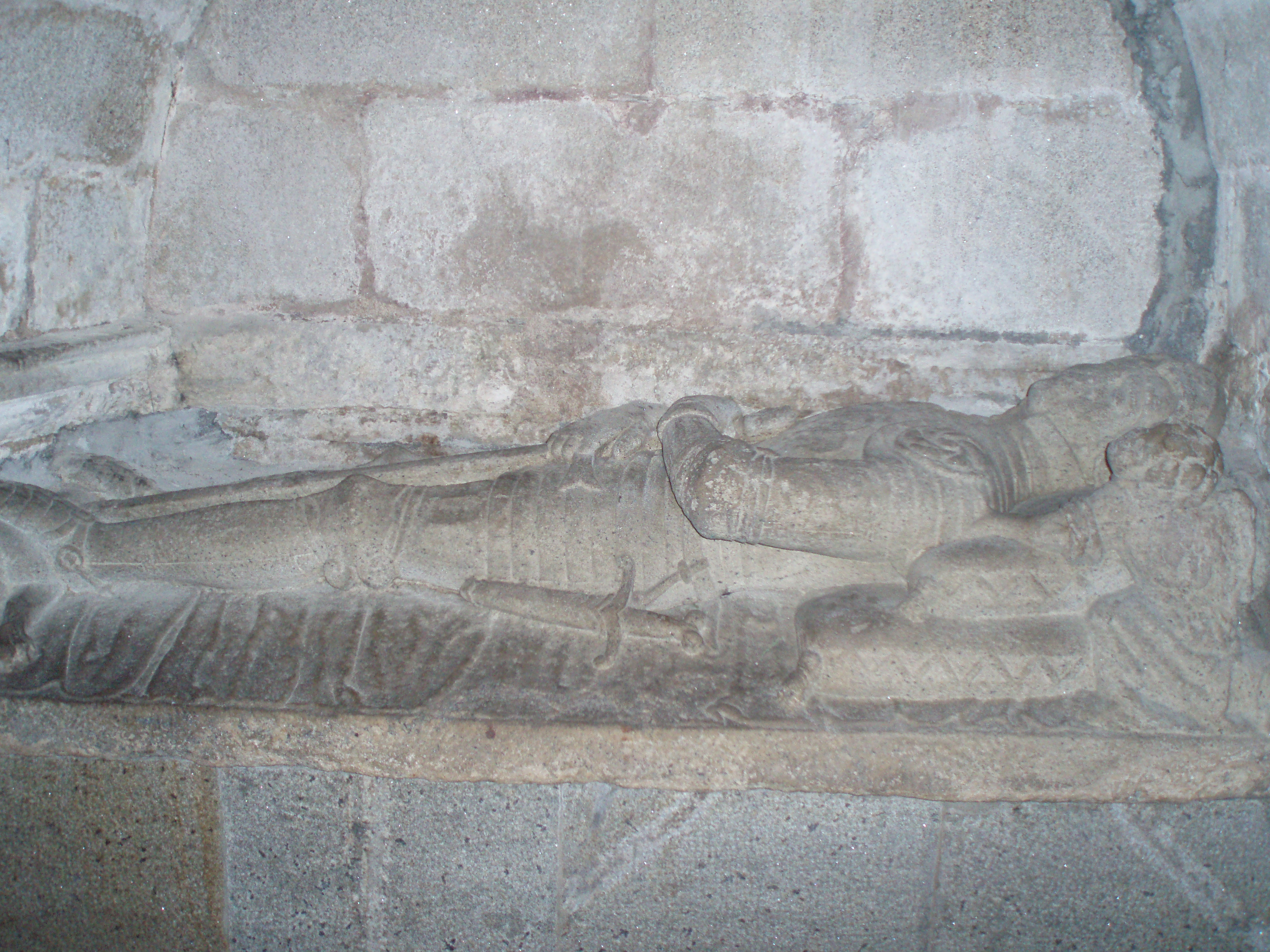
Sepulcro que según la mayoría de los historiadores contiene los restos mortales del conde Pedro Enríquez. (Iglesia de San Pedro de Lugo).

Fue sepultado en la iglesia del convento de San Francisco de Lugo, que actualmente recibe el nombre de iglesia de San Pedro y donde también sería enterrada su esposa Isabel y dos de sus hijos, según consta en el testamento que el duque Fadrique Enríquez, hijo del conde, otorgó en 1425, aunque Franco Silva señaló erróneamente que fue enterrado en el convento de San Francisco de Villafranca del Bierzo. En el sepulcro del conde se hallaba el siguiente epitafio, que no se conserva en la actualidad:

AQUÍ YACE EL CONDE DON PEDRO, FILLO DE DON FADRIQUE, MAESTRE DE SANTIAGO, NIETO DEL REY DON ALONSO QUE MURIÓ SOBRE GIBRALTAR. FUE CONDE DE TRASTÁMARA, LEMOS, SARRIA, DEL BOLLO Y VIANA, SEÑOR DE VILLAFRANCA Y PONFERRADA. FUE CONDESTABLE DE CASTILLA, PERTIGUERO MAYOR DE SANTIAGO. MURIÓ EN ORENSE, A DOS DE MAYO. AÑO DE MCCCC.

Aunque no hay certeza absoluta sobre ello, la mayoría de los historiadores afirman, y algunos incluso rotundamente, que los restos del conde reposan en un sepulcro ubicado en la capilla del lado de la Epístola de la iglesia de San Pedro, aunque otros indicaron «terminantemente» que en el siglo XVII estuvo en la capilla mayor del templo, cuya construcción había sido patrocinada por el conde aunque se ignora hasta qué punto. Pero en el lugar donde debería estar colocado el desaparecido epitafio del conde, que era en el frente de la urna, se halla en la actualidad un frontal de cemento sin inscripción alguna, aunque la mayoría de los autores tienen por cierto que ese es su sepulcro.

## Matrimonio y descendencia
Contrajo matrimonio en 1385, según Jaime de Salazar y Acha, aunque otros afirman que fue en 1391, con Isabel de Castro, que era hija de Álvar Pérez de Castro, I conde de Arraiolos, I conde de Viana da Foz do Lima y I condestable de Portugal, y de María Ponce de León, aunque existe una gran confusión acerca de cuáles fueron los hijos legítimos o ilegítimos de Pedro Enríquez, ya que algunos autores afirman que Fadrique, Beatriz, Enrique y Alfonso fueron legítimos, pero únicamente hay certeza absoluta de que lo fueran los dos siguientes:
- Fadrique Enríquez de Castilla (1388-1430). A la muerte de su padre heredó los condados de Lemos y Trastámara[345] y el señorío de Sarria,[333] entre otros, y en 1423 fue nombrado duque de Arjona por el rey Juan II de Castilla[346][347] y pertiguero mayor de Santiago por el arzobispo de Santiago de Compostela,[45] Lope de Mendoza.[348]
- Beatriz Enríquez de Castilla (1398-1455). Heredó la mayoría de las posesiones de su hermano y de sus padres.[349]

Tanto el conde Pedro como su hijo, el duque Fadrique, que en su momento aspiraron a ser los mayores señores de Galicia, utilizaron a las mujeres de su familia, como era habitual en su época, para conseguir el apoyo de algunos «caballeros de acostamiento». Aunque en un documento del año 1445 consta que Enrique y Constanza Enríquez fueron hijos legítimos del conde, Pardo de Guevara y Valdés, basándose en las obras de otros autores y en sus propias investigaciones, afirmó que los siguientes fueron extramatrimoniales:
- Enrique Enríquez.[21] Fue hijo ilegítimo del conde Pedro Enríquez y de María Bernal, según consta en algunos documentos, y recibió de su padre las villas de Viana de Robreda y de El Bollo. Contrajo matrimonio con Leonor Álvarez de Robleda, señora de Veigas de Camba, Valdetunga y Sierraseca,[352] y fue sepultado junto con sus padres y su hermana Constanza en el convento de San Francisco de Lugo.[353] Y además fue el padre de Pedro Enríquez, obispo de Mondoñedo[354] entre 1426 y 1445.[352]
- Constanza Enríquez (m. c. 1425).[332]
- Álvar Pérez de Castro (m. 1423). Según Amparo Rubio Martínez falleció en 1423.[355]
- Fernando Enríquez.[21] Fue tenente del castillo de Allariz y acompañó a su hermano o hermanastro, el duque Fadrique Enríquez, en sus campañas de Andalucía. Sin embargo, Luis de Salazar y Castro lo incluyó en uno de sus apuntes genealógicos entre los hijos legítimos de su padre.[356]
- Leonor Enríquez (m. después de 1424).[333]
- Alfonso Enríquez.
- Juan Enríquez.
- Luis Enríquez.
- Isabel Enríquez.
- Juana Enríquez.

| Predecesor: Fernán Ruiz de Castro      | Conde de Trastámara, Lemos y Sarria c. 1371 – 1400 | Sucesor: Fadrique Enríquez de Castilla |
| Predecesor: Alfonso de Aragón el Viejo | Condestable de Castilla 1391 - 1400                | Sucesor: Ruy López Dávalos             |
| Predecesor: Fernán Ruiz de Castro      | Pertiguero mayor de Santiago 1372 – 1383           | Sucesor: Juan de Mendoza               |